# Liste der Kulturdenkmale in Striesen

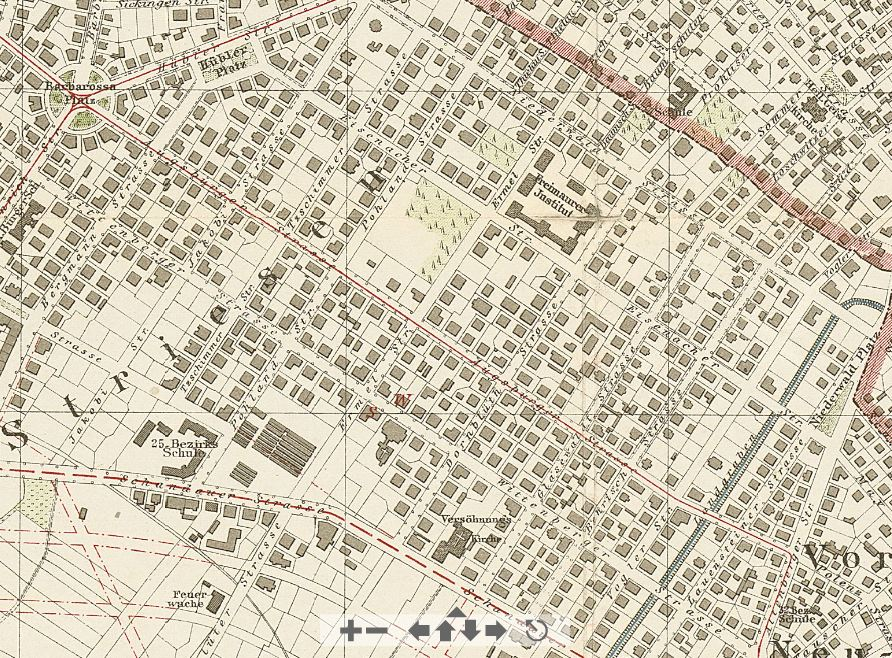
Offene Bebauung mit Mietshäusern auf einem Stadtplan von 1907. Am Ort der Gärtnerei rechts neben der 25. Bezirksschule befindet sich heute der Pohlandplatz.

In der Liste der Kulturdenkmale in Striesen sind alle Kulturdenkmale aufgeführt, die sich in der Gemarkung von Striesen, einem Stadtteil der sächsischen Landeshauptstadt Dresden, befinden. Die Liste orientiert sich an den Angaben des Themenstadtplans der Stadt Dresden, der sämtliche bis Januar 2006 vom Landesamt für Denkmalpflege Sachsen erfassten Kulturdenkmale verzeichnet. Die heutigen Gemarkungsgrenzen entsprechen mit geringen Abweichungen den Grenzen Striesens vor der Eingemeindung nach Dresden im Jahr 1892.
Die Anmerkungen sind zu beachten.
Diese Liste ist eine Teilliste der Liste der Kulturdenkmale in Dresden.
Diese Liste ist eine Teilliste der Liste der Kulturdenkmale in Sachsen.

## Die Striesener Denkmallandschaft
Die Denkmallandschaft Striesens ist vor allem Folge der rasanten Bebauung eines bis zum Ende des 19. Jahrhunderts vorwiegend gärtnerisch genutzten Gebietes zwischen dem alten Ortskern von Striesen und dem erst 1921 eingemeindeten Villenvorort Blasewitz. Dabei legte eine Bebauungsordnung fest, dass Wohnhäuser in offener Bebauung zu errichten waren, eine Maximalhöhe von drei Vollgeschossen einzuhalten hatten, rundherum von Garten umgeben sein und dabei einen Mindestabstand zueinander und zur Straße aufweisen mussten. Dies führte zu der für Dresden typischen Bebauung mit vielen in etwa würfelförmigen Mietshäusern, die in der Literatur als Dresdner Würfelhäuser beziehungsweise Dresdner Kaffeemühlen bezeichnet werden. Damit entstand in Dresden ein eigener Typus des Mehrfamilienhauses, der den großen Wohngebieten der Gründerzeit ein von anderen deutschen Großstädten deutlich unterschiedenes Gepräge verleiht.

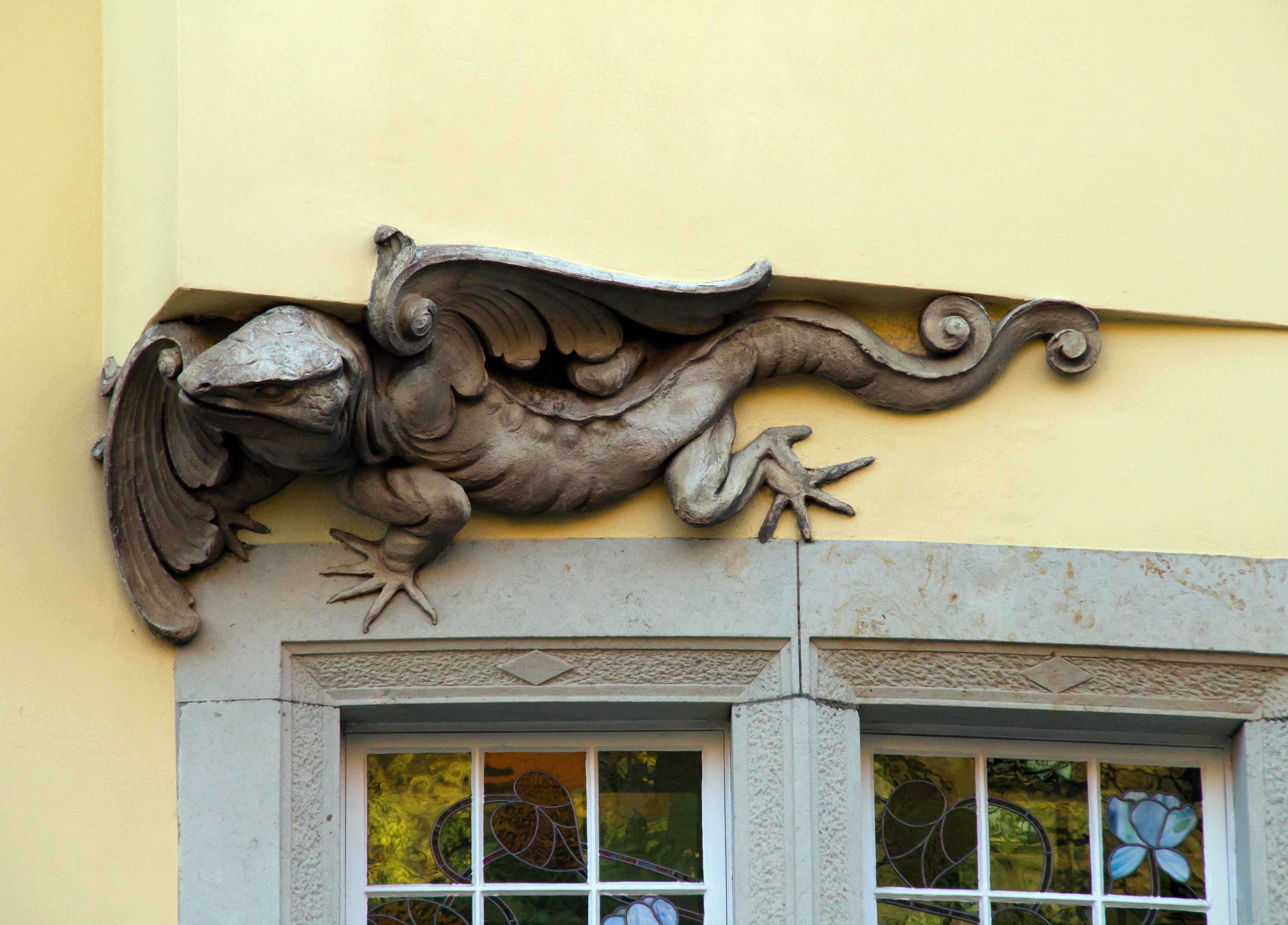
Fassadenschmuck in der Eisenacher Straße 26

Bauherren und Architekten orientierten sich an der Grundform der Neorenaissance-Villa, wie sie beispielgebend 1839 mit der Villa Rosa von Gottfried Semper geschaffen worden war. Würfelhäuser entstanden seit etwa 1890 bis zum Beginn des Ersten Weltkriegs in nur geringer Variation, was die Geschosszahl und Fassadenbreite angeht, aber stilistisch mit einer durchaus bemerkenswerten Bandbreite. Neben sehr schlichten Gebäuden mit einfach verputzten Fassaden und Fenstergewänden sowie Gesimsen aus Elbsandstein, die lediglich leichte Anklänge an den Stil der Renaissance etwa in Form von Rollwerk an den Giebeln zeigen, entstanden insbesondere nach 1895 auch reich geschmückte Gebäude mit ausgefallenem Fassadenschmuck und extravaganter Innenausstattung, darunter das Haus Niederwaldstraße 37. Zwar stehen die meisten besonders reich ausgestatteten und damals wie heute als „Mietvilla“ bezeichneten Gebäude dieser Art in der benachbarten Johannstadt (etwa die Reinickstraße 10), doch finden sich auch in Striesen Beispiele für fantasievollen Jugendstilschmuck, etwa in der Altenberger Straße 6 oder der Eisenacher Straße 26. Die kurz vor dem Ersten Weltkrieg gebauten Häuser wenden sich dann erkennbar dem Reformstil zu, beispielsweise in der Ermelstraße zwischen Wittenberger Straße und Pohlandplatz.
In Striesen gibt es auch verschiedene Beispiele für genossenschaftlichen Wohnungsbau, der bereits vor 1914 größere Wohnanlagen hervorbrachte, etwa die König-Friedrich-August-Häuser oder die Rudolf-Schilling-Häuser zwischen der Wormser- und der Holbeinstraße. Letztere sind auch ein Beispiel für die in Striesen nur in wenigen Bereichen anzutreffende geschlossene Bebauung. Lediglich in einigen Bereichen, deren Bebauung schon vor 1892 begann, findet sich diese Bauweise, so in der Nähe Altstriesens und entlang der Hauptverkehrsachse Borsbergstraße–Schandauer Straße einschließlich einiger direkt anschließender Bereiche in den Nebenstraßen, etwa in der Bergmannstraße und der Tittmannstraße.
Ein weiterer prägender Bestandteil Striesens ist die seit etwa 1898 südlich der Schandauer Straße angesiedelte Industrie, vor allem der Tabakverarbeitung und der optischen Industrie. Zu nennen sind etwa die Zigarettenfabrik Jasmatzi, die Gebäude der Herrenmode Dresden und die Ernemann-Werke (später Zeiss Ikon), die heute teilweise noch immer industriell genutzt werden.
An Blasewitz angrenzend finden sich auch einige Villen, die allerdings den architektonischen Aufwand der Blasewitzer Architektur nicht erreichen. Trotzdem bilden Teile Striesens und Blasewitz aus denkmalpflegerischer Sicht eine Gesamtheit. Sie sind im Denkmalschutzgebiet Blasewitz/Striesen-Nordost (in Kraft gesetzt am 28. März 1997) zusammengefasst.
Als Sakralbau ist die Versöhnungskirche hervorzuheben, ein dominanter Jugendstilbau an der Schandauer Straße.

## Legende
- Bild: Bild des Kulturdenkmals, ggf. zusätzlich mit einem Link zu weiteren Fotos des Kulturdenkmals im Medienarchiv Wikimedia Commons. Wenn man auf das Kamerasymbol klickt, können Fotos zu Kulturdenkmalen aus dieser Liste hochgeladen werden:
- Bezeichnung: Denkmalgeschützte Objekte und ggf. Bauwerksname des Kulturdenkmals
- Lage: Straßenname und Hausnummer oder Flurstücknummer des Kulturdenkmals. Die Grundsortierung der Liste erfolgt nach dieser Adresse. Der Link (Karte) führt zu verschiedenen Kartendiensten mit der Position des Kulturdenkmals. Fehlt dieser Link, wurden die Koordinaten noch nicht eingetragen. Sind diese bekannt, können sie über ein Tool mit einer Kartenansicht einfach nachgetragen werden. In dieser Kartenansicht sind Kulturdenkmale ohne Koordinaten mit einem roten bzw. orangen Marker dargestellt und können durch Verschieben auf die richtige Position in der Karte mit Koordinaten versehen werden. Kulturdenkmale ohne Bild sind an einem blauen bzw. roten Marker erkennbar.
- Datierung: Baubeginn, Fertigstellung, Datum der Erstnennung oder grobe zeitliche Einordnung entsprechend des Eintrags in der sächsischen Denkmaldatenbank
- Beschreibung: Kurzcharakteristik des Kulturdenkmals entsprechend des Eintrags in der sächsischen Denkmaldatenbank, ggf. ergänzt durch die dort nur selten veröffentlichten Erfassungstexte oder zusätzliche Informationen
- ID: Vom Landesamt für Denkmalpflege Sachsen vergebene, das Kulturdenkmal eindeutig identifizierende Objekt-Nummer. Der Link führt zum PDF-Denkmaldokument des Landesamtes für Denkmalpflege Sachsen. Bei ehemaligen Kulturdenkmalen können die Objektnummern unbekannt sein und deshalb fehlen bzw. die Links von aus der Datenbank entfernten Objektnummern ins Leere führen. Ein ggf. vorhandenes Icon  führt zu den Angaben des Kulturdenkmals bei Wikidata.

## Denkmalliste
| Bild                                    | Bezeichnung | Lage                                                      | Datierung | Beschreibung | ID       |
| --------------------------------------- | --- | --------------------------------------------------------- | --- | --- | -------- |
| Direkt Bild zu diesem Denkmal hochladen | Denkmalschutzgebiet Blasewitz/Striesen-Nordost | (Karte)                                                   | | stadtgeschichtlich, städtebaukünstlerisch und mit bemerkenswerter architektonischer Qualität und Vielfalt außerordentlich bedeutsam | 09306381 |
| Weitere Bilder                          | Mietshaus in offener Bebauung | Altenberger Straße 2 (Karte)                              | um 1895 (Mietshaus)                                                                                               | charakteristisches Striesener Würfelhaus der Gründerzeit mit relativ aufwendiger historisierender Fassadengestaltung, dominiert von schmalem Mittelrisalit oder Vorlage, belebt durch mittigen Balkon im ersten Obergeschoss, Eckbetonungen sowie Fensterbedachungen auf der Mittelachse und im ersten Obergeschoss, bau- und stadtentwicklungsgeschichtlich bedeutsam | 09213417 |
| Weitere Bilder                          | Mietshaus mit Einfriedung in offener Bebauung | Altenberger Straße 6 (Karte)                              | 1902 (Mietshaus)                                                                                                  | charakteristisches Striesener Würfelhaus mit kräftiger organischer Jugendstilornamentik am Giebel und den Balkongittern des Mittelrisalits sowie den seitlichen Fenstern, gestalterisch auffällig und anspruchsvoll, vor allem baugeschichtlich und künstlerisch bedeutend Bauherr und Architekt Max Wendler | 09213418 |
| Weitere Bilder                          | Mietshaus in offener Bebauung | Altenberger Straße 16 (Karte)                             | um 1895 (Mietshaus)                                                                                               | charakteristische Striesener Würfelhaus, baugeschichtlich und stadtentwicklungsgeschichtlich bedeutend | 09213279 |
| Weitere Bilder                          | Mietshaus in offener Bebauung | Altenberger Straße 26 (Karte)                             | um 1895 (Mietshaus)                                                                                               | charakteristisches Striesener Würfelhaus mit historisierender Fassade, markant der Giebel über dem Mittelrisalit, bau- und stadtentwicklungsgeschichtlich bedeutend | 09213331 |
| Weitere Bilder                          | Wohnhausgruppe mit Einfriedung in offener Bebauung | Altenberger Straße 30; 32; 34 (Karte)                     | um 1905 (Mietshaus)                                                                                               | Zeugnis für die Architektur zwischen Historismus und Jugendstil kurz nach 1900, bei der Elemente beider Stilrichtungen, allerdings zurückhaltend und akzentuierend verwendet wurden, hier Fassade vor allem von Jugendstilelementen belebt, baugeschichtlich bedeutend | 09213334 |
| Weitere Bilder                          | Wohnhausgruppe mit Einfriedung in offener Bebauung | Altenberger Straße 38; 40; 42 (Karte)                     | um 1905 (Mietshaus)                                                                                               | Zeugnis für die Architektur zwischen Historismus und Jugendstil kurz nach 1900, bei der Elemente beider Stilrichtungen, allerdings zurückhaltend und akzentuierend verwendet wurden, mit gewisser baugeschichtlicher Bedeutung | 09213325 |
|                                         | Doppelmietshaus in offener Bebauung | Altenberger Straße 44; 46 (Karte)                         | um 1912 (Doppelmietshaus)                                                                                         | exemplarisches Zeugnis der, durch versachlichte Baukörper mit hohen Dächern und wenige, aber akzentuierende Schmuck- oder Gliederungselemente gekennzeichneten Reformarchitektur nach 1900, Anklänge an späten Jugendstil, baugeschichtlich bedeutend | 09213324 |
| Weitere Bilder                          | Doppelmietshaus in offener Bebauung | Altenberger Straße 48; 50 (Karte)                         | um 1912 (Doppelmietshaus)                                                                                         | in Nummer 50 originale Ausstattung mit Ausmalung, exemplarisches Zeugnis der, durch versachlichte Baukörper mit hohen Dächern und wenige, aber akzentuierende Schmuck- oder Gliederungselemente gekennzeichneten Reformarchitektur nach 1900, Anklänge an späten Jugendstil, baugeschichtlich bedeutend | 09213323 |
| Weitere Bilder                          | Mietshaus mit Laden und Einfriedung in Ecklage und offener Bebauung                                                                                                   | Augsburger Straße 45 (Karte)                              | um 1900 (Mietshaus)                                                                                               | charakteristisches spätgründerzeitliches Striesener Wohngebäude mit teilweise aufwendiger historisierender Fassade und einigen bemerkenswerten Interieurs, baugeschichtlich und stadtentwicklungsgeschichtlich sowie städtebaulich bedeutend | 09217743 |
| Weitere Bilder                          | Mietshaus in Ecklage und offener Bebauung | Augsburger Straße 48 (Karte)                              | um 1900 (Mietshaus)                                                                                               | ausgesprochen repräsentativer historisierender Bau mit Klinker-Sandstein-Fassade, belebt von Eckturm, Giebel und Balkonen, Teil des städtebaulich markanten Rundplatzes Barbarossaplatz und des bedeutsamen Quartiers Striesen, baugeschichtlich und stadtentwicklungsgeschichtlich, sowie künstlerisch von Bedeutung, wohl auch städtebaulich von Belang | 09213468 |
| Weitere Bilder                          | Mietshaus mit Gaststätte im Erdgeschoss, in Ecklage und offener Bebauung                                                                                              | Augsburger Straße 49 (Karte)                              | bezeichnet 1897 (Mietshaus)                                                                                       | ausgesprochen repräsentativer historisierender Gründerzeitbau mit Ecktürmen, Mittelrisaliten, Balkonen, reicher Gliederung und Schmuckelementen, im Eingangsbereich Stuckdekor und Ausmalung (als Dekorationsmalerei), baugeschichtlich und künstlerisch bedeutend | 09213460 |
| Weitere Bilder                          | Mietshaus mit Einfriedung in offener Bebauung | Augsburger Straße 53 (Karte)                              | um 1900 (Mietshaus)                                                                                               | charakteristisches historisierendes Striesener Würfelhaus der späten Gründerzeit, vor allem stadtentwicklungsgeschichtlich bedeutend | 09216786 |
| Weitere Bilder                          | Mietshaus mit Einfriedung in offener Bebauung | Augsburger Straße 54 (Karte)                              | um 1900 (Mietshaus)                                                                                               | charakteristisches Striesener Würfelhaus der Gründerzeit mit aufwendiger historisierender Fassadengestaltung, dominiert von Mittelrisalit, belebt durch seitliche Balkone, Eingang gestalterisch hervorgehoben, bau- und stadtentwicklungsgeschichtlich bedeutsam, wohl auch künstlerisch von Belang | 09213470 |
| Weitere Bilder                          | Mietshaus mit Einfriedung in offener Bebauung | Augsburger Straße 57 (Karte)                              | um 1900 (Mietshaus)                                                                                               | charakteristisches spätgründerzeitliches Striesener Wohngebäude mit teilweise aufwendiger historisierender Fassade, zeittypische Klinker-Sandstein-Fassade, Schweifgiebel in den Formen der Renaissance, vergleichsweise viel Bauschmuck, bau- und stadtentwicklungsgeschichtlich bedeutend | 09213469 |
| Weitere Bilder                          | Mietshaus mit Einfriedung in offener Bebauung | Augsburger Straße 61 (Karte)                              | um 1900 (Mietshaus)                                                                                               | charakteristisches spätgründerzeitliches Striesener Wohngebäude mit teilweise aufwendiger historisierender Fassade mit Elementen der Gotik (Giebel) und der Renaissance (Vorhangbogenmotiv an den Fenstern), zeittypische Klinker-Sandstein-Fassade, vergleichsweise viel Bauschmuck, bau- und stadtentwicklungsgeschichtlich bedeutend | 09213471 |
| Weitere Bilder                          | Mietshaus mit Einfriedung in offener Bebauung | Augsburger Straße 64 (Karte)                              | um 1895 (Mietshaus)                                                                                               | ausgesprochen repräsentativer historisierender Bau im Stil der Deutschen Renaissance, belebt von Giebeln und Balkonen, Eingang gestalterisch hervorgehoben, Teil des bedeutsamen Quartiers Striesen, bau- und stadtentwicklungsgeschichtlich, wohl auch künstlerisch von Bedeutung | 09213253 |
| Weitere Bilder                          | Mietshaus mit Einfriedung in offener Bebauung | Augsburger Straße 68 (Karte)                              | um 1900 (Mietshaus)                                                                                               | ausgesprochen repräsentativer historisierender Bau im Stil der Deutschen Renaissance, belebt von Giebel und Balkonen, Klinker-Sandstein-Fassade, reicher Dekor, Teil des bedeutsamen Quartiers Striesen, bau- und stadtentwicklungsgeschichtlich sowie künstlerisch von Bedeutung | 09213260 |
| Weitere Bilder                          | Mietshaus mit Einfriedung, in Ecklage und offener Bebauung | Augsburger Straße 69 (Karte)                              | um 1900 (Mietshaus)                                                                                               | typisches Striesener Eckwohnhaus mit ursprünglicher Treppenhausausstattung, dabei besonders bemerkenswert die beinahe vollständig erhaltene, durchgehende Ausmalung (Malerei) im Treppenhaus, in den Wohnungen zum Großteil noch Stuckdekor aus der Entstehungszeit, Gebäude von exemplarischem Wert für die Innendekoration der Jahrhundertwende, zudem Teil eines städtebaulich bemerkenswerten Quartiers, baugeschichtlich und stadtentwicklungsgeschichtlich von Belang, die Ausmalung wohl auch künstlerisch bedeutend | 09217751 |
| Weitere Bilder                          | Mietshaus mit Einfriedung in offener Bebauung | Augsburger Straße 70 (Karte)                              | um 1900 (Mietshaus)                                                                                               | ausgesprochen repräsentativer historisierender Bau im Stil der Deutschen Renaissance, belebt von Giebel, Klinker-Sandstein-Fassade, reicher Dekor, Teil des bedeutsamen Quartiers Striesen, bau- und stadtentwicklungsgeschichtlich sowie künstlerisch von Bedeutung | 09213261 |
| Weitere Bilder                          | Mietshaus in Ecklage und offener Bebauung | Augsburger Straße 77 (Karte)                              | bezeichnet 1901 Wetterfahne? (Mietshaus)                                                                          | städtebaulich markantes Striesener Eckwohnhaus der späten Gründerzeit mit historisierender Fassadengestaltung, belebt durch Turm, Balkone und Fensterbedachungen, vor allem stadtentwicklungsgeschichtlich bedeutsam | 09213263 |
| Weitere Bilder                          | Mietshaus in offener Bebauung | Augsburger Straße 79 (Karte)                              | nach 1900 (Mietshaus)                                                                                             | Zeugnis für die Architektur zwischen Historismus und Jugendstil um oder kurz nach 1900, bei der Elemente beider Stilrichtungen, allerdings zurückhaltend und akzentuierend verwendet wurden, baugeschichtlich bedeutend | 09213262 |
| Weitere Bilder                          | Mietshaus in Ecklage und offener Bebauung | Augsburger Straße 85 (Karte)                              | um 1895 (Mietshaus)                                                                                               | städtebaulich markantes Striesener Eckwohnhaus der späten Gründerzeit mit historisierender Fassadengestaltung, belebt durch Turm, Fensterbedachungen und Festons auf den Brüstungsfeldern im ersten Obergeschoss, auffällig durch die farbig gestaltete Klinkerfassade, vor allem stadtentwicklungsgeschichtlich bedeutsam | 09213265 |
| Weitere Bilder                          | Mietshaus in offener Bebauung | Augsburger Straße 86 (Karte)                              | um 1895 (Mietshaus)                                                                                               | markanter Striesener Bau mit historisierender Fassade, im Eingangsbereich noch Teile der ursprüngliche Ausstattung, bau- und stadtentwicklungsgeschichtlich bedeutend | 09213536 |
| Weitere Bilder                          | Mietshaus mit Einfriedung in offener Bebauung | Augsburger Straße 88 (Karte)                              | um 1905 (Mietshaus)                                                                                               | markantes Striesener Würfelhaus der Phase nach 1900, Beispiel für versachlichte Architektur jener Zeit, dominiert von Mittelrisalit mit Fachwerkgiebel, bemerkenswert die organisch aus der Fassade hervorkragenden Balkone, baugeschichtlich und stadtentwicklungsgeschichtlich bedeutend | 09213272 |
| Weitere Bilder                          | Mietshaus mit Einfriedung in offener Bebauung | Augsburger Straße 89 (Karte)                              | um 1895 (Mietshaus)                                                                                               | markantes Striesener Würfelhaus mit historisierender Fassade, dominiert von Mittelrisalit mit Treppengiebel, baugeschichtlich, städtebaulich und stadtentwicklungsgeschichtlich bedeutend | 09213758 |
| Weitere Bilder                          | Mietshaus in offener Bebauung | Augsburger Straße 91 (Karte)                              | um 1905 (Mietshaus)                                                                                               | markantes Striesener Würfelhaus der Phase nach 1900, Beispiel für versachlichte Architektur jener Zeit, außen etwas beeinträchtigt, dafür mit bemerkenswertem Eingangsbereich und Treppenhaus, baugeschichtlich, städtebaulich und stadtentwicklungsgeschichtlich bedeutend | 09213270 |
| Weitere Bilder                          | Mietshaus mit Einfriedung in Ecklage und in offener Bebauung | Augsburger Straße 105 (Karte)                             | um 1865 (Mietshaus)                                                                                               | gestalterisch hervorgehobener Striesener Eckbau mit historisierender Fassade, Belebung durch Turmhaube sowie diverse Gliederungs- und Schmuckelemente, bau- und stadtentwicklungsgeschichtlich bedeutend | 09213306 |
| Weitere Bilder                          | Hotel Sachsenhof (ehem.): Hotelgebäude (ehem.) | Barbarossaplatz 1 (Karte)                                 | um 1895 (Hotel)                                                                                                   | repräsentativer, historisierender Bau mit aufwendiger Sandstein-Klinker-Fassade, heute als Wohnhaus genutzt, bedeutend für die Ortsgeschichte und das Ortsbild, als weitgehend original erhaltener Bau der Gründerzeit zudem von baugeschichtlichem Wert früher Augsburger Straße 51. „Hotel Sachsenhof“, später Gaswache der Drewag, dann zusätzlich die NSDAP-Ortsgruppe. | 09213466 |
| Weitere Bilder                          | Mietshaus mit Einfriedung in offener Bebauung | Barbarossaplatz 3 (Karte)                                 | um 1895 (Mietshaus)                                                                                               | markanter historisierender Bau der späten Gründerzeit mit aufwendiger Sandstein-Klinker-Fassade, baugeschichtliche bedeutend, als Teil des unverwechselbaren Stadtteils Striesen auch stadtentwicklungsgeschichtlich von Belang | 09213467 |
|                                         | Doppelwohnhaus in offener Bebauung | Bärensteiner Straße 5a; 5b (Karte)                        | um 1932 (Doppelwohnhaus)                                                                                          | einstiger Standort der für die Dresdner Kunst- und Möbeltischlerei bedeutenden Werkstätten für deutschen Hausrat, das dem Bauhaus nahestehende Wohngebäude zudem mit interessanter Aufriss- und Grundrisslösung, bau-, industrie- und ortsgeschichtlich von Bedeutung | 09218185 |
|                                         | Fabrikantenvilla (ehem.) | Bärensteiner Straße 7 (Karte)                             | 1897 (Fabrikantenvilla)                                                                                           | heute als Wohnhaus genutzt, innen Hallendiele, aufwendige Treppe, Ledertapete und Holzvertäfelung, im Stil der Deutschen Renaissance errichteter Bau des Historismus, ausgehendes 19. Jahrhundert, baugeschichtlich bedeutend, mit den Ausstattungselementen wohl auch künstlerisch bedeutend | 09213333 |
| Weitere Bilder                          | Ehem. Zigarettenfabrik Haus Bergmann, Herrenmode Dresden | Bärensteiner Straße 16; 18 (Karte)                        | um 1910 (Fabrik- und Verwaltungsgebäude), um 1970, Strukturwand/Formsteinwand (Einfriedung)                       | Fabrik- und Verwaltungsgebäude mit jüngerer Einfriedung aus Betonformsteinelementen und Zaun; markanter Bau der versachlichten Architektur um 1910, Gebäude eines bedeutsamen Dresdner Industrieunternehmens, bau- und ortsgeschichtlich bedeutend, die um 1970 entstandene Einfriedung, wohl von Karl-Heinz Adler künstlerisch bedeutend | 09213321 |
| Weitere Bilder                          | Mietshaus mit Einfriedung in offener Bebauung | Behrischstraße 6 (Karte)                                  | um 1895 (Mietshaus)                                                                                               | charakteristisches Striesener Würfelhaus mit historisierender Fassade, dominiert von Risalit mit Vorbau, Dachgaupe und Holzzierrat, bau- und stadtentwicklungsgeschichtlich bedeutend, wohl auch künstlerisch von Belang | 09213423 |
| Weitere Bilder                          | Mietshaus mit Einfriedung in offener Bebauung | Behrischstraße 8 (Karte)                                  | bezeichnet 1897 (Mietshaus)                                                                                       | repräsentatives, charakteristisches Striesener Würfelhaus mit historisierender Fassade, dominiert von Risalit mit hohem Schweifgiebel im Stil der Deutschen Renaissance, seitlich markante Balkone und offene hölzerne Veranda, bau- und stadtentwicklungsgeschichtlich bedeutend sowie künstlerisch von Belang | 09213424 |
| Weitere Bilder                          | Landhaus oder Villa mit Einfriedung | Behrischstraße 19 (Karte)                                 | um 1880 (Landhaus)                                                                                                | an Gartenseite bemerkenswerter hölzerner Verandaanbau mit Hermenplastiken, zählt zu den frühesten Bauten innerhalb der städtebaulichen Erweiterung Striesens im 19. Jahrhundert, bau- und stadtgeschichtliche Bedeutung | 09213322 |
| Weitere Bilder                          | Mietshaus mit Einfriedung in Ecklage und offener Bebauung | Behrischstraße 22 (Karte)                                 | bezeichnet 1903 (Mietshaus)                                                                                       | wohl bemerkenswertester Striesener Wohnbau aus dem Anfang des 20. Jahrhunderts, Fassade mit reichem Jugendstildekor, originale Flur- und Treppenhausausstattung mit Ausmalung (Dekorationsmalerei, Deckenmalerei), Stuckdekor und Farbglasfenstern, bau- und stadtentwicklungsgeschichtlich sowie künstlerisch bedeutend | 09213273 |
| Weitere Bilder                          | Villa | Behrischstraße 23 (Karte)                                 | lt. Adressbuch vor 1875 (Wohnhaus)                                                                                | landhausartiges Wohngebäude, mit weiten Dachüberständen und Holzzierat in Anlehnung an den Schweizerhaus errichtet, zählt zu den frühesten Bauten innerhalb der städtebaulichen Erweiterung Striesens im 19. Jahrhundert, bau- und stadtgeschichtliche Bedeutung | 09213274 |
| Weitere Bilder                          | Mietshaus in offener Bebauung | Behrischstraße 32 (Karte)                                 | um 1895 (Mietshaus)                                                                                               | charakteristisches Striesener Würfelhaus mit historisierender Fassade, dominiert von Risalit mit Dachhäuschen und diversen Gliederungs- und Schmuckelementen, seitlich hölzerne Veranden, bau- und stadtentwicklungsgeschichtlich bedeutend sowie künstlerisch von Belang | 09213311 |
| Weitere Bilder                          | Mietshaus mit Einfriedung in offener Bebauung | Behrischstraße 35 (Karte)                                 | um 1900 (Mietshaus)                                                                                               | charakteristisches Striesener Würfelhaus mit historisierender Fassade, dominiert von Mittelrisalit mit stilisiertem Schweifgiebel, zudem Belebung durch diverse Gliederungs- und Schmuckelemente, baugeschichtlich und stadtentwicklungsgeschichtlich bedeutend | 09213313 |
| Weitere Bilder                          | Mietshaus mit Einfriedung in offener Bebauung | Behrischstraße 37 (Karte)                                 | um 1900 (Mietshaus)                                                                                               | charakteristisches Striesener Würfelhaus mit historisierender Klinker-Sandstein-Fassade, dominiert von Mittelrisalit mit stilisiertem Schweifgiebel als Element der Deutschen Renaissance, zudem Belebung durch diverse Gliederungs- und Schmuckelemente, vergleichsweise aufwendig, eines der wenigen steinsichtigen Bauten, baugeschichtlich und stadtentwicklungsgeschichtlich bedeutend | 09213312 |
| Weitere Bilder                          | Mietshaus mit Einfriedung in offener Bebauung | Bergmannstraße 12 (Karte)                                 | um 1895 (Mietshaus)                                                                                               | weitgehend ursprünglich erhaltenes, charakteristisches Striesener Wohngebäude mit aufwendiger historisierender Fassadengestaltung sowie Flurausstattung und Treppenhausausstattung aus der Entstehungszeit, baugeschichtlich und stadtentwicklungsgeschichtlich bedeutend | 09211983 |
| Weitere Bilder                          | Mietshaus mit Einfriedung in offener Bebauung | Bergmannstraße 21 (Karte)                                 | um 1895 (Mietshaus)                                                                                               | charakteristisches Striesener Würfelhaus mit historisierender Fassade, Typus dessen Vorderfront Seitenrisalite mit Balkonen zeigt, weitgehend vollständig überkommen, zudem Ausgewogenheit der Fronten bemerkenswert, bildet mit gleichgestalteten benachbarten Gebäude bemerkenswertes Ensemble, bau- und stadtentwicklungsgeschichtlich bedeutend | 09213355 |
| Weitere Bilder                          | Mietshaus mit Einfriedung in offener Bebauung | Bergmannstraße 23 (Karte)                                 | um 1895 (Mietshaus)                                                                                               | charakteristisches Striesener Würfelhaus mit historisierender Fassade, Typus dessen Vorderfront Seitenrisalite mit Balkonen zeigt, weitgehend vollständig überkommen, zudem Ausgewogenheit der Fronten bemerkenswert, bildet mit gleichgestalteten benachbarten Gebäude bemerkenswertes Ensemble, bau- und stadtentwicklungsgeschichtlich bedeutend | 09213354 |
| Weitere Bilder                          | Mietshaus in geschlossener Bebauung, originale Flurausstattung und Treppenhausausstattung im Jugendstil                                                               | Bergmannstraße 32 (Karte)                                 | um 1900 (Mietshaus)                                                                                               | beeindruckender historisierender Bau, belebt von Balkonen, Fensterbedachungen usw., Teil einer markanten geschlossenen Häuserfront innerhalb Striesens, Ausstattung mit Ausmalung (Wandmalerei und Deckenmalerei, als Dekorationsmalerei), Stuckdekor sowie reichen Schmiedearbeiten, baugeschichtlich, künstlerisch und städtebaulich bedeutend | 09213360 |
| Weitere Bilder                          | Mietshaus mit Einfriedung in offener Bebauung | Bergmannstraße 33 (Karte)                                 | um 1895 (Mietshaus)                                                                                               | charakteristisches Striesener Würfelhaus mit historisierender Fassade, Typus dessen Vorderfront Seitenrisalite mit Balkonen zeigt, weitgehend vollständig überkommen, zudem Ausgewogenheit der Fronten bemerkenswert, baugeschichtlich und stadtentwicklungsgeschichtlich bedeutend | 09213353 |
|                                         | Mietshaus in geschlossener Bebauung | Bergmannstraße 34 (Karte)                                 | um 1895 (Mietshaus)                                                                                               | markantes spätgründerzeitliches Gebäude mit Klinker-Werkstein-Fassade, belebt durch Fensterbedachungen, z. T. mit Bauschmuck, hervorgehobene Mittelachse, Teil eines geschlossenen Straßenzuges, baugeschichtlich und stadtentwicklungsgeschichtlich bedeutend | 09213361 |
|                                         | Mietshaus mit Einfriedung in offener Bebauung | Bergmannstraße 35 (Karte)                                 | um 1895 (Mietshaus)                                                                                               | charakteristisches Striesener Würfelhaus mit historisierender Fassade, dominiert von Mittelrisalit, seitlich Balkone, zudem Belebung durch diverse Gliederungs- und Schmuckelemente, baugeschichtlich und stadtentwicklungsgeschichtlich bedeutend | 09213352 |
|                                         | Mietshaus in geschlossener Bebauung | Bergmannstraße 36 (Karte)                                 | um 1895 (Mietshaus)                                                                                               | markantes spätgründerzeitliches Gebäude mit Klinker-Werkstein-Fassade, belebt durch Fensterbedachungen, z. T. mit Bauschmuck, hervorgehobene Mittelachse, Teil eines geschlossenen Straßenzuges, baugeschichtlich und stadtentwicklungsgeschichtlich bedeutend | 09213362 |
|                                         | Mietshaus in geschlossener Bebauung | Bergmannstraße 38 (Karte)                                 | um 1895 (Mietshaus)                                                                                               | markantes spätgründerzeitliches Gebäude mit Klinker-Werkstein-Fassade, belebt durch Fensterbedachungen, z. T. mit Bauschmuck, hervorgehobene Mittelachse, Teil eines geschlossenen Straßenzuges, baugeschichtlich und stadtentwicklungsgeschichtlich bedeutend | 09213363 |
| Weitere Bilder                          | Mietshaus in geschlossener Bebauung | Bergmannstraße 40 (Karte)                                 | um 1895 (Mietshaus)                                                                                               | markantes spätgründerzeitliches Gebäude mit Klinker-Werkstein-Fassade, Lisenengliederung, Zwerchhaus, belebt durch Ornamentreliefs in den Brüstungsfeldern des zweiten Obergeschosses, Teil eines geschlossenen Straßenzuges, baugeschichtlich und stadtentwicklungsgeschichtlich bedeutend | 09213364 |
| Weitere Bilder                          | Mietshaus in geschlossener Bebauung | Bergmannstraße 42 (Karte)                                 | um 1895 (Mietshaus)                                                                                               | markantes spätgründerzeitliches Gebäude mit Klinker-Werkstein-Fassade, Lisenengliederung, belebt durch Ornamentreliefs in den Brüstungsfeldern des zweiten Obergeschosses, Teil eines geschlossenen Straßenzuges, baugeschichtlich und stadtentwicklungsgeschichtlich bedeutend | 09213365 |
| Weitere Bilder                          | Mietshaus in geschlossener Bebauung | Bergmannstraße 44 (Karte)                                 | um 1895 (Mietshaus)                                                                                               | originale Flurausstattung mit Ausmalung und Stuckdekor, markantes spätgründerzeitliches Gebäude mit Klinker-Werkstein-Fassade, belebt durch Fensterbedachungen, z. T. mit Bauschmuck, Teil eines geschlossenen Straßenzuges, baugeschichtlich und stadtentwicklungsgeschichtlich bedeutend | 09213366 |
| Weitere Bilder                          | Mietshaus in geschlossener Bebauung | Bergmannstraße 46 (Karte)                                 | um 1895 (Mietshaus)                                                                                               | markantes spätgründerzeitliches Gebäude mit Klinker-Werkstein-Fassade, belebt durch Fensterbedachungen, z. T. mit Bauschmuck, Teil eines geschlossenen Straßenzuges, baugeschichtlich und stadtentwicklungsgeschichtlich bedeutend | 09213349 |
| Weitere Bilder                          | Doppelmietshaus in geschlossener Bebauung | Bergmannstraße 52; 54 (Karte)                             | um 1910 (Mietshaus)                                                                                               | originale Flurausstattung und Treppenhausausstattung mit Stuckdekor und Farbglasfenstern, bemerkenswertes Beispiel der versachlichten Architektur nach 1900, dominiert von hohen Giebeln, Balkonen und Erker, Bauschmuck zurückhaltend und akzentuierend, baugeschichtlich und wohl auch künstlerisch bedeutend | 09213350 |
| Weitere Bilder                          | Medizinische Akademie; TU Dresden: Studentenwohnheim und Mensa | Blasewitzer Straße 84; 86 (Karte)                         | 1954–1957 (Studentenwohnheim), 1954–1957 (Mensa), bezeichnet 1957 (Deckenbild am Aufgang zum Saal)                | Studentenwohnheim und Mensa; dreiflügelige Anlage in traditionellen Formen, bauliche Akzente durch klassizistisch anmutenden Eingangsrisalit mit Säulenstellung, Erker, Giebel und Fensterrahmungen, innen Originalzustand gut erhalten, baugeschichtlich und stadtentwicklungsgeschichtlich sowie künstlerisch von Wert | 09217088 |
| Weitere Bilder                          | Katholisch Herz-Jesu-Kirche | Borsbergstraße 15 (Karte)                                 | 1903–1905 (Kirche), 1909 (Orgel)                                                                                  | dreischiffige Basilika, in neogotischen Formen errichtet, ortsgeschichtlich, architektonisch und künstlerisch bedeutsamer historisierender Kirchenbau | 09213501 |
| Weitere Bilder                          | Wohnkomplexzentrum Striesen: Wohnblock mit Freiflächengestaltung, Teil des o. g. Ensembles                                                                            | Borsbergstraße 16; 18; 18b; 18c; 20; 20b; 22; 22b (Karte) | 1955–1958, Wohnanlage (Mehrfamilienwohnhaus)                                                                      | dieses aus vier fünfgeschossigen Abschnitten zu beiden Seiten der Borsbergstraße bestehend, in Großblockbauweise errichtet, werden durch Ladenvorbauten, ein Café und südlichen Promenadenbereich belebt, als städtebaulich markantester Teil erscheint das achtgeschossige Appartementhaus an der Ecke zur Müller-Berset-Straße, Dokument des Beginns der Großblockbauweise in Dresden und prägnantes Beispiel des Übergangs von der Nationalen Bautradition zu einer modernen Bauweise in der DDR (siehe auch Borsbergstraße 23–25b, 24–32 und 27–33) | 09213505 |
| Weitere Bilder                          | Mietshaus in Ecklage und geschlossener Bebauung | Borsbergstraße 19 (Karte)                                 | um 1900 (Mietshaus)                                                                                               | ausgesprochen repräsentatives historisierendes Bürgerhaus des ausgehenden 19. Jahrhunderts mit Formen der Gotik und der Renaissance, dominant der hoch aufragende Turm einschließlich Erker an der Ecke zur Krenkelstraße, auffällig auch die ornamentalen bis figuralen Reliefs, vor allem baugeschichtlich bedeutend, wegen seiner schmuckreichen Fassade auch künstlerisch von Belang, mit den benachbarten Bauten eines der markantesten spätgründerzeitlichen Mietshausensembles von Dresden | 09213502 |
|                                         | Mietshaus in geschlossener Bebauung | Borsbergstraße 19b (Karte)                                | 1900 (Mietshaus)                                                                                                  | ausgesprochen repräsentatives historisierendes Bürgerhaus des ausgehenden 19. Jahrhunderts, im neogotischen Stil, Eingangsachse gestalterisch hervorgehoben, vor allem baugeschichtlich bedeutend, wohl auch künstlerisch von Belang | 09213503 |
|                                         | Mietshaus in geschlossener Bebauung | Borsbergstraße 21 (Karte)                                 | um 1900 (Mietshaus)                                                                                               | originale Flurausstattung mit Ausmalung (Landschaftsdarstellungen) und Stuckdekor | 09213504 |
| Weitere Bilder                          | Wohnkomplexzentrum Striesen: Wohnblock mit Freiflächengestaltung | Borsbergstraße 23; 23b; 25; 25b (Karte)                   | 1955–1958 (Mehrfamilienwohnhaus)                                                                                  | Teil des o. g. Ensembles, baugeschichtlich und stadtentwicklungsgeschichtlich bedeutend (siehe Borsbergstraße 16–22b) | 09216751 |
| Weitere Bilder                          | Wohnkomplexzentrum Striesen: Wohnblock und so genanntes Appartementhaus mit Freiflächengestaltung                                                                     | Borsbergstraße 24; 26; 28; 30; 32 (Karte)                 | | Teil des o. g. Ensembles, baugeschichtlich und stadtentwicklungsgeschichtlich bedeutend (siehe Borsbergstraße 16–22b) | 09216750 |
| Weitere Bilder                          | Wohnkomplexzentrum Striesen: Wohnblock mit Freiflächengestaltung einschließlich Figurengruppe                                                                         | Borsbergstraße 27; 27b; 29; 29b; 29c; 31b; 33 (Karte)     | 1955–1958 (Mehrfamilienwohnhaus), um 1970 (Figurengruppe)                                                         | Teil des o. g. Ensembles, baugeschichtlich und stadtentwicklungsgeschichtlich bedeutend (siehe Borsbergstraße 16–22b) | 09216752 |
| Weitere Bilder                          | Villa mit Einfriedung | Comeniusstraße 101 (Karte)                                | nach 1903 (Villa)                                                                                                 | markanter, neoklassizistisch bis neobarock gestalteter Bau mit Lisenengliederung und hohem Mansarddach, Zeugnis der versachlichten Architektur kurz nach 1900, nobles Erscheinungsbild, baugeschichtlich und kunstgeschichtlich bedeutend | 09213339 |
| Weitere Bilder                          | Villa Eckarti mit Brunnen und Einfriedung | Comeniusstraße 107 (Karte)                                | 1927 (Villa); um 1927 (Brunnenplastik); um 1900? (Nebenanlage)                                                    | markanter Wohnbau, sachliche Fassadengestaltung mit flachem Giebel und Binnengliederung, in der Mitte der figurale Brunnen, baugeschichtlich und künstlerisch bedeutend erbaut 1927 für den Rechtsanwalt Dr. Karl L. Eckarti durch den Architekten Martin Pietzsch | 09213338 |
| Weitere Bilder                          | Mietshaus mit Einfriedung, in Ecklage und offener Bebauung | Dornblüthstraße 2 (Karte)                                 | vor 1900 (Mietshaus)                                                                                              | städtebaulich markantes Striesener Eckwohnhaus der Gründerzeit mit historisierender Fassadengestaltung, belebt durch Balkone, Fensterbedachungen und genutetes Erdgeschoss, bau- und stadtentwicklungsgeschichtlich bedeutsam | 09218183 |
| Weitere Bilder                          | Lehr-und Erziehungs-Anstalt für Knaben – Freimaurer-Institut – zu Dresden-Striesen; Kreuzschule; Evangelisches Kreuzgymnasium                                         | Dornblüthstraße 4 (Karte)                                 | 1897–1899 (Schule), um 1965 (Malerei)                                                                             | Schulanlage aus zwei im rechten Winkel zueinander stehenden Gebäuden, einem frei stehenden Bau (heute Alumnat) und Einfriedungen an Dornblüthstraße, Eisenacher Straße und Ermelstraße; ehemalige Schule der Freimaurerloge »Zu den drei Schwertern« mit Internat, Schulhaus, nördlichem und südlichem Lehrerhaus sowie Turnhalle, die beiden letzten Gebäude existieren nicht mehr, ab 1959 von der Kreuzschule genutzt, als Freimaurerinstitut und Kreuzschule ortsgeschichtlich bedeutend und als gestalterisch markanter Gebäudekomplex aus dem späten 19. Jahrhundert architektonisch und künstlerisch bedeutend | 09213746 |
| Weitere Bilder                          | Mietshaus in offener Bebauung | Dornblüthstraße 5 (Karte)                                 | um 1895 (Mietshaus)                                                                                               | typisches, weitgehend original erhaltenes Striesener Wohngebäude, aufwendiger gotisierend Fassadenschmuck, markant die spitzen Giebel und die Andreaskreuze, bau- und stadtentwicklungsgeschichtlich bedeutend, wohl auch künstlerisch von Belang | 09213266 |
| Weitere Bilder                          | Mietshaus mit Einfriedung in offener Bebauung | Dornblüthstraße 15 (Karte)                                | um 1895 (Mietshaus)                                                                                               | typisches, weitgehend original erhaltenes Striesener Wohngebäude, aufwendiger Fassadenschmuck, bau- und stadtentwicklungsgeschichtlich bedeutend | 09216787 |
| Weitere Bilder                          | Mietshaus mit Einfriedung in offener Bebauung | Dornblüthstraße 19 (Karte)                                | um 1895 (Mietshaus)                                                                                               | originale Treppenhausausstattung mit Bogenöffnungen zwischen den Läufen, Schutzgittern, Türen usw., weitgehend original erhaltener Bau mit historisierender Fassade, hohem schmuckreichen Giebel und Interieur aus der Entstehungszeit, von wissenschaftlich-dokumentarischem Wert, ortsbildprägend | 09213734 |
| Weitere Bilder                          | Mietshaus mit Einfriedung in Ecklage und offener Bebauung | Dornblüthstraße 20 (Karte)                                | um 1900 (Mietshaus)                                                                                               | charakteristisches Striesener Würfelhaus mit historisierender Fassade, Ecke durch Turmaufbau und Balkone betont, Klinker-Sandstein-Fassade, bau- und stadtentwicklungsgeschichtlich bedeutend | 09213264 |
| Weitere Bilder                          | Mietshaus in offener Bebauung | Dornblüthstraße 26 (Karte)                                | um 1895 (Mietshaus)                                                                                               | beeindruckendes Striesener Würfelhaus mit aufwendiger und weitestgehend ursprünglich erhaltener historisierender Fassade, dominiert von übergiebeltem Mittelrisalit, Eingang gestalterisch hervorgehoben, bau- und stadtentwicklungsgeschichtlich, wohl auch künstlerisch bedeutend | 09213291 |
| Weitere Bilder                          | Mietshaus in offener Bebauung | Dornblüthstraße 28 (Karte)                                | um 1895 (Mietshaus)                                                                                               | originale Flur- und Treppenhausausstattung mit Ausmalung, typisches Striesener Mietshaus, weitestgehend im originalen Zustand, bau- und stadtentwicklungsgeschichtlich bedeutend | 09213351 |
| Weitere Bilder                          | Mietshaus mit Einfriedung in offener Bebauung | Dornblüthstraße 30 (Karte)                                | 1898–1899 (Mietshaus)                                                                                             | originale Flur- und Treppenhausausstattung mit Malerei, Stuckdekor, Geländern, Türen, Fliesenfußboden usw., eines der am aufwendigsten gestalteten Häuser von Striesen mit reicher, leicht verspielt wirkender Fassade und originalem gründerzeitlichen Interieur, Front dominiert von übergiebeltem Mittelrisalit, Eingang gestalterisch hervorgehoben, bau- und stadtentwicklungsgeschichtlich, wohl auch künstlerisch bedeutend | 09213305 |
| Weitere Bilder                          | Hermann-Seidel-Park | Eisenacher Straße (Karte)                                 | 1877 (Parkanlage), 1903 (Brunnen)                                                                                 | Rhododendronpark mit Brunnen; ursprünglich Schau- und Sichtungsgarten der auf Rhododendren und Azaleen spezialisierten Gärtnerei Seidel, 1920/21 Umgestaltung zum Volkspark, Rhododendronsammlung von wissenschaftlicher Bedeutung, Parkanlage gartenkünstlerisch bedeutsam, Märchenbrunnen von Schilling und Gräbner von künstlerischer Bedeutung. Park auf dem Gelände der ehemaligen Gärtnerei Hermann Seidel. | 09213249 |
| Weitere Bilder                          | Mietshaus in Ecklage und offener Bebauung | Eisenacher Straße 2 (Karte)                               | um 1900 (Mietshaus)                                                                                               | markanter historisierender Bau mit aufwendiger Fassadengestaltung, belebt durch Balkone, verzierte Fensterbedachungen, Giebel usw., bau- und stadtentwicklungsgeschichtlich bedeutend | 09213442 |
| Weitere Bilder                          | Mietshaus mit Einfriedung in offener Bebauung | Eisenacher Straße 3 (Karte)                               | um 1895 (Mietshaus)                                                                                               | gestalterisch hervorgehobenes Eckhaus innerhalb des städtebaulich bedeutsamen Ortsteiles und der gründerzeitlichen Stadterweiterung Striesen, historisierende Fassadengestaltung mit einer Vielzahl von Gestaltungselementen, auffällig die Eingangsachse, bau- und stadtentwicklungsgeschichtlich bedeutend | 09213443 |
| Weitere Bilder                          | Mietshaus mit Einfriedung in Ecklage und offener Bebauung | Eisenacher Straße 8 (Karte)                               | um 1900 (Mietshaus)                                                                                               | gestalterisch hervorgehobenes Eckhaus innerhalb des städtebaulich bedeutsamen Ortsteiles und der gründerzeitlichen Stadterweiterung Striesen, historisierende Fassadengestaltung dominiert von Lisengliederung des ersten und zweiten Obergeschosses, baugeschichtlich und stadtentwicklungsgeschichtlich bedeutend | 09213435 |
| Weitere Bilder                          | Mietshaus mit Einfriedung in offener Bebauung | Eisenacher Straße 12 (Karte)                              | um 1900 (Mietshaus)                                                                                               | markantes Striesener Würfelhaus, Fassade mit Bauschmuck und Putzgestaltung noch weitestgehend ursprünglich erhalten, repräsentativer historisierender Wohnbau der Wende vom 19. zum 20. Jahrhundert, baugeschichtlich, stadtentwicklungsgeschichtlich, wohl auch künstlerisch und städtebaulich bedeutend | 09213434 |
| Weitere Bilder                          | Mietshaus mit Einfriedung in offener Bebauung | Eisenacher Straße 13 (Karte)                              | bezeichnet 1899 (Mietshaus)                                                                                       | charakteristisches Striesener Würfelhaus mit historisierender Fassade, dominiert von Risalit mit Schweifgiebel im Stil der Deutschen Renaissance und Altan einschl. Austritt, originale, in Teilen originalgetreue Flur- und Treppenhausausstattung mit Ausmalung, Dekor auch in einer der Wohnungen, bau- und stadtentwicklungsgeschichtlich bedeutend sowie künstlerisch von Belang | 09213433 |
| Weitere Bilder                          | Mietshaus mit Einfriedung in offener Bebauung | Eisenacher Straße 15 (Karte)                              | um 1900 (Mietshaus)                                                                                               | charakteristisches Striesener Würfelhaus mit historisierender Fassade, dominiert von Risalit mit Schweifgiebel im Stil der Deutschen Renaissance, seitlich markante Balkone, bau- und stadtentwicklungsgeschichtlich bedeutend sowie wohl auch künstlerisch von Belang | 09213431 |
| Weitere Bilder                          | Mietshaus mit Einfriedung in offener Bebauung | Eisenacher Straße 17 (Karte)                              | um 1900 (Mietshaus)                                                                                               | charakteristisches Striesener Würfelhaus mit historisierender Fassade, dominiert von Risalit mit Schweifgiebel im Stil der Deutschen Renaissance, seitlich markante Balkone, besonders bemerkenswert die vollständig überkommene Gliederung bis zu den Spiegeln unter den Sohlbänken und figuraler Schmuck, bau- und stadtentwicklungsgeschichtlich bedeutend, mit Seltenheitswert, wohl auch künstlerisch von Belang | 09213255 |
| Weitere Bilder                          | Mietshaus mit Einfriedung in Ecklage und offener Bebauung | Eisenacher Straße 19 (Karte)                              | um 1900 (Mietshaus)                                                                                               | charakteristisches Striesener Würfelhaus mit historisierender Fassade, dominiert von Eckturm und seitlichen übergiebelten Risaliten, weitere Belebung durch markante Balkone, bau- und stadtentwicklungsgeschichtlich bedeutend | 09213432 |
| Weitere Bilder                          | Mietshaus in offener Bebauung | Eisenacher Straße 23 (Karte)                              | um 1900 (Mietshaus)                                                                                               | charakteristisches Striesener Würfelhaus mit historisierender Fassade, Gliederung durch zwei Seitenrisalite mit Erkern und kleinen Schweifgiebeln, vor allem im Stil der Deutschen Renaissance, bau- und stadtentwicklungsgeschichtlich bedeutend | 09213427 |
| Weitere Bilder                          | Mietshaus mit Einfriedung in offener Bebauung | Eisenacher Straße 24 (Karte)                              | bezeichnet 1900 (Mietshaus)                                                                                       | herrschaftliches Wohngebäude mit bemerkenswerter und gestalterisch herausragender Jugendstilfassade, belebt insbesondere von reichem plastischem Schmuck und Zierfachwerk, architekturgeschichtlich und künstlerisch bedeutend | 09213430 |
| Weitere Bilder                          | Mietshaus mit Einfriedung in offener Bebauung | Eisenacher Straße 25 (Karte)                              | um 1905 (Mietshaus)                                                                                               | repräsentatives Striesener Anwesen mit aufwendiger historisierender Fassade und Ausmalung (als Dekorationsmalerei) im Eingangsbereich, baugeschichtlich und stadtentwicklungsgeschichtlich sowie künstlerisch bedeutend | 09213425 |
| Weitere Bilder                          | Mietshaus mit Einfriedung in offener Bebauung | Eisenacher Straße 26 (Karte)                              | bezeichnet 1900 (Mietshaus)                                                                                       | herrschaftliches Wohngebäude mit bemerkenswerter und gestalterisch herausragender Jugendstilfassade, dominiert von übergiebeltem Risalit, auf diesem meiste Schmuck, wie Zierfachwerk, Fabelwesen u. a. m., architekturgeschichtlich und künstlerisch bedeutend | 09213429 |
| Weitere Bilder                          | Mietshaus mit Einfriedung in offener Bebauung | Eisenacher Straße 29 (Karte)                              | um 1900 (Mietshaus)                                                                                               | charakteristisches Striesener Würfelhaus mit historisierender Fassade, bemerkenswert die hölzerne Veranda auf der rechten Seite, bau- und stadtentwicklungsgeschichtlich sowie künstlerisch bedeutend | 09213735 |
| Weitere Bilder                          | Mietshaus in offener Bebauung | Eisenacher Straße 30 (Karte)                              | um 1905 (Mietshaus)                                                                                               | Striesener Würfelhaus aus dem Anfang des 20. Jahrhunderts, charakteristischer, bis auf akzentuierende Ornamentik eher schmuckloser, aber gestalterisch höchst anspruchsvoller Bau, dominiert von Risalit, Belebung durch Balkone und gesprosste Fenster, bau- und stadtentwicklungsgeschichtlich bedeutend sowie künstlerisch von Belang | 09213426 |
| Weitere Bilder                          | Mietshaus mit Einfriedung in offener Bebauung | Eisenacher Straße 32 (Karte)                              | um 1905 (Mietshaus)                                                                                               | Striesener Würfelhaus aus dem Anfang des 20. Jahrhunderts, charakteristischer, bis auf akzentuierende Ornamentik fast schmuckloser Bau, dominiert von Risalit, Belebung durch Balkone und gesprosste Fenster, bau- und stadtentwicklungsgeschichtlich bedeutend | 09213736 |
| Weitere Bilder                          | Mietshaus mit Einfriedung in offener Bebauung | Eisenacher Straße 40 (Karte)                              | um 1900 (Mietshaus)                                                                                               | charakteristisches Striesener Würfelhaus, dominiert von übergiebeltem Mittelrisalit, seltener Volutengiebel, Belebung durch Klinkerbögen und Balkone, bau- und stadtentwicklungsgeschichtlich bedeutend | 09213737 |
| Weitere Bilder                          | Lehr-und Erziehungs-Anstalt für Knaben – Freimaurer-Institut – zu Dresden-Striesen; Kreuzschule; Evangelisches Kreuzgymnasium                                         | Ermelstraße 1 (Karte)                                     | 1897–1899 (Schule), um 1965 (Malerei)                                                                             | Schulanlage aus zwei im rechten Winkel zueinander stehenden Gebäuden, einem frei stehenden Bau (heute Alumnat) und Einfriedungen an Dornblüthstraße, Eisenacher Straße und Ermelstraße; ehemalige Schule der Freimaurerloge »Zu den drei Schwertern« mit Internat, Schulhaus, nördlichem und südlichem Lehrerhaus sowie Turnhalle, die beiden letzten Gebäude existieren nicht mehr, ab 1959 von der Kreuzschule genutzt, als Freimaurerinstitut und Kreuzschule ortsgeschichtlich bedeutend und als gestalterisch markanter Gebäudekomplex aus dem späten 19. Jahrhundert architektonisch und künstlerisch bedeutend | 09213746 |
| Weitere Bilder                          | Mietshaus mit Einfriedung in offener Bebauung | Ermelstraße 2 (Karte)                                     | bezeichnet 1902 (Mietshaus)                                                                                       | charakteristisches Striesener Würfelhaus mit Jugendstilzierrat, auffällig der geschwungene Giebel und die Einfriedung, bau- und stadtentwicklungsgeschichtlich bedeutsam | 09213747 |
| Weitere Bilder                          | Mietshaus mit Einfriedung in offener Bebauung | Ermelstraße 7 (Karte)                                     | um 1905 (Mietshaus)                                                                                               | markanter Bau mit Jugendstilornamentik, architektonisch bedeutend | 09213256 |
| Weitere Bilder                          | Mietshaus mit Einfriedung in offener Bebauung | Ermelstraße 8 (Karte)                                     | um 1900 (Mietshaus)                                                                                               | charakteristisches Striesener Würfelhaus der Gründerzeit mit historisierender Fassadengestaltung, dominiert von Mittelrisalit, belebt durch Balkone, verzierte Fensterbedachungen, Voluten, Aufsätze usw. bau- und stadtentwicklungsgeschichtlich bedeutsam, wohl auch künstlerisch von Belang | 09213748 |
| Weitere Bilder                          | Mietshaus mit Einfriedung in offener Bebauung | Ermelstraße 11 (Karte)                                    | um 1905 (Mietshaus)                                                                                               | weitgehend ursprünglich erhaltenes, charakteristisches Striesener Wohngebäude aus dem Anfang des 20. Jahrhunderts, zeittypische versachlichte Fassade mit gestalterisch hervorgehobenem Portal und straßenseitigen Giebel, stadtentwicklungsgeschichtlich und baugeschichtlich von Belang | 09213259 |
| Weitere Bilder                          | Mietshaus mit Einfriedung | Ermelstraße 25 (Karte)                                    | um 1905 (Mietshaus)                                                                                               | ursprünglich erhaltenes, charakteristisches Striesener Wohngebäude mit Fassadengestaltung aus dem Anfang des 20. Jahrhunderts, wohl eines der markantesten Beispiele dieser Zeit im Ortsteil, die Straßenfront durch Risalit, Balkone und Ziergiebel hervorgehoben, an den Seiten Putzgliederungen und Ornamentik, bis auf Fenster originale Treppenhausausstattung, baugeschichtlich und stadtentwicklungsgeschichtlich bedeutsam | 09216942 |
| Weitere Bilder                          | Mietshaus mit Einfriedung in offener Bebauung | Ermelstraße 27 (Karte)                                    | um 1910 (Mietshaus)                                                                                               | ursprünglich erhaltenes, charakteristisches Striesener Wohngebäude aus dem Anfang des 20. Jahrhunderts, zeittypische versachlichte Fassade mit gestalterisch hervorgehobenem Portal und markantem straßenseitigen Giebel, massive Teile der Einfriedung erhaltenswert, innen beeindruckendes, von einem Lichtschacht erhelltes Treppenhaus, Geländer und Fliesen im Hochparterre original, darüber hinaus eine Wohnung mit ursprünglicher Ausstattung, stadtentwicklungsgeschichtlich und baugeschichtlich von Belang | 09210272 |
| Weitere Bilder                          | Mietshaus in Ecklage und offener Bebauung | Ermelstraße 31 (Karte)                                    | um 1912 (Mietshaus)                                                                                               | ursprünglich erhaltenes, charakteristisches Striesener Wohngebäude aus dem Anfang des 20. Jahrhunderts, zeittypische versachlichte Fassaden mit markanten straßenseitigen Giebeln und stilisierter, aber vergleichsweise aufwendiger Ornamentik, exponierte städtebauliche Lage, stadtentwicklungsgeschichtlich und baugeschichtlich bedeutend, wohl auch künstlerisch von Belang | 09213301 |
| Weitere Bilder                          | Wohnanlage mit den Eingängen vorgelagerten Torbögen | Ermelstraße 34 (Karte)                                    | um 1912 (Mehrfamilienwohnhaus)                                                                                    | charakteristische Bauten der versachlichten Architektur oder des Reformstils nach 1900, platzbildend, baugeschichtlich und stadtentwicklungsgeschichtlich sowie städtebaulich bedeutend Wohnanlage mit Pohlandstraße 41 und Pohlandplatz 1–3 | 09213248 |
|                                         | Mietshaus mit Einfriedung in offener Bebauung | Frankenstraße 10 (Karte)                                  | um 1900 (Mietshaus)                                                                                               | Beispiel eines repräsentativen Striesener Wohngebäudes zwischen 19. und 20. Jahrhundert, noch historisierend, großes Bauvolumen, dabei malerische Wirkung durch Krüppelwalme, Balkone und Holzzier, baugeschichtlich und stadtentwicklungsgeschichtlich bedeutend | 09213454 |
|                                         | Mietshaus mit Einfriedung in offener Bebauung | Frankenstraße 11 (Karte)                                  | bezeichnet 1900 (Mietshaus)                                                                                       | Beispiel eines repräsentativen Striesener Wohngebäudes zwischen 19. und 20. Jahrhundert, noch historisierend, großes Bauvolumen, dabei malerische Wirkung durch Krüppelwalme, Balkone und Holzzier, baugeschichtlich und stadtentwicklungsgeschichtlich bedeutend | 09213453 |
|                                         | Mietshaus mit Einfriedung in offener Bebauung | Frankenstraße 12 (Karte)                                  | um 1900 (Mietshaus)                                                                                               | Beispiel eines repräsentativen Striesener Wohngebäudes aus dem späten 19. Jahrhundert, historisierend, Mittelrisalit mit vereinfachtem Schweifgiebeln in den Formen der Deutschen Renaissance und Erker, baugeschichtlich und stadtentwicklungsgeschichtlich bedeutend | 09216788 |
|                                         | Mietshaus mit Einfriedung in offener Bebauung | Frankenstraße 13 (Karte)                                  | um 1895 (Mietshaus)                                                                                               | Beispiel eines repräsentativen Striesener Wohngebäudes aus dem späten 19. Jahrhundert, historisierend, zwei Seitenrisalite mit Schweifgiebeln, letztere in den Formen der Deutschen Renaissance, baugeschichtlich und stadtentwicklungsgeschichtlich bedeutend | 09213452 |
|                                         | Jugendstil-Einfriedung | Frankenstraße 14 (Karte)                                  | um 1900 (Einfriedung)                                                                                             | künstlerisch von Belang | 09213456 |
| Weitere Bilder                          | Mietshaus mit Einfriedung in Ecklage und offener Bebauung | Frankenstraße 16 (Karte)                                  | bezeichnet 1901 (Mietshaus)                                                                                       | eines der markantesten Wohnbauten von Striesen mit vollständig erhaltener neobarocker Fassadengestaltung, die verbrochene Ecke durch Turmaufbau hervorgehoben, des Weiteren vor allem die übergiebelten Risalite betont, großzügiges Treppenhaus, Eingangsbereich überwölbt, bau- und stadtentwicklungsgeschichtlich sowie künstlerisch bedeutend | 09213455 |
| Weitere Bilder                          | Wohnanlage | Gabelsbergerstraße 35; 37 (Karte)                         | 1920er Jahre (Mehrfamilienwohnhaus)                                                                               | für die 1920er Jahre charakteristisches Ensemble an Gabelsberger Straße, Wormser Platz und Wormser Straße, traditionelle Baukuben, belebt durch Sockel und flache Erker im Backsteinexpressionismus, vor allem baugeschichtlich bedeutend. | 09213478 |
| Weitere Bilder                          | Villa mit Garten und Einfriedung | Glasewaldtstraße 7 (Karte)                                | bezeichnet 1889 (Villa)                                                                                           | markanter historisierender Wohnbau mit reicher Fassadengliederung und Schmuck, belebt durch Fachwerkgiebel, aufwendig auch die massive Veranda mit Austritt und eine kleine Terrasse mit Balusterbrüstung, eindrucksvolles Zeugnis der Architektur um 1890, Garten und Villa bilden Einheit von Denkmalwert, Anwesen baugeschichtlich und künstlerisch bedeutend | 09213403 |
| Weitere Bilder                          | Villa mit Einfriedung | Glasewaldtstraße 8 (Karte)                                | 1888–1889 (Villa)                                                                                                 | gestalterisch markanter Wohnbau um 1900 mit reicher Fachwerkdekoration, dominiert von hohen Giebeln mit Krüppelwalm und hölzernem Zierwerkt, im so genannten „Altdeutschen Stil“ errichtet, Wohnstätte der Hofschauspielerin Charlotte Basté, bau- und personengeschichtlich sowie künstlerisch bedeutend | 09213405 |
| Weitere Bilder                          | Mietshaus in offener Bebauung | Glasewaldtstraße 12 (Karte)                               | 1899 (Mietshaus)                                                                                                  | malerischer Bau der Architektur um 1900, noch mit Anklängen des Historismus, etwa einem Fachwerkturm, zugleich versachlicht und mit weniger, akzentuierender Jugendstilornamentik, baugeschichtlich und künstlerisch bedeutend | 09213404 |
| Weitere Bilder                          | Mietshaus in Ecklage und offener Bebauung | Glasewaldtstraße 18 (Karte)                               | um 1895 (Mietshaus)                                                                                               | charakteristisches Striesener Würfelhaus mit historisierender Fassade, markant die gestalterische Hervorhebung der Ecke durch Balkone und der Seitenrisalite mittels Loggien und Kolossalordnung, originale Flur- und Treppenhausausstattung mit Ausmalung und Stuckdekor, bau- und stadtentwicklungsgeschichtlich bedeutend sowie in Teilen künstlerisch von Belang | 09213267 |
| Weitere Bilder                          | Mietshaus in offener Bebauung mit Einfriedung | Glasewaldtstraße 20 (Karte)                               | bezeichnet 1898 (Mietshaus)                                                                                       | charakteristisches Striesener Würfelhaus mit historisierender Fassade, dominiert von Risalit mit hohem Schweifgiebel im Stil der Deutschen Renaissance, seitlich markante Balkone, originale Flur- und Treppenhausausstattung mit Ausmalung (als Dekorationsmalerei, mittlerweile erneuert), bau- und stadtentwicklungsgeschichtlich bedeutend sowie künstlerisch von Belang | 09213268 |
| Weitere Bilder                          | Mietshaus mit Einfriedung in offener Bebauung | Glasewaldtstraße 28 (Karte)                               | um 1905 (Mietshaus)                                                                                               | charakteristisches Striesener Würfelhaus der Zeit nach 1900 mit neoklassizistischer Fassade (Barockklassizismus), dominiert von Altan mit abschließendem Turmaufbau und Knickgiebel an der Südseite, Belebung durch akzentuierende Spiegel und Ornamente, bau- und stadtentwicklungsgeschichtlich bedeutend, wohl auch künstlerisch von Belang | 09213269 |
| Weitere Bilder                          | Mietshaus mit Einfriedung in Ecklage und offener Bebauung | Glasewaldtstraße 35 (Karte)                               | bezeichnet 1996 (Mietshaus)                                                                                       | charakteristisches spätgründerzeitliches Striesener Wohngebäude mit teilweise aufwendiger historisierender Fassade, dabei die ursprüngliche Gliederung erhalten, Akzentuierung der Ecke und der Seitenrisalite durch Balkone, erstere zudem durch eine Zieraufsatz, bau- und stadtentwicklungsgeschichtlich bedeutend | 09213271 |
| Weitere Bilder                          | Mietshaus in offener Bebauung | Glasewaldtstraße 36 (Karte)                               | um 1900 (Mietshaus)                                                                                               | charakteristisches Striesener Würfelhaus mit historisierender Fassade und originaler Flur- und Treppenhausausstattung einschl. alter Türen und Malerei als Dekorationsmalerei, bau- und stadtentwicklungsgeschichtlich bedeutend, in Teilen auch künstlerisch von Belang | 09213730 |
| Weitere Bilder                          | Wohnhaus in offener Bebauung | Glasewaldtstraße 37 (Karte)                               | um 1875 (Mietshaus)                                                                                               | wohl eines der ältesten Gebäude im Bereich des Stadterweiterungsgebietes Striesen, stadtentwicklungsgeschichtlich bedeutend | 09213731 |
| Weitere Bilder                          | Mietshaus mit Einfriedung in Ecklage und offener Bebauung | Glasewaldtstraße 42 (Karte)                               | um 1895 (Mietshaus)                                                                                               | charakteristisches Striesener Würfelhaus mit aufwendiger historisierender Fassade, markant die gestalterische Hervorhebung der Ecke durch Balkone und Giebel sowie der Seitenrisalite ebenfalls mittels Balkonen, Fronten weitgehend original erhalten, bau- und stadtentwicklungsgeschichtlich bedeutend, wohl auch künstlerisch von Belang | 09213288 |
| Weitere Bilder                          | Mietshaus mit Einfriedung in offener Bebauung | Glasewaldtstraße 44 (Karte)                               | bezeichnet 1901 (Mietshaus)                                                                                       | charakteristisches Striesener Würfelhaus mit aufwendiger historisierender Fassade, dominiert von Risalit mit hohem Schweifgiebel im Stil der Deutschen Renaissance, seitlich markante Balkone, originale Flurausstattung mit Ausmalung als Dekorationsmalerei (Deckenmalerei) und Stuckdekor, bau- und stadtentwicklungsgeschichtlich bedeutend sowie künstlerisch von Belang | 09213308 |
| Weitere Bilder                          | Mietshaus mit Einfriedung in Ecklage und offener Bebauung | Glasewaldtstraße 45 (Karte)                               | um 1895 (Mietshaus)                                                                                               | charakteristisches Striesener Eckgebäude, durch Turmaufbau hervorgehoben, bau- und stadtentwicklungsgeschichtlich bedeutend | 09213287 |
| Weitere Bilder                          | Mietshaus mit Einfriedung in offener Bebauung | Glasewaldtstraße 46 (Karte)                               | um 1900 (Mietshaus)                                                                                               | charakteristisches Striesener Würfelhaus mit historisierender Fassade, dominiert von zwei Seitenrisaliten mit Balkonen, weitgehend original überkommene Putzgliederung, bau- und stadtentwicklungsgeschichtlich bedeutend | 09213307 |
| Weitere Bilder                          | Mietshaus mit Einfriedung in offener Bebauung | Glasewaldtstraße 47 (Karte)                               | um 1900 (Mietshaus)                                                                                               | charakteristisches Striesener Würfelhaus mit Fassadengestaltung um 1900, dominiert von Mittelrisalit mit kleinem Schweifgiebel und von seitlichen Balkonen, originale Flurausstattung mit Jugendstil-Stuckdekor, bau- und stadtentwicklungsgeschichtlich bedeutend, in Teilen wohl auch künstlerisch von Belang | 09213309 |
| Weitere Bilder                          | Mietshaus mit Einfriedung in offener Bebauung | Glasewaldtstraße 48 (Karte)                               | um 1900 (Mietshaus)                                                                                               | charakteristisches Striesener Würfelhaus mit historisierender Fassade, dominiert von zwei Seitenrisaliten mit kleinen Neorenaissancegiebel und Balkonen, Belebung vor allem durch Fensterbedachungen im ersten Obergeschoss, baugeschichtlich und stadtentwicklungsgeschichtlich bedeutend | 09213732 |
| Weitere Bilder                          | Mietshaus mit Einfriedung in offener Bebauung | Glasewaldtstraße 49 (Karte)                               | bezeichnet 1902 (Mietshaus)                                                                                       | charakteristisches Striesener Würfelhaus mit Fassadengestaltung um 1900, dominiert von Mittelrisalit mit kleinem Schweifgiebel und von seitlichen Balkonen, originale Flur- und Treppenhausausstattung mit Ausmalung, Stuckdekor und Jugendstil-Farbglasfenstern, bau- und stadtentwicklungsgeschichtlich bedeutend, in Teilen wohl auch künstlerisch von Belang | 09213310 |
| Weitere Bilder                          | Mietshaus mit Einfriedung in offener Bebauung | Glasewaldtstraße 51 (Karte)                               | um 1900 (Mietshaus)                                                                                               | charakteristisches Striesener Würfelhaus um 1900, originale Flur- und Treppenhausausstattung mit Ausmalung, Stuckdekor und Jugendstil-Farbglasfenstern, bildet eindrucksvolle Reihe mit benachbarten Bauten, bau- und stadtentwicklungsgeschichtlich bedeutend, in Teilen wohl auch künstlerisch von Belang | 09213733 |
| Weitere Bilder                          | Wohnanlage | Glashütter Straße 56; 58; 60; 62; 64 (Karte)              | 1910–1911, bezeichnet 1911 (Wohnanlage)                                                                           | Kleinwohnungsbauverein, Baugruppe Dornblüthstraße (heute Junghansstraße) – Kipsdorfer Straße, Dresden-Striesen, malerisch gestaltete Anlage über M-förmigem Grundriss, die zumeist dreigeschossigen Gebäudezeilen mit eigenwillig gestalteten Mansarddächern gruppieren sich um zwei Innenhöfe, als eine der gestalterisch prägnantesten und qualitätvollsten Wohnanlagen aus der Zeit vor dem Ersten Weltkrieg architekturhistorisch und künstlerisch bedeutend | 09213343 |
| Weitere Bilder                          | Zigarettenfabrik Jasmatzi | Glashütter Straße 92; 94 (Karte)                          | 1912–1913 (Tabakfabrik)                                                                                           | Fabrikgebäude (Anschrift: Glashütter Straße 92/94 und Gottleubaer Straße 8) mit Übergang zum älteren Gebäude der Fabrik (Anschrift: Gottleubaer Straße 10), zwei Putten am Eingang und Einfriedung; einst Hauptkontor sowie Einkaufs- und Reklame-Abteilung, weitgehend original erhaltenes und exemplarisches Beispiel der Industriearchitektur um 1910, baugeschichtlich bedeutend, erinnert zudem an die Bedeutung Dresdens als Zentrum der Tabakproduktion Anfang des 20. Jahrhunderts, industrie- und ortsgeschichtlich bedeutend. | 09213320 |
| Weitere Bilder                          | ICA-Werk der Zeiss Ikon: Fabrikgebäude | Glashütter Straße 101; 101a (Karte)                       | 1936–1937 (Fabrik)                                                                                                | bemerkenswertester Dresdner Industriebau aus den 1930er Jahren, architekturhistorisch bedeutend (typisch für die von der Moderne geprägten Industriebauten der NS-Zeit, mit seinem klar gegliederten Baukörper dabei auch von gestalterischer Prägnanz und Qualität) | 09213327 |
| Weitere Bilder                          | Sachgesamtheit Striesener Friedhof: Friedhof in seiner gewachsenen funktionellen und gestalterischen Einheit mit mehreren Einzeldenkmalen                             | Gottleubaer Straße 2 (Karte)                              | 1883 (Friedhof)                                                                                                   | Sachgesamtheit Striesener Friedhof: Friedhof in seiner gewachsenen funktionellen und gestalterischen Einheit mit folgenden Einzeldenkmalen: Kapelle bzw. Feierhalle einschließlich Portalfiguren der einstigen Erlöserkirche (vier Evangelisten), Leichenhalle (mit Abschiednahme und Verwaltung), denkmalwerten Grabstätten, Kriegergedenkstätte für Opfer des 2. Weltkrieges im Grabfeld XII und Einfriedungsmauer einschließlich prächtiger Toranlage und Ziergittertoren (ID-Nr. 09213347, gleiche Anschrift), des Weiteren Friedhofsgestaltung (Gartendenkmal); Friedhof mit gliederndem Wegesystem, strukturbildender und raumbildender Alleenbepflanzung und Rhododendronbepflanzung, Heckenquartier (Grabfeld X–XII) und Resten einer den Friedhof ursprünglich südlich abschließenden Weißdornhecke, baugeschichtlich und sepulkralgeschichtlich, gartenkünstlerisch und ortsgeschichtlich bedeutend. | 09304433 |
| Weitere Bilder                          | Einzeldenkmale der Sachgesamtheit Striesener Friedhof: Kapelle bzw. Feierhalle einschl. Portalfiguren der einstigen Erlöserkirche (Einzeldenkmale zu ID-Nr. 09304433) | Gottleubaer Straße 2 (Karte)                              | 1883 (Leichenhalle), 1880 (Portalfigur)                                                                           | Einzeldenkmale der Sachgesamtheit Striesener Friedhof: Kapelle bzw. Feierhalle einschl. Portalfiguren der einstigen Erlöserkirche (vier Evangelisten), Leichenhalle (mit Abschiednahme), (Verwaltung), denkmalwerte Grabstätten, Kriegergedenkstätte für Opfer des 2. Weltkrieges im Grabfeld XII und Einfriedungsmauer einschließlich prächtiger Toranlage und Ziergittertoren; baugeschichtlich, gartenkünstlerisch, ortsgeschichtlich und personengeschichtlich bedeutend. | 09213347 |
| Weitere Bilder                          | Zigarettenfabrik Jasmatzi | Gottleubaer Straße 8; 10 (Karte)                          | 1912–1913 (Tabakfabrik)                                                                                           | Fabrikgebäude (Anschrift: Glashütter Straße 92/94 und Gottleubaer Straße 8) mit Übergang zum älteren Gebäude der Fabrik (Anschrift: Gottleubaer Straße 10), zwei Putten am Eingang und Einfriedung; einst Hauptkontor sowie Einkaufs- und Reklame-Abteilung, weitgehend original erhaltenes und exemplarisches Beispiel der Industriearchitektur um 1910, baugeschichtlich bedeutend, erinnert zudem an die Bedeutung Dresdens als Zentrum der Tabakproduktion Anfang des 20. Jahrhunderts, industrie- und ortsgeschichtlich bedeutend | 09213320 |
|                                         | Mietshaus in geschlossener Bebauung | Hans-Böheim-Straße 2 (Karte)                              | um 1905 (Mietshaus)                                                                                               | charakteristischer Wohnbau der schon versachlichten Architektur nach 1900, dabei ausgesprochen repräsentativ, wuchtiges Erdgeschoss, darüber ins Moderne übersetzte Kolossalordnung, akzentuierender Bauschmuck, Anwesen bildet beeindruckendes Ensemble mit benachbarten Gebäuden, baugeschichtlich und stadtentwicklungsgeschichtlich bedeutend | 09213498 |
|                                         | Mietshaus in geschlossener Bebauung | Hans-Böheim-Straße 3 (Karte)                              | um 1905 (Mietshaus)                                                                                               | charakteristischer Wohnbau der schon versachlichten Architektur nach 1900, baugeschichtlich bedeutend | 09213500 |
|                                         | Mietshaus in halboffener Bebauung | Hans-Böheim-Straße 4 (Karte)                              | um 1905 (Mietshaus)                                                                                               | charakteristischer Wohnbau der schon versachlichten Architektur nach 1900, dabei ausgesprochen repräsentativ, wuchtiges Erdgeschoss, darüber Erker und Lisenengliederung, akzentuierender Bauschmuck, Anwesen bildet beeindruckendes Ensemble mit benachbarten Gebäuden, baugeschichtlich und stadtentwicklungsgeschichtlich bedeutend | 09213499 |
| Weitere Bilder                          | 24. Bezirksschule; Gymnasium Dresden-Striesen; Martin-Andersen-Nexö-Gymnasium                                                                                         | Haydnstraße 49 (Karte)                                    | 1906–1907 (Schule), 1969 (Statue)                                                                                 | Schulgebäude und Standbild von Martin Andersen Nexø; von hohem Dach und Mittelrisalit dominierter Bau, Eingänge gestalterisch hervorgehoben, versachlichte Fassade, die aber nicht gänzlich auf Repräsentanz verzichtet, barockisierend, nach Fertigstellung erste Schule mit zwei Turnhallen und einer Dachterrasse sowie mit Schulbrausebad, Kochlehrküche und Handfertigkeitsräumen, baugeschichtlich und ortsgeschichtlich sowie künstlerisch bedeutend, die Plastik veranschaulicht Realismus in der Kunst der DDR, kunsthistorisch bedeutsam. | 09213535 |
| Weitere Bilder                          | Wohnhausgruppe mit Einfriedung in offener Bebauung | Heubnerstraße 1 (Karte)                                   | nach 1903 (Wohnhaus)                                                                                              | charakteristischer Gebäudekomplex der Reformarchitektur Anfang des 20. Jahrhunderts mit hohem Dach und nur wenigen, aber akzentuierenden Schmuckelementen und Gliederungselementen, baugeschichtlich bedeutend (mit Mansfelder Straße 2 und Stresemannplatz 8) | 09213519 |
|                                         | Villa mit Einfriedung | Heubnerstraße 3 (Karte)                                   | um 1910 (Villa)                                                                                                   | charakteristischer neoklassizistischer Bau aus dem Anfang des 20. Jahrhunderts mit dafür typischen Motiven, wie Säulenstellung am Vorbau sowie Hängeplattenfries unter der Traufe usw., dazu barock anmutendes Mansarddach, gestalterisch anspruchsvoll, baugeschichtlich und künstlerisch bedeutend | 09213521 |
|                                         | Mietvilla mit Einfriedung einschließlich frei stehender Pforte | Heubnerstraße 5 (Karte)                                   | 1911 (Mietvilla)                                                                                                  | mit wenigen, aber akzentuierenden Schmuckelementen und Gliederungselementen sowie hohem Dach charakteristisches Beispiel der Reformarchitektur nach 1900, dabei mit offener Pfeilerhalle, Hängeplattenfries an selbiger und Lisenen vor allem neoklassizistisch geprägt, baugeschichtlich bedeutend | 09213522 |
|                                         | Villa mit Einfriedung | Heubnerstraße 7 (Karte)                                   | nach 1903 (Villa)                                                                                                 | nobler Bau der versachlichten Architektur oder Reformbaukunst nach 1900 mit sparsam eingesetztem, akzentuierendem Dekor, klassizistische Formen, wie Hängeplattenfriese sowie stilisierte Reliefs von Tieren und Pflanzen dominieren, der seitliche Eingang hervorgehoben, Anwesen baugeschichtlich bedeutend, zudem auf Grund seiner ästhetischen Wirkung künstlerisch von Belang | 09213523 |
|                                         | Mietshaus in geschlossener Bebauung | Holbeinstraße 94 (Karte)                                  | nach 1903 (Mietshaus)                                                                                             | charakteristischer Wohnbau der schon versachlichten Architektur nach 1900, Formen des geometrischen Jugendstils dominieren, dabei gestalterisch auffälliges Gebäude, vor allem baugeschichtlich bedeutend | 09213492 |
|                                         | Mietshaus in offener Bebauung | Holbeinstraße 108 (Karte)                                 | um 1905 (Mietshaus)                                                                                               | mit seinen ausgewogen gestalteten Proportionen und den prägnant herausgearbeiteten Elementen der Jugendstil-Spätphase als authentisches Zeugnis der Baugeschichte des 20. Jahrhunderts architekturhistorisch bedeutend | 09213526 |
|                                         | Mietshaus in geschlossener Bebauung | Holbeinstraße 137 (Karte)                                 | nach 1903 (Mietshaus)                                                                                             | charakteristischer historisierender Wohnbau um 1900, im Stil der Deutschen Renaissance errichtet, baugeschichtlich bedeutend | 09213491 |
|                                         | Mietshaus in geschlossener Bebauung | Holbeinstraße 139 (Karte)                                 | nach 1903 (Mietshaus)                                                                                             | charakteristischer Wohnbau der schon versachlichten Architektur nach 1900, baugeschichtlich bedeutend | 09213489 |
|                                         | Mietshaus in geschlossener Bebauung | Holbeinstraße 141 (Karte)                                 | nach 1903 (Mietshaus)                                                                                             | charakteristischer Wohnbau der schon versachlichten Architektur nach 1900, baugeschichtlich bedeutend | 09213488 |
|                                         | Mietshaus in geschlossener Bebauung | Holbeinstraße 143 (Karte)                                 | um 1905 (Mietshaus)                                                                                               | charakteristischer Wohnbau der schon versachlichten Architektur nach 1900, baugeschichtlich bedeutend | 09213487 |
|                                         | Mietshaus in Ecklage und geschlossener Bebauung | Holbeinstraße 147 (Karte)                                 | nach 1903 (Mietshaus)                                                                                             | charakteristischer Wohnbau der schon versachlichten Architektur nach 1900, Formen des geometrischen Jugendstils dominieren, auffälliges Eckgebäude, baugeschichtlich bedeutend | 09213486 |
|                                         | Mietshaus in geschlossener Bebauung | Holbeinstraße 149 (Karte)                                 | nach 1903 (Mietshaus)                                                                                             | charakteristischer Wohnbau der schon versachlichten Architektur nach 1900 mit historisierenden Elementen und Jugendstilformen, baugeschichtlich bedeutend | 09213485 |
|                                         | Mietshaus in geschlossener Bebauung | Holbeinstraße 151 (Karte)                                 | nach 1903 (Mietshaus)                                                                                             | charakteristischer Wohnbau der schon versachlichten Architektur nach 1900 mit historisierenden Elementen und Jugendstilformen, baugeschichtlich bedeutend | 09213484 |
| Weitere Bilder                          | Rudolf-Schilling-Häuser: 14 Mehrfamilienhäuser einer Wohnanlage (Anschriften: Holbeinstraße 155–163, Löscherstraße 33, Tittmannstraße 32–36 und Wormser Straße 22–30) | Holbeinstraße 155; 157; 159; 161; 16 (Karte)              | 1910–1911 (Mehrfamilienhaus)                                                                                      | Wohnanlage des Dresdener Spar- und Bauvereins, eine der bedeutsamsten Anlagen dieser Art aus dem Anfang des 20. Jahrhunderts in Dresden zwischen Jugendstil und Reformarchitektur, baugeschichtlich bedeutend, als Werk der landesweit bedeutenden Architekten Schilling & Graebner auch künstlerisch wertvoll, wohl auch städtebaulich von Belang | 09213482 |
| Weitere Bilder                          | Mietshaus mit Hintergebäude (Gewerbegebäude) in offener Bebauung | Hüblerplatz 2 (Karte)                                     | um 1895 (Mietshaus)                                                                                               | typisches Striesener Würfelhaus um 1900, historisierende Fassadengestaltung, außerdem Dokument des Wiederaufbaus nach 1945, bau- und stadtentwicklungsgeschichtlich bedeutend | 09213440 |
| Weitere Bilder                          | Mietshaus mit Einfriedung in Ecklage und offener Bebauung | Hüblerplatz 4 (Karte)                                     | um 1900 (Mietshaus)                                                                                               | charakteristisches Striesener Wohngebäude mit historisierender Klinker-Sandstein-Fassade, Erker, und weithin sichtbarer, die exponierter Lage hervorhebender, barockisierender Turmhaube, bau- und stadtentwicklungsgeschichtlich, wohl auch künstlerisch bedeutend | 09213441 |
| Weitere Bilder                          | Mietshaus mit Ecklaube und Einfriedung in offener Bebauung | Hüblerstraße 26 (Karte)                                   | um 1895 (Mietshaus)                                                                                               | besonders aufwendig gestaltetes, breitgelagertes Striesener Wohngebäude aus dem späten 19. Jahrhundert, historisierendes, von seitlichen Vorbauten dominiertes Haus, belebender, reicher Fassadenschmuck, in Eingangsbereich und Treppenhaus originale Ausstattung mit Stuckdekor, Wandschrank, Türen und Ausmalung als Dekorationsmalerei, bau- und stadtentwicklungsgeschichtlich sowie künstlerisch bedeutend | 09213446 |
| Weitere Bilder                          | Mietshaus mit Einfriedung in offener Bebauung | Hüblerstraße 28 (Karte)                                   | um 1895 (Mietshaus)                                                                                               | besonders aufwendig gestaltetes, breitgelagertes Striesener Wohngebäude aus dem späten 19. Jahrhundert, historisierender, von Mittelrisalit mit Schweifgiebel in den Formen der Deutschen Renaissance dominierter Bau, belebender, reicher Fassadenschmuck, im Eingangsbereich originale Ausstattung mit Stuckdekor und Ausmalung als Dekorationsmalerei, bau- und stadtentwicklungsgeschichtlich sowie künstlerisch bedeutend | 09213444 |
| Weitere Bilder                          | Mietshaus mit Einfriedung in Ecklage und offener Bebauung | Hüblerstraße 34 (Karte)                                   | um 1900 (Mietshaus)                                                                                               | städtebaulich markantes und herrschaftliches Striesener Eckwohnhaus der späten Gründerzeit mit historisierender Fassadengestaltung, belebt durch Turmhaube, Erker, Seitenrisalit mit Schmuckgiebel, Balkone und Fensterbedachungen, bau- und stadtentwicklungsgeschichtlich bedeutsam | 09213439 |
| Weitere Bilder                          | Tankstelle, Werkstatt und Wohnhaus | Hüblerstraße 36 (Karte)                                   | um 1930 (Tankstelle)                                                                                              | charakteristisches Ensemble aus den 1920er Jahren, bau- und ortsgeschichtlich bedeutend | 09213438 |
| Weitere Bilder                          | Mietshaus mit Einfriedung und rückwärtigem kleinen Remisengebäude in offener Bebauung                                                                                 | Hüblerstraße 41 (Karte)                                   | um 1897 (Mietshaus)                                                                                               | besonders aufwendig gestaltetes, breitgelagertes Striesener Wohngebäude aus dem späten 19. Jahrhundert, historisierender, von Seitenrisaliten mit Erkern und Schweifgiebeln in den Formen der Deutschen Renaissance dominierter Bau, belebender, reicher Fassadenschmuck, Eingangsbereich hervorgehoben, bau- und stadtentwicklungsgeschichtlich sowie künstlerisch bedeutend | 09213448 |
| Weitere Bilder                          | Villa mit Veranda und kleinen Hintergebäude | Hüblerstraße 43 (Karte)                                   | um 1875 (Villa)                                                                                                   | landhausartiger Bau mit weiten Dachüberständen und hölzernem Zierrat, eines der älteren Gebäude von Striesen, bau- und stadtentwicklungsgeschichtlich bedeutend | 09213447 |
| Weitere Bilder                          | Dreiflügelanlage mit Einfriedung in Kopflage und offener Bebauung | Hüblerstraße 45; 47 (Karte)                               | um 1900 (Mietshaus)                                                                                               | ortsbildprägendes Mietshausensemble mit drei Eingängen, darüber hinaus markantes Beispiel historisierender Architektur im ausgehenden 19. Jahrhundert, errichtet im Stil der Deutschen Renaissance, dominiert von Eckturm und Giebeln, baugeschichtlich und städtebaulich bedeutend, auch künstlerisch von Belang | 09213445 |
| Weitere Bilder                          | Mietshaus in offener Bebauung | Hüblerstraße 51 (Karte)                                   | um 1895 (Mietshaus)                                                                                               | charakteristisches Striesener Würfelhaus des ausgehenden 19. Jahrhunderts, weitestgehend ursprünglich erhaltene historisierende Fassade, dominiert von seitlichen Balkonachsen, baugeschichtlich und stadtentwicklungsgeschichtlich bedeutend | 09213738 |
| Weitere Bilder                          | Mietshaus in offener Bebauung | Hüblerstraße 53 (Karte)                                   | um 1895 (Mietshaus)                                                                                               | charakteristisches Striesener Würfelhaus des ausgehenden 19. Jahrhunderts, historisierende Fassade, dominiert von seitlichen Balkonachsen, bau- und stadtentwicklungsgeschichtlich bedeutend | 09213479 |
| Weitere Bilder                          | Mietshaus mit Einfriedung | Hüblerstraße 61 (Karte)                                   | um 1895 (Mietshaus)                                                                                               | charakteristisches Wohngebäude von Striesen mit historischer Fassade, baugeschichtlich bedeutend, dem Viertel stadtentwicklungsgeschichtlich von Belang, städtebaulicher Zusammenhang mit dem Barbarossaplatz | 09306622 |
| Weitere Bilder                          | Dreiflügelanlage mit Einfriedung in Kopflage und offener Bebauung | Jacobistraße 2 (Karte)                                    | um 1900 (Mietshaus)                                                                                               | ortsbildprägendes Mietshausensemble mit drei Eingängen, darüber hinaus markantes Beispiel historisierender Architektur im ausgehenden 19. Jahrhundert, errichtet im Stil der Deutschen Renaissance, dominiert von Eckturm und Giebeln, baugeschichtlich und städtebaulich bedeutend, auch künstlerisch von Belang | 09213445 |
| Weitere Bilder                          | Mietshaus mit Einfriedung in offener Bebauung | Jacobistraße 4 (Karte)                                    | bezeichnet 1896 (Mietshaus)                                                                                       | markanter historisierender Bau mit aufwendiger Fassadengestaltung, belebt durch Balkone, verzierte Fensterbedachungen usw., bau- und stadtentwicklungsgeschichtlich bedeutend | 09213740 |
| Weitere Bilder                          | Mietshaus mit Einfriedung in offener Bebauung | Jacobistraße 5 (Karte)                                    | um 1895 (Mietshaus)                                                                                               | charakteristischer Striesener Würfelbau, markantes historisierendes Gebäude mit aufwendiger Fassadengestaltung, dominiert von Mittelrisalit, belebt durch Balkone, verzierte Fensterbedachungen usw., hier die Gliederung zum Großteil ursprünglich erhalten, bau- und stadtentwicklungsgeschichtlich bedeutend | 09213741 |
| Weitere Bilder                          | Mietshaus mit Einfriedung in Ecklage und offener Bebauung | Jacobistraße 7 (Karte)                                    | um 1900 (Mietshaus)                                                                                               | gestalterisch hervorgehobenes Eckhaus innerhalb des städtebaulich bedeutsamen Ortsteiles und der gründerzeitlichen Stadterweiterung Striesen, bau- und stadtentwicklungsgeschichtlich bedeutend | 09213475 |
| Weitere Bilder                          | Mietshaus mit Einfriedung in offener Bebauung | Jacobistraße 11 (Karte)                                   | um 1900 (Mietshaus)                                                                                               | charakteristischer Striesener Würfelbau, markantes historisierendes Gebäude mit aufwendiger Fassadengestaltung, dominiert von Mittelrisalit mit Schweifgiebel in Anlehnung an die Deutsche Renaissance, belebt durch Balkone und Fensterbedachungen, bau- und stadtentwicklungsgeschichtlich bedeutend | 09213742 |
| Weitere Bilder                          | Mietshaus mit Einfriedung in offener Bebauung | Jacobistraße 12 (Karte)                                   | um 1895 (Mietshaus)                                                                                               | charakteristischer Striesener Würfelbau, markantes historisierendes Gebäude mit aufwendiger Fassadengestaltung, dominiert von Mittelrisalit, belebt durch Balkone, verzierte Fensterbedachungen usw., bau- und stadtentwicklungsgeschichtlich bedeutend | 09213743 |
| Weitere Bilder                          | Mietshaus in offener Bebauung | Jacobistraße 14 (Karte)                                   | um 1895 (Mietshaus)                                                                                               | charakteristischer Striesener Würfelbau, markantes historisierendes Gebäude mit aufwendiger Fassadengestaltung, dominiert von Mittelrisalit, belebt durch Balkone, verzierte Fensterbedachungen usw., hier noch weitgehend die Putzgliederung in ihrer ursprünglichen Erscheinung erhalten, bau- und stadtentwicklungsgeschichtlich bedeutend | 09213474 |
| Weitere Bilder                          | Mietshaus mit Einfriedung in offener Bebauung | Jacobistraße 15 (Karte)                                   | um 1900 (Mietshaus)                                                                                               | charakteristischer Striesener Würfelbau, markantes historisierendes Gebäude mit aufwendiger Fassadengestaltung, dominiert von Mittelrisalit mit Giebelbekrönung, belebt durch Balkone und Fensterbedachungen, originale Gliederung noch weitestgehend erhalten, bau- und stadtentwicklungsgeschichtlich bedeutend | 09213744 |
| Weitere Bilder                          | Mietshaus mit Einfriedung in offener Bebauung | Jacobistraße 17 (Karte)                                   | bezeichnet 1898 (Mietshaus)                                                                                       | charakteristischer Striesener Würfelbau, markantes historisierendes Gebäude mit aufwendiger Fassadengestaltung, dominiert von Mittelrisalit mit Giebelbekrönung, belebt durch Balkone und Fensterbedachungen, originale Gliederung in wesentlichen Teilen noch erhalten, bau- und stadtentwicklungsgeschichtlich bedeutend | 09213745 |
| Weitere Bilder                          | Mietshaus mit Einfriedung in offener Bebauung | Jacobistraße 19 (Karte)                                   | um 1895 (Mietshaus)                                                                                               | charakteristisches Striesener Würfelhaus mit historisierender Fassade, Typus dessen Vorderfront Seitenrisalite mit Balkonen zeigt, Risalite von markanten Dreiecksgiebeln bekrönt, Anwesen weitgehend vollständig überkommen, bau- und stadtentwicklungsgeschichtlich bedeutend | 09213385 |
| Weitere Bilder                          | Mietshaus mit Einfriedung in offener Bebauung | Jacobistraße 21 (Karte)                                   | um 1900 (Mietshaus)                                                                                               | repräsentatives Striesener Würfelhaus im Stil der Deutschen Renaissance, Klinker-Sandstein-Fassade, dominiert von übergiebeltem Mittelrisalit, aufwendige Balkone, bau- und stadtentwicklungsgeschichtlich, wohl auch künstlerisch bedeutend | 09213386 |
| Weitere Bilder                          | Mietshaus mit Einfriedung in Ecklage und offener Bebauung | Jacobistraße 26 (Karte)                                   | um 1895 (Mietshaus)                                                                                               | gestalterisch hervorgehobenes Eckhaus innerhalb des städtebaulich bedeutsamen Ortsteiles und der gründerzeitlichen Stadterweiterung Striesen, bau- und stadtentwicklungsgeschichtlich bedeutend | 09213739 |
| Weitere Bilder                          | Ernemannwerke mit Ernemann-Turmhaus; Zeiss-Ikon; Pentacon; Technische Sammlungen                                                                                      | Junghansstraße 1; 3 (Karte)                               | 1916–1923 (Kamerafabrik)                                                                                          | Fabrikgebäude; eindrucksvolle Anlage über U-förmigem Grundriss aus rechteckigen Grundkörpern und hervorgehobenem Turmbau an der Ecke Schandauer Straße und Junghansstraße, klares Fassadenraster mit Lisenengliederung und durchgehenden Fensterbändern, Verbindung zum gegenüberliegenden Fabrikteil (siehe Junghansstraße 2) durch Übergang, am Ostgiebel bemerkenswerte Reklame aus den fünfziger oder sechziger Jahren, gestalterisch und architekturhistorisch einzigartiger Industriebau der klassischen Moderne, mit seinem weithin sichtbaren runden und abgestuften Turmaufsatz ortsbildprägend (Bedeutung für die Stadtsilhouette), zudem historisch und industriegeschichtlich bedeutend. heute Technische Sammlungen Dresden | 09213304 |
| Weitere Bilder                          | Ernemannwerke (ehem.) | Junghansstraße 2 (Karte)                                  | bezeichnet 1898, wohl 1897–1898 (Kamerafabrik)                                                                    | Markantes Fabrikgebäude gegenüber dem Turmhaus; als Teil der ehemaligen Ernemannwerke historisch und baugeschichtlich und industriegeschichtlich bedeutend, zudem ortsbildprägend (siehe auch Junghansstraße 1–3). | 09213302 |
| Weitere Bilder                          | König-Friedrich-August-Häuser | Junghansstraße 4; 6; 8; 10; 12; 14; 16; 18 (Karte)        | 1910–1911, bezeichnet 1911 (Wohnanlage)                                                                           | Wohnanlage; Kleinwohnungsbauverein, Baugruppe Dornblüthstraße (heute Junghansstraße) – Kipsdorfer Straße, Dresden-Striesen, malerisch gestaltete Anlage über M-förmigem Grundriss, die zumeist dreigeschossigen Gebäudezeilen mit eigenwillig gestalteten Mansarddächern gruppieren sich um zwei Innenhöfe, als eine der gestalterisch prägnantesten und qualitätvollsten Wohnanlagen aus der Zeit vor dem Ersten Weltkrieg architekturhistorisch und künstlerisch bedeutend. | 09213343 |
|                                         | United A.G. Zigarettenmaschinenfabrik; Zigaretten- und Tabakfabrik Lande (ehem.)                                                                                      | Junghansstraße 5 (Karte)                                  | 1913–1914 (Fabrik)                                                                                                | Fabrikgebäude über U-förmigem Grundriss, bemerkenswertes Treppenhaus; erinnert an die Bedeutung Dresdens für die Tabakindustrie vor allem Anfang des 20. Jahrhunderts, zudem charakteristisches Beispiel der Industriearchitektur seiner Zeit, ortsgeschichtlich und baugeschichtlich bedeutend später Zigarettenfabrik W. Lande | 09213346 |
| Weitere Bilder                          | Wohnanlage | Kipsdorfer Straße 65; 67 (Karte)                          | 1910–1911, bezeichnet 1911 (Wohnanlage)                                                                           | Kleinwohnungsbauverein, Baugruppe Dornblüthstraße (heute Junghansstraße) – Kipsdorfer Straße, Dresden-Striesen, malerisch gestaltete Anlage über M-förmigem Grundriss, die zumeist dreigeschossigen Gebäudezeilen mit eigenwillig gestalteten Mansarddächern gruppieren sich um zwei Innenhöfe, als eine der gestalterisch prägnantesten und qualitätvollsten Wohnanlagen aus der Zeit vor dem Ersten Weltkrieg architekturhistorisch und künstlerisch bedeutend | 09213343 |
|                                         | Wohnhausgruppe in offener Bebauung | Kipsdorfer Straße 89 (Karte)                              | um 1910 (Mehrfamilienwohnhaus)                                                                                    | gestalterisch bemerkenswerte Anlage der versachlichten Architektur bzw. Reformbaukunst nach 1900 mit neobarocken Anklängen, dominiert von hohen Mansarddächern, Fassaden belebt durch markante Giebel und zwei aufwendige Eingangsbereiche, baugeschichtlich und wohl auch künstlerisch bedeutend | 09213749 |
|                                         | Mietshaus mit Einfriedung in offener Bebauung | Kipsdorfer Straße 105 (Karte)                             | um 1900 (Mietshaus)                                                                                               | charakteristisches historisierendes Wohngebäude des ausgehenden 19. Jahrhunderts, baugeschichtlich bedeutend | 09213335 |
|                                         | Wohnhäuser mit Einfriedung, durch eingeschossigen Zwischenbau verbunden                                                                                               | Kipsdorfer Straße 106; 108 (Karte)                        | um 1895 (Mietshaus)                                                                                               | gestalterische markante Gebäudegruppe des ausgehenden 19. Jahrhunderts mit historisierender Fassadengestaltung, vor allem baugeschichtlich bedeutend | 09213336 |
|                                         | Doppelvilla mit Einfriedung | Krenkelstraße 13; 15 (Karte)                              | 1907 (Mietvilla)                                                                                                  | herrschaftliches Wohngebäude, eindrucksvoller und gestalterisch unverwechselbarer Jugendstilbau, aus zwei spiegelbildlichen Teilen bestehend, dominiert von zwei hohen Giebeln, Ornamentik des späten Jugendstils, baugeschichtlich und künstlerisch bedeutend | 09213495 |
| Direkt Bild zu diesem Denkmal hochladen | Wohnkomplexzentrum Striesen: Wohnblock mit Freiflächengestaltung, Teil des o. g. Ensembles                                                                            | Krenkelstraße 14 (Karte)                                  | 1955–1958, Wohnanlage (Mehrfamilienwohnhaus)                                                                      | dieses aus vier fünfgeschossigen Abschnitten zu beiden Seiten der Borsbergstraße bestehend, in Großblockbauweise errichtet, werden durch Ladenvorbauten, ein Café und südlichen Promenadenbereich belebt, als städtebaulich markantester Teil erscheint das achtgeschossige Appartementhaus an der Ecke zur Müller-Berset-Straße, Dokument des Beginns der Großblockbauweise in Dresden und prägnantes Beispiel des Übergangs von der Nationalen Bautradition zu einer modernen Bauweise in der DDR (siehe auch Borsbergstraße 23–25b, 24–32 und 27–33) | 09213505 |
| Weitere Bilder                          | Mietvilla mit Einfriedung | Krenkelstraße 19 (Karte)                                  | 1905 (Mietvilla)                                                                                                  | repräsentatives Gebäude dominiert von seitlichen, übergiebelten und in der Spitze leicht asymmetrisch wirkenden Risalit, Fassade belebt von Dekorationsformen des ausgehenden Sezessionsstils und Jugendstils, gestalterisch auffällig und in seiner Form singulär, architektonisches Zeugnis seiner Zeit, baugeschichtlich und künstlerisch bedeutend | 09213494 |
|                                         | Mietshaus in geschlossener Bebauung | Krenkelstraße 20 (Karte)                                  | nach 1903 (Mietshaus)                                                                                             | Bau mit markanter historisierender Fassade um 1900, auffällig die Kolossalordnung zwischen erstem und zweitem Obergeschoss, im Eingangsbereich Ausmalungen als Dekorationsmalerei, baugeschichtlich und stadtentwicklungsgeschichtlich bedeutend | 09213497 |
|                                         | Mietvilla mit Einfriedung | Krenkelstraße 21 (Karte)                                  | nach 1903 (Mietvilla)                                                                                             | gestalterisch anspruchsvoller und charakteristischer Wohnbau aus dem Anfang des 20. Jahrhunderts mit hohem Dach und vergleichsweise wenigem, aber akzentuierendem Fassadenschmuck, belebt von Dekorationsmalerei, auch an den Traufunterseiten und Fachwerk, Formen des späten Jugendstils dominieren, baugeschichtlich und künstlerisch bedeutend | 09213493 |
|                                         | Mietshaus in Ecklage und geschlossener Bebauung | Krenkelstraße 22 (Karte)                                  | 1905 (Mietshaus)                                                                                                  | beeindruckendes Wohngebäude der versachlichten Architektur nach 1900 mit monumentalem Baukubus sowie sparsamen, akzentuierendem Fassadenschmuck, vor allem baugeschichtlich bedeutend | 09213496 |
|                                         | Mietshaus mit Einfriedung in offener Bebauung | Kyffhäuserstraße 17 (Karte)                               | um 1895 (Mietshaus)                                                                                               | Beispiel eines repräsentativen Blasewitzer/Striesener Wohngebäudes aus dem späten 19. Jahrhundert, historisierend, spezieller Typ mit seitlichen Loggien auf drei Geschossen, baugeschichtlich und stadtentwicklungsgeschichtlich, auch künstlerisch bedeutend | 09216753 |
|                                         | Mietshaus in offener Bebauung | Kyffhäuserstraße 19 (Karte)                               | um 1900 (Mietshaus)                                                                                               | Beispiel eines repräsentativen Blasewitzer/Striesener Wohngebäudes aus dem späten 19. Jahrhundert, historisierend, spezieller Typ mit seitlichen Loggien auf drei Geschossen, baugeschichtlich und stadtentwicklungsgeschichtlich, auch künstlerisch bedeutend | 09216754 |
|                                         | Mietshaus mit Einfriedung in offener Bebauung | Kyffhäuserstraße 20 (Karte)                               | um 1895 (Mietshaus)                                                                                               | charakteristisches, repräsentatives Striesener Würfelhaus mit historisierender Fassade, dominiert von übergiebeltem Risalit, seitlich markante Balkone, bau- und stadtentwicklungsgeschichtlich bedeutend, mit Seltenheitswert, wohl auch künstlerisch von Belang | 09216755 |
|                                         | Mietshaus mit Einfriedung in Ecklage und offener Bebauung | Kyffhäuserstraße 22 (Karte)                               | in Wetterfahne bezeichnet 1900 (Mietshaus)                                                                        | bis auf die Fenster weitgehend authentisch erhaltenes Striesener Wohngebäude des ausgehenden 19. Jahrhunderts mit historisierender Fassade, Ecke durch Erker mit Haube betont, bemerkenswert die überkommene Putzgliederung, bau- und stadtentwicklungsgeschichtlich bedeutend | 09213451 |
|                                         | Mietshaus mit Einfriedung in offener Bebauung | Kyffhäuserstraße 24 (Karte)                               | um 1895 (Mietshaus)                                                                                               | markanter Eckbau, stadtentwicklungsgeschichtlich bedeutend | 09216756 |
| Weitere Bilder                          | Mietshaus mit Einfriedung in offener Bebauung | Kyffhäuserstraße 26 (Karte)                               | um 1900 (Mietshaus)                                                                                               | charakteristisches Striesener Würfelhaus mit historisierender Fassade, dominiert von übergiebeltem Risalit, seitlich markante Balkone, besonders bemerkenswert die vollständig überkommene Gliederung bis zu den Spiegeln unter den Sohlbänken, Formen der Renaissance dominieren, bau- und stadtentwicklungsgeschichtlich bedeutend, mit Seltenheitswert, wohl auch künstlerisch von Belang | 09213450 |
|                                         | Mietshaus in offener Bebauung | Kyffhäuserstraße 28 (Karte)                               | um 1895 (Mietshaus)                                                                                               | charakteristisches Striesener Würfelhaus mit historisierender Fassade, dominiert von übergiebeltem Risalit mit Aufsatz und Turmspitze, seitlich markante Balkone, bildet auffällige Baugruppe mit benachbarten Bauten, bau- und stadtentwicklungsgeschichtlich bedeutend | 09216757 |
| Weitere Bilder                          | Mietshaus mit Einfriedung in offener Bebauung | Kyffhäuserstraße 30 (Karte)                               | um 1895 (Mietshaus)                                                                                               | charakteristisches Striesener Würfelhaus mit historisierender Fassade, dominiert von Risalit, seitlich markante Balkone, bildet auffällige Baugruppe mit benachbarten Bauten, bau- und stadtentwicklungsgeschichtlich bedeutend | 09216758 |
| Weitere Bilder                          | Mietshaus mit Laden und Einfriedung in Kopflage und offener Bebauung                                                                                                  | Kyffhäuserstraße 32 (Karte)                               | bezeichnet 1898 (Mietshaus)                                                                                       | besonders aufwendiges Beispiel eines Striesener Wohngebäudes aus dem späten 19. Jahrhundert mit reicher historisierender Klinker-Sandstein-Fassade, Seite zum Platz mit Dacherker, Palladiomotiv und vielen Schmuckdetails hervorgehoben, baugeschichtlich, städtebaulich und wohl auch künstlerisch bedeutend | 09213449 |
| Weitere Bilder                          | Zolleinnehmerhäuschen | Kyffhäuserstraße 34 (Karte)                               | um 1872 (Zollhaus)                                                                                                | Kleines historisierendes Gebäude; an der Seite zur Hüblerstraße markanter Giebel, bau- und ortsgeschichtlich bedeutend | 09216759 |
|                                         | Mietshaus in geschlossener Bebauung | Laubestraße 1 (Karte)                                     | nach 1903 (Mietshaus)                                                                                             | charakteristischer Wohnbau der schon versachlichten Architektur nach 1900, baugeschichtlich bedeutend | 09213508 |
|                                         | Mietshaus in geschlossener Bebauung | Laubestraße 5 (Karte)                                     | nach 1903 (Mietshaus)                                                                                             | charakteristischer Wohnbau der schon versachlichten Architektur nach 1900, baugeschichtlich bedeutend | 09213509 |
|                                         | Mietshaus in geschlossener Bebauung | Laubestraße 13 (Karte)                                    | nach 1903 (Mietshaus)                                                                                             | charakteristischer Wohnbau der schon versachlichten Architektur nach 1900, streng axial gegliedert Fassade mit zeittypischer stilisierter Ornamentik, vergleichsweise repräsentativ und mit baukünstlerischen Anspruch, baugeschichtlich bedeutend | 09213510 |
|                                         | Wohnblock um einen Innenhof, dazu Zweckbau | Laubestraße 14; 16; 16a; 18; 20 (Karte)                   | um 1956 (Wohnblock)                                                                                               | an Laubestraße, Mansfelder Straße, Mosenstraße und Müller-Berset-Straße gelegen, einheitlich gestaltete Gebäude, bilden mit zurückgesetztem eingeschossigem Hinterhaus oder Nutzgebäude/Zweckbau sowie begrüntem Hofareal Einheit, Fassaden durch Erker und sandsteinverkleidete Eingänge bereichert, breite Toreinfahrten mit kantigen Pfeilern, gestalterisch aufwendigeres Dresdner Beispiel der frühen DDR-Architektur der 1950er Jahre, im Sinne der Nationalen Bautraditionen in klassizistischer Form ausgeführt, Beispiel des Wiederaufbaus nach 1945, eine der städtebaulich geschlossensten Häusergruppen jener Zeit | 09213511 |
| Weitere Bilder                          | Mietshaus mit Einfriedung in offener Bebauung | Lauensteiner Straße 15 (Karte)                            | bezeichnet 1897 (Mietshaus)                                                                                       | weitgehend original erhaltenes spätgründerzeitliches Striesener Würfelhaus mit anspruchsvoller historisierender Fassadengestaltung, wirkungsvoller Kontrast von vorkragenden Fensterbedachungen und ornamentalem Schmuck, seitlich zurückgesetzte Balkonachsen, bau- und stadtentwicklungsgeschichtlich von Bedeutung | 09213283 |
| Weitere Bilder                          | Mietshaus mit Einfriedung in offener Bebauung | Lauensteiner Straße 16 (Karte)                            | um 1905 (Mietshaus)                                                                                               | Striesener Würfelhaus aus dem Anfang des 20. Jahrhunderts, charakteristischer, fast schmuckloser Bau, Belebung durch Giebel und Balkone, Traufunterseitenmalerei, bau- und stadtentwicklungsgeschichtlich bedeutend | 09213285 |
| Weitere Bilder                          | Einfriedung | Lauensteiner Straße 18 (Karte)                            | um 1895 (Einfriedung)                                                                                             | markante Jugendstileinfriedung, künstlerisch von Bedeutung | 09213284 |
| Weitere Bilder                          | Einfriedung | Lauensteiner Straße 20 (Karte)                            | um 1895 (Einfriedung)                                                                                             | markante Jugendstileinfriedung, künstlerisch bedeutend | 09213282 |
| Weitere Bilder                          | Mietshaus mit Einfriedung in offener Bebauung | Lauensteiner Straße 32 (Karte)                            | um 1895 (Mietshaus)                                                                                               | weitgehend original erhaltenes spätgründerzeitliches Striesener Würfelhaus mit anspruchsvoller Fassadengestaltung, wirkungsvoller Kontrast von feiner Putzgliederung, vorkragenden Fensterbedachungen und figuralem- sowie ornamentalem Schmuck, bau- und stadtentwicklungsgeschichtlich, wohl auch künstlerisch von Bedeutung | 09213329 |
| Weitere Bilder                          | Mietshaus in Ecklage und offener Bebauung | Lauensteiner Straße 34 (Karte)                            | bezeichnet 1900 (Wetterfahne)                                                                                     | ausgesprochen markantes historisierendes Striesener Wohngebäude mit aufwendiger Klinker-Sandstein-Fassade, dominiert von erhöhtem Turmanbau mit zwei Pyramidendächern, Fronten belebt durch zahlreiche Schmuck- und Gliederungselemente, Bau in exponierter Lage, bau- und stadtentwicklungsgeschichtlich, wohl auch städtebaulich von Bedeutung | 09213328 |
|                                         | Wohnhausgruppe in offener Bebauung | Lauensteiner Straße 48; 50 (Karte)                        | um 1910 (Mehrfamilienwohnhaus)                                                                                    | gestalterisch bemerkenswerte Anlage der versachlichten Architektur bzw. Reformbaukunst nach 1900 mit neobarocken Anklängen, dominiert von hohen Mansarddächern, Fassaden belebt durch markante Giebel und zwei aufwendige Eingangsbereiche, baugeschichtlich und wohl auch künstlerisch bedeutend | 09213749 |
| Weitere Bilder                          | Villa Erika | Lene-Glatzer-Straße 1 (Karte)                             | bezeichnet 1892 (Mietvilla)                                                                                       | Mietvilla mit Einfriedung; charakteristischer historisierender Wohnbau des ausgehenden 19. Jahrhunderts, dominiert von Mittelrisalit mit Volutengiebel, spiegelgleich Lene-Glatzer-Straße 3, Teil von Striesen, baugeschichtlich und stadtentwicklungsgeschichtlich bedeutend | 09213528 |
| Weitere Bilder                          | Mietshaus mit Einfriedung in Ecklage und offener Bebauung | Lene-Glatzer-Straße 1a (Karte)                            | um 1895 (Mietshaus)                                                                                               | charakteristisches Striesener Wohngebäude des ausgehenden 19. Jahrhunderts mit historisierender Fassade und ursprünglicher Treppenhausausstattung, dabei besonders bemerkenswert die beinahe vollständig erhaltene, durchgehende Ausmalung (Dekorationsmalerei) im Treppenhaus, Teil des Ensembles am bedeutsamen Barbarossaplatz, baugeschichtlich und stadtentwicklungsgeschichtlich bedeutend | 09213458 |
| Weitere Bilder                          | Mietvilla mit Einfriedung | Lene-Glatzer-Straße 3 (Karte)                             | bezeichnet 1891 (Mietvilla)                                                                                       | charakteristischer historisierender Wohnbau des ausgehenden 19. Jahrhunderts, dominiert von Mittelrisalit mit Volutengiebel, spiegelgleich Lene-Glatzer-Straße 1, Teil von Striesen, baugeschichtlich und stadtentwicklungsgeschichtlich bedeutend | 09213326 |
| Weitere Bilder                          | Luisenhof: Mietshaus mit Einfriedung in offener Bebauung | Lene-Glatzer-Straße 5 (Karte)                             | um 1900 (Mietshaus)                                                                                               | heute als Kinderheim genutzt, herrschaftlicher Bau mit bemerkenswerter farbige Klinkerfassade, historisierend, dominiert von Mittelrisalit mit Ziergiebel und offenem, runden Eckerker, in seiner Form unverwechselbar, baugeschichtlich und stadtentwicklungsgeschichtlich bedeutend sowie künstlerisch von Belang | 09213459 |
|                                         | Villa und Einfriedung | Lene-Glatzer-Straße 17 (Karte)                            | um 1890 oder um 1880 (Villa)                                                                                      | schlichter, aber charakteristischer Bau des späten 19. Jahrhunderts, Dresdner Schule, symmetrisch, Betonung der Mitte, baugeschichtlich bedeutend | 09216789 |
| Weitere Bilder                          | Mietvilla in Ecklage mit Einfriedung | Lene-Glatzer-Straße 19 (Karte)                            | um 1875 (Mietvilla)                                                                                               | charakteristischer historisierender Wohnbau aus der zweiten Hälfte des 9. Jahrhunderts, Ecke durch Turm betont, Fassadengestaltung schlicht, aber wohl auch etwas reduziert, baugeschichtlich von Belang, markiert zudem den Übergang von Blasewitz nach Striesen, stadtentwicklungsgeschichtlich bedeutend | 09213457 |
| Weitere Bilder                          | Rudolf-Schilling-Häuser: 14 Mehrfamilienhäuser einer Wohnanlage (Anschriften: Holbeinstraße 155–163, Löscherstraße 33, Tittmannstraße 32–36 und Wormser Straße 22–30) | Löscherstraße 33 (Karte)                                  | 1910–1911 (Mehrfamilienhaus)                                                                                      | Wohnanlage des Dresdener Spar- und Bauvereins, eine der bedeutsamsten Anlagen dieser Art aus dem Anfang des 20. Jahrhunderts in Dresden zwischen Jugendstil und Reformarchitektur, baugeschichtlich bedeutend, als Werk der landesweit bedeutenden Architekten Schilling & Graebner auch künstlerisch wertvoll, wohl auch städtebaulich von Belang | 09213482 |
| Direkt Bild zu diesem Denkmal hochladen | Wohnhausgruppe mit Einfriedung in offener Bebauung | Mansfelder Straße 2 (Karte)                               | nach 1903 (Wohnhaus)                                                                                              | charakteristischer Gebäudekomplex der Reformarchitektur Anfang des 20. Jahrhunderts mit hohem Dach und nur wenigen, aber akzentuierenden Schmuckelementen und Gliederungselementen, baugeschichtlich bedeutend (mit Heubnerstraße 1 und Stresemannplatz 8) | 09213519 |
|                                         | Wohnblock um einen Innenhof, dazu Zweckbau | Mansfelder Straße 9; 11; 13; 15; 17 (Karte)               | um 1956 (Wohnblock)                                                                                               | an Laubestraße, Mansfelder Straße, Mosenstraße und Müller-Berset-Straße gelegen, einheitlich gestaltete Gebäude, bilden mit zurückgesetztem eingeschossigem Hinterhaus oder Nutzgebäude/Zweckbau sowie begrüntem Hofareal Einheit, Fassaden durch Erker und sandsteinverkleidete Eingänge bereichert, breite Toreinfahrten mit kantigen Pfeilern, gestalterisch aufwendigeres Dresdner Beispiel der frühen DDR-Architektur der 1950er Jahre, im Sinne der Nationalen Bautraditionen in klassizistischer Form ausgeführt, Beispiel des Wiederaufbaus nach 1945, eine der städtebaulich geschlossensten Häusergruppen jener Zeit | 09213511 |
|                                         | Mietshaus in Ecklage und geschlossener Bebauung | Merseburger Straße 1 (Karte)                              | um 1900 (Mietshaus)                                                                                               | repräsentativer historisierender Wohnbau mit charakteristischer Klinker-Werksteinfassade und einer Vielzahl von Gestaltungselementen, originale Flurausstattung mit bemerkenswerter Ausmalung (als Dekorationsmalerei) und Stuckdekor, baugeschichtlich und stadtentwicklungsgeschichtlich bedeutend | 09213524 |
|                                         | Mietshaus in halboffener Bebauung | Merseburger Straße 2 (Karte)                              | um 1900 (Mietshaus)                                                                                               | gehört zu den repräsentativeren und gestalterisch bemerkenswerten Gründerzeithäuser Dresdens, historisierende Fassade, dabei deutliche Betonung der Mitte durch hervorgehobenen Eingang und Giebel, vor allem im Stil der Deutschen Renaissance errichtet, auch gotisierende Elemente, auffällige Baugruppe mit benachbartem Gebäude, vor allem baugeschichtlich bedeutend | 09213525 |
|                                         | Mietshaus in halboffener Bebauung | Merseburger Straße 2b (Karte)                             | um 1900 (Mietshaus)                                                                                               | gehört zu den repräsentativeren und gestalterisch bemerkenswerten Gründerzeithäusern Dresdens, historisierende Fassade, dabei deutliche Betonung der Mitte durch hervorgehobenen Eingang und Giebel, im Stil der Gotik errichtet, auffällig der Kielbogen über dem Eingang und das Maßwerk in den Brüstungsfeldern mancher Fenster, auffällige Baugruppe mit benachbartem Gebäude, vor allem baugeschichtlich von Bedeutung | 09303869 |
|                                         | Wohnblock um einen Innenhof, dazu Zweckbau | Mosenstraße 2a; 2b (Karte)                                | um 1956 (Wohnblock)                                                                                               | an Laubestraße, Mansfelder Straße, Mosenstraße und Müller-Berset-Straße gelegen, einheitlich gestaltete Gebäude, bilden mit zurückgesetztem eingeschossigem Hinterhaus oder Nutzgebäude/Zweckbau sowie begrüntem Hofareal Einheit, Fassaden durch Erker und sandsteinverkleidete Eingänge bereichert, breite Toreinfahrten mit kantigen Pfeilern, gestalterisch aufwendigeres Dresdner Beispiel der frühen DDR-Architektur der 1950er Jahre, im Sinne der Nationalen Bautraditionen in klassizistischer Form ausgeführt, Beispiel des Wiederaufbaus nach 1945, eine der städtebaulich geschlossensten Häusergruppen jener Zeit | 09213511 |
|                                         | Mietshaus in geschlossener Bebauung | Mosenstraße 3 (Karte)                                     | Anfang 20. Jh. (Mietshaus)                                                                                        | charakteristischer Wohnbau der schon versachlichten Architektur nach 1900, streng axial gegliedert Fassade mit zeittypischer stilisierter Ornamentik, baugeschichtlich bedeutend | 09213507 |
|                                         | Mietshaus in Ecklage und geschlossener Bebauung | Mosenstraße 35 (Karte)                                    | Anfang 20. Jh. (Mietshaus)                                                                                        | charakteristischer Wohnbau um 1900 mit historisierender Fassade, als Zeugnis für die Architektur dieser Zeit baugeschichtlich bedeutend | 09213490 |
|                                         | Wohnblock um einen Innenhof, dazu Zweckbau | Müller-Berset-Straße 21; 23; 25; 27 (Karte)               | um 1956 (Wohnblock)                                                                                               | an Laubestraße, Mansfelder Straße, Mosenstraße und Müller-Berset-Straße gelegen, einheitlich gestaltete Gebäude, bilden mit zurückgesetztem eingeschossigem Hinterhaus oder Nutzgebäude/Zweckbau sowie begrüntem Hofareal Einheit, Fassaden durch Erker und sandsteinverkleidete Eingänge bereichert, breite Toreinfahrten mit kantigen Pfeilern, gestalterisch aufwendigeres Dresdner Beispiel der frühen DDR-Architektur der 1950er Jahre, im Sinne der Nationalen Bautraditionen in klassizistischer Form ausgeführt, Beispiel des Wiederaufbaus nach 1945, eine der städtebaulich geschlossensten Häusergruppen jener Zeit | 09213511 |
| Weitere Bilder                          | Villa Detroit | Niederwaldplatz 1 (Karte)                                 | 1887 (Mietvilla)                                                                                                  | Mietvilla mit kleinem Gartengrundstück; ausgesprochen herrschaftliches Anwesen, wohl der architektonisch bedeutsamste Bau von Striesen, klassizistisch anmutende Fassade dominiert von symmetrischen Seitenrisaliten mit Dreiecksgiebeln, davor aufwendige hölzerne Veranden, als markantes Zeugnis der Baukunst seiner Zeit baugeschichtlich bedeutend, zudem mit seiner anspruchsvoll gestalteten Fassade künstlerisch wertvoll, im Stil der Neorenaissance auf H-förmigem Grundriss. Eigentümer Charles Robertson, Opernsänger (bürgerl. Robert Luderer). Wahrscheinlich schon seit Erbauung mit mehreren Mietparteien im Hause. | 09213531 |
| Weitere Bilder                          | Mietshaus mit Einfriedung in offener Bebauung | Niederwaldplatz 3 (Karte)                                 | um 1900 (Mietshaus)                                                                                               | spätgründerzeitliches Striesener Wohngebäude mit historisierender Fassade, dominiert von Mittelrisalit mit Schweifgiebel, seitlich Balkone, im Stil der Deutschen Renaissance errichtet, bau- und stadtentwicklungsgeschichtlich bedeutend | 09213751 |
| Weitere Bilder                          | Mietshaus in offener Bebauung | Niederwaldplatz 5 (Karte)                                 | um 1900 (Mietshaus)                                                                                               | spätgründerzeitliches Striesener Wohngebäude mit historisierender Fassade, dominiert von Mittelrisalit mit Schweifgiebel, seitlich Balkone, im Stil der Deutschen Renaissance errichtet, bau- und stadtentwicklungsgeschichtlich bedeutend | 09213750 |
| Weitere Bilder                          | Villa | Niederwaldstraße 2 (Karte)                                | um 1880 (Villa)                                                                                                   | heute Kindergarten, exemplarisches Beispiel der Dresdner Schule, einer Spielart der Neorenaissance, charakteristisch dafür die symmetrische Fassadengestaltung mit hervorgehobener Mitte und die ädikulaartig eingefasst Fenster, Anwesen baugeschichtlich bedeutend, mit ihren ausgewogen und anspruchsvoll gestalteten Fronten zudem künstlerisch von Belang | 09216761 |
| Weitere Bilder                          | Mietshaus in offener Bebauung | Niederwaldstraße 3 (Karte)                                | bezeichnet 1897 (Mietshaus)                                                                                       | weitgehend authentisch erhaltenes Striesener Würfelhaus mit hohem gestalterischen Anspruch, architekturhistorisch und stadtentwicklungsgeschichtlich bedeutend | 09216760 |
| Weitere Bilder                          | Mietshaus mit Einfriedung in offener Bebauung | Niederwaldstraße 6 (Karte)                                | um 1895 (Mietshaus)                                                                                               | spätgründerzeitliches Striesener Wohngebäude mit teilweise aufwendiger historisierender Fassade, dominiert von Schweifgiebeln und Ecktürmchen, im Stil der Deutschen Renaissance, bau- und stadtentwicklungsgeschichtlich bedeutend, wohl auch künstlerisch von Belang | 09213391 |
| Weitere Bilder                          | Mietshaus mit Einfriedung in Ecklage und offener Bebauung | Niederwaldstraße 13 (Karte)                               | um 1895 (Mietshaus)                                                                                               | repräsentativer späthistoristischer Eckbau mit zeittypischer Klinker-Sandstein-Fassade und einer Vielzahl von Schmuck- und Gliederungselementen, vor allem baugeschichtlich bedeutend, bildet mit unmittelbar benachbartem und ähnlich gestalteten Gebäude zudem markante Baugruppe von Belang für das Ortsbild | 09213392 |
| Weitere Bilder                          | Mietshaus mit Einfriedung in Ecklage und offener Bebauung | Niederwaldstraße 15 (Karte)                               | um 1895 (Mietshaus)                                                                                               | repräsentativer späthistoristischer Eckbau mit zeittypischer Klinker-Sandstein-Fassade und einer Vielzahl von Schmuck- und Gliederungselementen, vor allem baugeschichtlich bedeutend, bildet mit unmittelbar benachbartem und ähnlich gestalteten Gebäude zudem markante Baugruppe von Belang für das Ortsbild | 09213393 |
| Weitere Bilder                          | Mietshaus mit Einfriedung und Ecklaube in offener Bebauung | Niederwaldstraße 16 (Karte)                               | um 1895 (Mietshaus)                                                                                               | charakteristisches Striesener Würfelhaus mit historisierender Fassade, Typus dessen Vorderfront Seitenrisalite mit Balkonen zeigt, weitgehend vollständig überkommen, zudem Ausgewogenheit der Ansichten bemerkenswert, bildet mit gleichgestalteten benachbarten Gebäude bemerkenswertes Ensemble, bau- und stadtentwicklungsgeschichtlich bedeutend | 09213395 |
| Weitere Bilder                          | Mietshaus mit Einfriedung in offener Bebauung | Niederwaldstraße 18 (Karte)                               | um 1895 (Mietshaus)                                                                                               | charakteristisches Striesener Würfelhaus mit historisierender Fassade, Typus dessen Vorderfront Seitenrisalite mit Balkonen zeigt, weitgehend vollständig überkommen, zudem Ausgewogenheit der Ansichten bemerkenswert, bildet mit gleichgestalteten benachbarten Gebäude bemerkenswertes Ensemble, bau- und stadtentwicklungsgeschichtlich bedeutend | 09213396 |
| Weitere Bilder                          | Mietshaus mit zwei Holzlauben und Einfriedung in Ecklage und offener Bebauung                                                                                         | Niederwaldstraße 20 (Karte)                               | vor 1900 (Mietshaus)                                                                                              | städtebaulich markantes Striesener Eckwohnhaus, bildet mit gegenüberliegenden Gebäuden unverwechselbare Kreuzungssituation, hervorgehobene Wirkung im Straßenraum der Niederwaldstraße, zudem mit den beiden Vorgartenlauben und verschiedenen Schmuckelementen, wie z. B. der erhaltenen Firstzier, baugeschichtlich und stadtentwicklungsgeschichtlich bedeutsam | 09213789 |
| Weitere Bilder                          | Mietshaus in Ecklage und offener Bebauung | Niederwaldstraße 22 (Karte)                               | um 1895 (Mietshaus)                                                                                               | städtebaulich markantes Striesener Eckwohnhaus des späten 19. Jahrhunderts mit historisierender Fassadengestaltung, belebt durch Balkone, Fensterbedachungen und genutetes Erdgeschoss, bau- und stadtentwicklungsgeschichtlich bedeutsam | 09216762 |
| Weitere Bilder                          | Mietshaus mit Einfriedung in offener Bebauung | Niederwaldstraße 24 (Karte)                               | um 1895 (Mietshaus)                                                                                               | typisches, weitgehend original erhaltenes Striesener Würfelhaus, aufwendiger Fassadenschmuck, bau- und stadtentwicklungsgeschichtlich bedeutend | 09216763 |
| Weitere Bilder                          | Mietshaus mit Einfriedung in offener Bebauung | Niederwaldstraße 26 (Karte)                               | um 1895 (Mietshaus)                                                                                               | typisches, weitgehend original erhaltenes Striesener Würfelhaus, aufwendiger Fassadenschmuck, im Eingangsbereich Ausmalung (als Dekorationsmalerei), baugeschichtlich und stadtentwicklungsgeschichtlich bedeutend, Ausmalung auch künstlerisch von Belang | 09213394 |
| Weitere Bilder                          | Mietvilla mit Laube und Einfriedung in Ecklage | Niederwaldstraße 30 (Karte)                               | um 1895 (Mietshaus)                                                                                               | markanter historisierender Wohnbau des ausgehenden 19. Jahrhunderts, dominiert von übergiebelten Risaliten, weitere Belebung durch Veranda, baugeschichtlich und stadtentwicklungsgeschichtlich bedeutend | 09216764 |
| Weitere Bilder                          | »Löwenkopfpalais« | Niederwaldstraße 37 (Karte)                               | 1896 (Mietshaus)                                                                                                  | Mietshaus mit Einfriedung in offener Bebauung; originale Ausstattung im Eingangsbereich und dem großzügigen Treppenhaus mit Malerei (als Dekorationsmalerei), Stuckdekor, Vertäfelung, Fliesen, Geländer usw., baugeschichtlich und künstlerisch bedeutend sowie singulär | 09213406 |
| Weitere Bilder                          | Villa mit Einfriedung | Niederwaldstraße 38 (Karte)                               | um 1895 (Mietshaus)                                                                                               | malerischer Wohnbau des ausgehenden 19. Jahrhunderts mit Eckturm und Zierfachwerk, gestalterisch auffällig, weitgehend original erhalten, baugeschichtlich und künstlerisch bedeutend | 09213397 |
| Weitere Bilder                          | Wohnanlage mit den Eingängen vorgelagerten Torbögen | Pohlandplatz 1; 2; 3 (Karte)                              | um 1912 (Mehrfamilienwohnhaus)                                                                                    | charakteristische Bauten der versachlichten Architektur oder des Reformstils nach 1900, platzbildend, baugeschichtlich und stadtentwicklungsgeschichtlich sowie städtebaulich bedeutend Wohnanlage mit Pohlandstraße 41 und Ermelstraße 34 | 09213248 |
| Weitere Bilder                          | Mietvilla mit Anbau und Einfriedung | Pohlandstraße 9 (Karte)                                   | um 1895 (Mietvilla)                                                                                               | charakteristischer Wohnbau um 1900 vor allem im Heimatstil, unter der heutigen Verbretterung noch Fachwerk, markiert Übergang von Blasewitz nach Striesen, bau- und stadtentwicklungsgeschichtlich bedeutend | 09213398 |
| Weitere Bilder                          | Villa oder Mietvilla mit frei stehendem Torbogen und Einfriedung, (dazu Hintergebäude)                                                                                | Pohlandstraße 15 (Karte)                                  | 1905–1906 (Mietvilla), 1905–1906 (Fabrik)                                                                         | Farbglasfenster in Treppenhaus bzw. Hallendiele, sich aus der umgebenden Bebauung heraushebender Wohnbau aus dem Anfang des 20. Jahrhunderts, mit ausgewogener Kubatur und wenigem, aber akzentuierendem Fassadenschmuck typisches Beispiel der damals vorherrschenden Reformbaukunst, baugeschichtlich und stadtentwicklungsgeschichtlich bedeutend, als zum Œuvre des Architekten Max Herfurt gehörender Bau auch künstlerisch von Belang | 09213401 |
| Weitere Bilder                          | Mietshaus mit Einfriedung in offener Bebauung | Pohlandstraße 17 (Karte)                                  | um 1895 (Mietshaus)                                                                                               | ausgesprochen aufwendig gestaltetes historisierendes Striesener Würfelhaus mit turmartig überdachtem Mittelrisalit und Balkonen, bau- und stadtentwicklungsgeschichtlich sowie künstlerisch bedeutend | 09213400 |
| Weitere Bilder                          | Mietshaus mit Einfriedung in offener Bebauung | Pohlandstraße 19 (Karte)                                  | um 1895 (Mietshaus)                                                                                               | ausgesprochen aufwendig gestaltetes historisierendes Striesener Würfelhaus mit markantem Ziergiebel, vielen hölzernen Anbauten, farbigen Steinen zur Fassadenbelebung und der ursprünglichen Gliederung, im so genannten „Altdeutschen Stil“ errichtet, bau- und stadtentwicklungsgeschichtlich sowie künstlerisch bedeutend | 09213399 |
| Weitere Bilder                          | Mietshaus mit Einfriedung in Ecklage und offener Bebauung | Pohlandstraße 21 (Karte)                                  | um 1895 (Mietshaus)                                                                                               | gestalterisch hervorgehobenes Eckhaus innerhalb des städtebaulich bedeutsamen Ortsteiles und der gründerzeitlichen Stadterweiterung Striesen, bau- und stadtentwicklungsgeschichtlich bedeutend | 09216765 |
| Weitere Bilder                          | Mietshaus mit Einfriedung in offener Bebauung | Pohlandstraße 26 (Karte)                                  | bezeichnet 1900 (Mietshaus)                                                                                       | charakteristisches Striesener Würfelhaus mit Jugendstilzierrat, auffällig die Inschrift im geschwungenen Giebel, die Einfriedung und die Hauseingangstür, bau- und stadtentwicklungsgeschichtlich bedeutsam | 09213254 |
| Weitere Bilder                          | Mietshaus mit Einfriedung in offener Bebauung | Pohlandstraße 31 (Karte)                                  | um 1895 (Mietshaus)                                                                                               | charakteristisches historisierendes Striesener Würfelhaus, dominiert von Mittelrisalit mit hohem zierreichen Giebelaufsatz, zudem belebt von Balkonen und verschiedenen Schmuck- und Gliederungselementen, bau- und stadtentwicklungsgeschichtlich bedeutsam | 09213252 |
| Weitere Bilder                          | Mietshaus in offener Bebauung, mit Einfriedung | Pohlandstraße 32 (Karte)                                  | um 1900 (Mietshaus)                                                                                               | markantes Striesener Würfelhaus, Anwesen repräsentatives Beispiel eines historisierenden Wohnbaus an der Wende vom 19. zum 20. Jahrhundert mit einer Vielzahl von Dekorationselementen die Objekt dazu prädestinieren der Nachwelt als Anschauungsobjekt erhalten zu bleiben, baugeschichtlich bedeutend, zudem als Teil des noch anschaulich erlebbaren und respektablen Stadtweiterungsgebietes Striesen stadtentwicklungsgeschichtlich bedeutend | 09219008 |
| Weitere Bilder                          | Mietshaus in Ecklage und offener Bebauung | Pohlandstraße 38 (Karte)                                  | um 1895 (Mietshaus)                                                                                               | historisierender Bau mit Klinker-Sandstein-Fassade, belebt von Balkonen, Fensterbedachungen usw., Teil der markanten Pohlandplatzes, bau- und stadtentwicklungsgeschichtlich bedeutend | 09213300 |
| Weitere Bilder                          | 25. Bezirksschule; 25. Grundschule und Mittelschule | Pohlandstraße 40 (Karte)                                  | bezeichnet 1891–1892 (Schule), bezeichnet 1898 (Schule)                                                           | Zwei Schulgebäude; Komplex aus repräsentativem Bau mit Eckbetonung, Giebel und Dachreiter zum Pohlandplatz sowie rückwärtigem, schlichterem, vor allem durch seine Putzgliederung wirkendem Gebäude an der Wormser Straße, bau- und ortsgeschichtlich sowie städtebaulich bedeutend | 09213299 |
| Weitere Bilder                          | Wohnanlage mit den Eingängen vorgelagerten Torbögen | Pohlandstraße 41 (Karte)                                  | um 1912 (Mehrfamilienwohnhaus)                                                                                    | charakteristische Bauten der versachlichten Architektur oder des Reformstils nach 1900, platzbildend, baugeschichtlich und stadtentwicklungsgeschichtlich sowie städtebaulich bedeutend Wohnanlage mit Pohlandplatz 1–3 und Ermelstraße 34 | 09213248 |
|                                         | Villa Sommerlust | Prellerstraße 40 (Karte)                                  | um 1875 (Villa)                                                                                                   | Villa mit Einfriedung; zweigeschossige landhausartige Villa mit zweigeschossiger und reich verzierter Holzveranda sowie subtiler Fassadengestaltung, ursprünglich erhaltenes Beispiel aus der Entstehungszeit des Villenvorortes Blasewitz (gehört vom Charakter her noch zu diesem Ortsteil), baugeschichtlich von Bedeutung | 09216766 |
|                                         | Mietshaus in geschlossener Bebauung | Rosa-Menzer-Straße 10 (Karte)                             | um 1895 (Mietshaus)                                                                                               | charakteristisches historisierendes Wohngebäude des ausgehenden 19. Jahrhunderts mit Klinker-Werkstein-Fassade, Teil des bedeutsamen Stadtteils Striesen, baugeschichtlich und stadtentwicklungsgeschichtlich wertvoll | 09213369 |
|                                         | Mietshaus in geschlossener Bebauung | Rosa-Menzer-Straße 12 (Karte)                             | um 1895 (Mietshaus)                                                                                               | charakteristisches historisierendes Wohngebäude des ausgehenden 19. Jahrhunderts mit Klinker-Werkstein-Fassade, Teil des bedeutsamen Stadtteils Striesen, baugeschichtlich und stadtentwicklungsgeschichtlich wertvoll | 09213370 |
|                                         | Mietshaus in geschlossener Bebauung | Rosa-Menzer-Straße 14 (Karte)                             | um 1895 (Mietshaus)                                                                                               | charakteristisches historisierendes Wohngebäude des ausgehenden 19. Jahrhunderts mit Klinker-Werkstein-Fassade, Teil des bedeutsamen Stadtteils Striesen, baugeschichtlich und stadtentwicklungsgeschichtlich wertvoll | 09213371 |
|                                         | Mietshaus in geschlossener Bebauung | Rosa-Menzer-Straße 15 (Karte)                             | um 1895 (Mietshaus)                                                                                               | charakteristischer historisierender Klinkerbau des ausgehenden 19. Jahrhunderts, originale Flurausstattung und Treppenhausausstattung mit bemerkenswerter Ausmalung (als Dekorationsmalerei), Stuckdekor, Supraporten und Treppengeländer, baugeschichtlich und künstlerisch bedeutend | 09213367 |
|                                         | Mietshaus in geschlossener Bebauung | Rosa-Menzer-Straße 17 (Karte)                             | 1896–1897 (Mietshaus), 1896–1897 (Malerei)                                                                        | charakteristischer historisierender Klinkerbau des ausgehenden 19. Jahrhunderts, originale Flurausstattung mit bemerkenswerter Ausmalung (als Dekorationsmalerei) und Stuckdekor (Eckprofile und Konsolen), baugeschichtlich und künstlerisch bedeutend | 09213368 |
| Weitere Bilder                          | Mietshaus in Ecklage und offener Bebauung | Rosa-Menzer-Straße 19 (Karte)                             | um 1912 (Mietshaus)                                                                                               | originale Flurausstattung mit Stuckdekor (Blattmotive), markantes Gebäude der frühen Sachlichkeit, dominiert von übergiebelten Risaliten, Gliederung vor allem durch Lisenen, akzentuierender Fassadenschmuck, baugeschichtlich und stadtentwicklungsgeschichtlich bedeutend | 09213377 |
|                                         | Mietshaus mit Einfriedung in offener Bebauung | Rosa-Menzer-Straße 26 (Karte)                             | um 1895 (Mietshaus)                                                                                               | charakteristisches Striesener Würfelhaus aus dem späten 19. Jahrhundert, hier mit historisierender Klinker-Werkstein-Fassade, an der Straßenseite auffällige Balkonachsen, darüber hinaus besonders aufwendiger Dekor, baugeschichtlich und stadtentwicklungsgeschichtlich bedeutend, wohl auch künstlerisch von Belang | 09213473 |
| Weitere Bilder                          | Mietshaus mit Einfriedung in Ecklage und offener Bebauung | Rosa-Menzer-Straße 28 (Karte)                             | um 1895 (Mietshaus)                                                                                               | markanter historisierender Wohnbau des ausgehenden 19. Jahrhunderts mit zeittypischer Fassade, zudem in exponierter Lage, baugeschichtlich und stadtentwicklungsgeschichtlich bedeutend | 09213472 |
| Weitere Bilder                          | Mietshaus in offener Bebauung | Schandauer Straße 25 (Karte)                              | 1911 (Mietshaus)                                                                                                  | eines der beeindruckendsten Striesener Würfelhäuser aus der Bebauungsphase nach 1900, Fassaden mit aufwendiger, vor allem neoklassizistischer Gestaltung, dominiert von halbrundem Vorbau, Loggien und kannelierten Lisenen, bau- und stadtentwicklungsgeschichtlich bedeutend, in seinen Form zudem singulär, wohl auch künstlerisch von Belang | 09213303 |
| Weitere Bilder                          | Versöhnungskirche | Schandauer Straße 35 (Karte)                              | 1905–1909 (Kirche), 1905–1909 (Einzelfigur), 1905–1909 (Kanzel), 1905–1909 (Kirchenfenster), 1905–1909 (Kruzifix) | Ensemble aus Kirche mit Ausstattung, Gemeindehaus mit Gemeindesaal, Kreuzgang und Ehrenhof mit Brunnengruppe (Schandauer Straße 35) sowie rückwärtigem Pfarrhaus (Wittenberger Straße 96); baugeschichtlich, künstlerisch und städtebaulich bedeutsames Zeugnis der Kirchenbaukunst Anfang des 20. Jahrhunderts, Form und Konzeption singulär. | 09213294 |
| Weitere Bilder                          | Mietshaus mit Teilen der Einfriedung in Ecklage und offener Bebauung                                                                                                  | Schandauer Straße 39 (Karte)                              | vor 1900 (Mietshaus)                                                                                              | markantes Striesener Mietshaus, baugeschichtlich, städtebaulich und stadtentwicklungsgeschichtlich bedeutend | 09217541 |
| Weitere Bilder                          | Mietshaus in offener Bebauung | Schandauer Straße 40 (Karte)                              | um 1900 (Mietshaus)                                                                                               | markanter historisierender Bau mit übergiebeltem Mittelrisalit, ausgewogener Fassadengliederung, auch an den Schmalseiten, weitgehend original erhaltenes charakteristisches Striesener Würfelhaus aus der Zeit um 1900, baugeschichtlich und stadtentwicklungsgeschichtlich bedeutend | 09303313 |
| Weitere Bilder                          | Mietshaus in offener Bebauung | Schandauer Straße 49 (Karte)                              | um 1900 (Mietshaus)                                                                                               | Stuckdekor in Wohnungen und im Treppenhaus, baugeschichtliche Bedeutung | 09213315 |
| Weitere Bilder                          | Mietshaus | Schandauer Straße 57 (Karte)                              | um 1895 (Mietshaus)                                                                                               | Mietshaus, durch eingeschossige Läden mit Gebäude gleichen oder annähernd gleichen Typs verbunden; Teil einer stadtentwicklungsgeschichtlich unverwechselbaren Gebäudegruppe | 09213332 |
| Weitere Bilder                          | Mietshaus | Schandauer Straße 59 (Karte)                              | um 1895 (Mietshaus)                                                                                               | Mietshaus, durch eingeschossige Läden mit Gebäude gleichen oder annähernd gleichen Typs verbunden; Teil einer stadtentwicklungsgeschichtlich unverwechselbaren Gebäudegruppe | 09213752 |
| Weitere Bilder                          | Mietshaus | Schandauer Straße 63 (Karte)                              | um 1895 (Mietshaus)                                                                                               | Mietshaus, durch eingeschossige Läden mit Gebäude gleichen oder annähernd gleichen Typs verbunden; Teil einer stadtentwicklungsgeschichtlich unverwechselbaren Gebäudegruppe | 09213754 |
| Weitere Bilder                          | Mietshaus | Schandauer Straße 65 (Karte)                              | um 1895 (Mietshaus)                                                                                               | Mietshaus, durch eingeschossige Läden mit Gebäude gleichen oder annähernd gleichen Typs verbunden; Teil einer stadtentwicklungsgeschichtlich unverwechselbaren Gebäudegruppe | 09213755 |
| Weitere Bilder                          | Mietshaus | Schandauer Straße 67 (Karte)                              | um 1895 (Mietshaus)                                                                                               | Mietshaus, durch eingeschossige Läden mit Gebäude gleichen oder annähernd gleichen Typs verbunden; Teil einer stadtentwicklungsgeschichtlich unverwechselbaren Gebäudegruppe | 09213756 |
| Weitere Bilder                          | Mietshaus | Schandauer Straße 69 (Karte)                              | um 1895 (Mietshaus)                                                                                               | Mietshaus, durch eingeschossige Läden mit Gebäude gleichen oder annähernd gleichen Typs verbunden; Teil einer stadtentwicklungsgeschichtlich unverwechselbaren Gebäudegruppe | 09213757 |
| Weitere Bilder                          | Feuerwache Striesen | Schlüterstraße 39 (Karte)                                 | 1906–1907 (Feuerwache)                                                                                            | Feuerwache mit Haupthaus und Nebengebäude; trotz mancher Veränderungen eines der bemerkenswertesten Gebäude seiner Art in Dresden und darüber hinaus, charakteristischer Bau von Stadtbaurat Erlwein mit seiner für die Zeit nach 1900 typischen Versachlichung einschließlich Verzicht auf bis dahin übliche historistische Dekorationen, dabei traditionelle, lokale Formen insbesondere aus dem Barock (Mansardwalmdach) aufgreifend, baugeschichtlich bedeutend, als Teile des Werks von Erlwein künstlerisch bedeutend | 09213532 |
| Weitere Bilder                          | Mietshaus in offener Bebauung | Schlüterstraße 42 (Karte)                                 | um 1912 (Mietshaus)                                                                                               | Reste von Farbglasfenstern, charakteristisches Beispiel der versachlichten Architektur um 1910 mit sparsam, aber akzentuierend eingesetzten Schmuckelementen und Gliederungselementen, Fassade von klassizistisch geprägter Lisengliederung mit ionischen Kapitellen dominiert, baugeschichtlich bedeutend | 09213342 |
| Weitere Bilder                          | Mietshaus mit Einfriedung in Ecklage und offener Bebauung | Schlüterstraße 44 (Karte)                                 | um 1912 (Mietshaus)                                                                                               | auffälliger Eckbau, vor allem stadtentwicklungsgeschichtlich von Belang | 09213341 |
| Weitere Bilder                          | Mietshaus mit Einfriedung in offener Bebauung | Schlüterstraße 48 (Karte)                                 | um 1912 (Mietshaus)                                                                                               | charakteristischer historisierender Klinkerbau-Sandstein-Bau der späten Gründerzeit, dominiert von Mittelrisalit mit Schweifgiebel, dem Stil der Deutschen Renaissance nachempfunden, baugeschichtlich bedeutend | 09213340 |
| Weitere Bilder                          | Villa mit Einfriedung | Sebastian-Bach-Straße 28 (Karte)                          | um 1900 (Villa)                                                                                                   | gestalterisch markanter Wohnbau um 1900 mit reicher Fachwerkdekoration, dominiert von hohen Giebeln mit Krüppelwalm und hölzernem Zierwerkt, im so genannten „Altdeutschen Stil“ errichtet, vor allem baugeschichtlich und künstlerisch bedeutend | 09216767 |
|                                         | Mietshaus mit Einfriedung in offener Bebauung | Sickingenstraße 1 (Karte)                                 | um 1900 (Mietshaus)                                                                                               | herrschaftlicher Wohnbau zwischen Historismus und Jugendstil, Flurausstattung mit Malerei (als Dekorationsmalerei), baugeschichtlich und künstlerisch bedeutend | 09213461 |
|                                         | Mietshaus mit Einfriedung in offener Bebauung | Sickingenstraße 3 (Karte)                                 | um 1900 (Mietshaus)                                                                                               | im Eingangsbereich wesentliche Teile der originalen Ausstattung erhalten, darunter Ausmalung (als Dekorationsmalerei), Stuckdekor usw., Anwesen baugeschichtlich, künstlerisch, kunsthistorisch und stadtentwicklungsgeschichtlich bedeutend | 09213462 |
|                                         | Mietshaus mit Einfriedung in offener Bebauung | Sickingenstraße 4 (Karte)                                 | um 1905 (Mietshaus)                                                                                               | Wohnbau aus dem Anfang, des 20. Jahrhunderts, mit ausgewogener Kubatur und wenigem, aber akzentuierendem Fassadenschmuck typisches Beispiel der damals vorherrschenden Reformbaukunst, Teil des markanten Stadterweiterungsgebietes Striesen, bau- und stadtentwicklungsgeschichtlich bedeutend | 09213463 |
|                                         | Mietshaus in offener Bebauung | Sickingenstraße 5 (Karte)                                 | um 1900 (Mietshaus)                                                                                               | repräsentativer Wohnbau kurz nach 1900, originale Flurausstattung mit Malerei (als Dekorationsmalerei), Stuckdekor usw., baugeschichtlich und künstlerisch bedeutend | 09213465 |
|                                         | Mietshaus mit Einfriedung in offener Bebauung | Sickingenstraße 6 (Karte)                                 | um 1905 (Mietshaus)                                                                                               | Wohnbau aus dem Anfang des 20. Jahrhunderts, mit ausgewogener Kubatur und wenigem, aber akzentuierendem Fassadenschmuck typisches Beispiel der damals vorherrschenden Reformbaukunst, Teil des markanten Stadterweiterungsgebietes Striesen, bau- und stadtentwicklungsgeschichtlich bedeutend | 09213464 |
|                                         | Mietshaus mit Einfriedung in Ecklage und offener Bebauung | Sickingenstraße 7 (Karte)                                 | um 1895 (Mietshaus)                                                                                               | repräsentativer historistischer Wohnbau um 1895, mit stiltypischer Fassadengestaltung und originaler Ausstattung im Eingangsbereich einschl. Stuckdekor, baugeschichtlich bedeutend und wichtiger Eckbau, stadtentwicklungsgeschichtlich von Belang | 09216768 |
|                                         | Mietshaus mit Einfriedung in offener Bebauung | Sickingenstraße 8 (Karte)                                 | nach 1900 (Mietshaus)                                                                                             | herrschaftliches Wohnhaus aus dem Anfang des 20. Jahrhunderts, traditioneller Geschossbau mit Jugendstilornamentik, Akzente durch Eingang, Erker und Balkone, in Flur, Treppenhaus und Wohnungen vielfältigster Stuckdekor, trotz deutlicher Reduzierungen am Außenbau auf Grund des ungewöhnlich unverfälschten Stuckdekorgesamtbestandes von exemplarischem Wert für die Dresdner Architektur nach 1900 (Stuck selten so vollständig und in solchem Spektrum erhalten), neben der baugeschichtlichen Bedeutung im Zusammenhang mit Striesen auch stadtentwicklungsgeschichtlich von Belang | 09217146 |
|                                         | Treppenhausausstattung mit Jugendstilausmalung | Spenerstraße 17 (Karte)                                   | 1899 (Malerei) | Originale bzw. originalgetreue Treppenhausausstattung mit Jugendstilausmalung, Fußbodenfliesen, Geländer und Wohnungseingangstüren; baugeschichtlich und künstlerisch von Wert | 09216858 |
|                                         | Wohn- und Geschäftshaus mit rückwärtiger Garage und Einfriedung | Spenerstraße 21 (Karte)                                   | um 1925 (Wohn- und Geschäftshaus)                                                                                 | errichtet durch Bauunternehmer Bruno Kost, nach 1945 Sitz des bekannten Verlages der Kunst, bemerkenswert die gestalterisch hervorgehobenen Eingangsbereiche und die expressionistische Ausstattung im Innern, Interieur Zeitzeugnis für die Entwicklung der Innenarchitektur in den 1920er Jahren, expressionistische Dekors aufgrund gestalterischer Qualität und Prägnanz von künstlerischem Wert, gesamte Anwesen ortsgeschichtlich bedeutend | 09216769 |
| Weitere Bilder                          | Mehrfamilienhäuser einer Wohnanlage (Anschrift: Spenerstraße 25/25b und Wormser Straße 42–48)                                                                         | Spenerstraße 25; 25b (Karte)                              | 1920er Jahre (Wohnanlage)                                                                                         | charakteristischer und beeindruckender Komplex der 1920er Jahre, im Bauhausstil, Werk des Dresdner Stadtbaurates Paul Wolf, baugeschichtlich und künstlerisch bedeutend | 09216770 |
| Weitere Bilder                          | Villa Würzburger | Stresemannplatz 7 (Karte)                                 | 1910–1911 (Villa)                                                                                                 | Villa mit Einfriedung; bedeutsamer Bau der versachlichten Architektur und der Reformbaukunst kurz nach 1900 mit sparsam verwendetem, akzentuierendem Fassadenschmuck und hohem Dach, Mitte durch Vorbau und kleine Terrasse mit Figuren beton, baugeschichtlich bedeutend, als gestalterisch anspruchsvolles Gebäude und als Werk des berühmten Dresdner Büros Schilling und Graebner künstlerisch von Belang | 09213520 |
| Weitere Bilder                          | Wohnhausgruppe mit Einfriedung in offener Bebauung | Stresemannplatz 8 (Karte)                                 | nach 1903 (Wohnhaus)                                                                                              | charakteristischer Gebäudekomplex der Reformarchitektur Anfang des 20. Jahrhunderts mit hohem Dach und nur wenigen, aber akzentuierenden Schmuckelementen und Gliederungselementen, baugeschichtlich bedeutend (mit Mansfelder Straße 2 und Heubnerstraße 1) | 09213519 |
|                                         | Mietshaus in geschlossener Bebauung | Stresemannplatz 11 (Karte)                                | nach 1903 (Mietshaus)                                                                                             | markantes Beispiel der versachlichten Architektur kurz nach 1900 in Formen des späten Jugendstils, gestalterisch bemerkenswert der mittige Erker über segmentbogenförmigem Grundriss mit abschließender kleinen Säulenhalle, der stiltypische, stilisierte Dekor akzentuierend eingesetzt, baugeschichtlich und künstlerisch bedeutend | 09213514 |
|                                         | Mietshaus in geschlossener Bebauung | Stresemannplatz 11b (Karte)                               | nach 1903 (Mietshaus)                                                                                             | charakteristische Bau der versachlichten Architektur kurz nach 1900 mit Elementen des Neoklassizismus (Hängeplattenfriese und Dreiecksgiebel) sowie des späten Jugendstils (stilisierte florale Ornamentik), vor allem baugeschichtlich bedeutend | 09213515 |
|                                         | Mietshaus in geschlossener Bebauung | Stresemannplatz 12 (Karte)                                | nach 1903 (Mietshaus)                                                                                             | charakteristische Bau der versachlichten Architektur kurz nach 1900 mit Elementen des späten Jugendstils, wie stilisierter floraler Ornamentik, dominiert von Mittelrisalit mit Erker, seitlich Loggien, vor allem baugeschichtlich bedeutend | 09213516 |
| Weitere Bilder                          | Mietshaus mit Einfriedung in offener Bebauung | Thielaustraße 8 (Karte)                                   | um 1905 (Mietshaus)                                                                                               | charakteristisches Striesener Würfelhaus mit historisierender Fassade, dominiert von geschweiftem Giebel und Eckerker, bau- und stadtentwicklungsgeschichtlich bedeutend, wohl auch künstlerisch von Belang | 09213402 |
| Weitere Bilder                          | Mietshaus mit Einfriedung und Eingangstor | Thielaustraße 10 (Karte)                                  | in Wetterfahne bezeichnet 1898 und im Giebel bezeichnet 1899 (Mietshaus)                                          | besonders herrschaftliches Beispiel eines Striesener Würfelhauses aus dem späten 19. Jahrhundert, in Anlehnung an die Deutsche Renaissance mit Schweifgiebel und Erker, Treppenhaus erwähnenswert, baugeschichtlich bedeutend, wegen des gestalterischen Aufwandes an Schmuckformen auch künstlerisch von Belang | 09303293 |
| Weitere Bilder                          | Wohnblock mit gestalteter Eingangszone | Tittmannstraße 18; 18a; 20; 20a; 20b (Karte)              | 1950er Jahre (Wohnblock)                                                                                          | Schwesternwohnheim Tittmannstraße; markantes Beispiel der frühen DDR-Architektur noch im Sinne der Nationalen Bautraditionen, traditionell gestaltet, mit Anklängen an den Klassizismus, vor allem baugeschichtlich bedeutend | 09213337 |
|                                         | Mietshaus mit Einfriedung in offener Bebauung | Tittmannstraße 27 (Karte)                                 | um 1895 (Mietshaus)                                                                                               | charakteristisches Striesener Würfelhaus aus dem späten 19. Jahrhundert, hier mit historisierender Klinker-Werkstein-Fassade, an der Straßenseite auffällige Balkonachsen, vor allem stadtentwicklungsgeschichtlich bedeutend | 09213530 |
|                                         | Mietshaus in geschlossener Bebauung | Tittmannstraße 31 (Karte)                                 | um 1895 (Mietshaus)                                                                                               | gehört mit Tittmannstraße 33/35 und 37 zu einer relativ geschlossen gestalteten Reihe von Gründerzeitbauten mit zeittypischen Klinker-Sandstein-Fassaden sowie Flurausstattungen und Treppenhausausstattungen, architekturhistorische Zeugenschaft und Authentizität. | 09213512 |
| Weitere Bilder                          | Rudolf-Schilling-Häuser: 14 Mehrfamilienhäuser einer Wohnanlage (Anschriften: Holbeinstraße 155–163, Löscherstraße 33, Tittmannstraße 32–36 und Wormser Straße 22–30) | Tittmannstraße 32; 34; 36 (Karte)                         | 1910–1911 (Mehrfamilienhaus)                                                                                      | Wohnanlage des Dresdener Spar- und Bauvereins, eine der bedeutsamsten Anlagen dieser Art aus dem Anfang des 20. Jahrhunderts in Dresden zwischen Jugendstil und Reformarchitektur, baugeschichtlich bedeutend, als Werk der landesweit bedeutenden Architekten Schilling & Graebner auch künstlerisch wertvoll, wohl auch städtebaulich von Belang | 09213482 |
|                                         | Doppelmietshaus in geschlossener Bebauung | Tittmannstraße 33; 35 (Karte)                             | um 1895 (Mietshaus)                                                                                               | gehört mit Tittmannstraße 31 und 37 zu einer relativ geschlossen gestalteten Reihe von Gründerzeitbauten mit zeittypischen Klinker-Sandstein-Fassaden sowie Flurausstattungen und Treppenhausausstattungen, architekturhistorische Zeugenschaft und Authentizität | 09216772 |
|                                         | Mietshaus in geschlossener Bebauung | Tittmannstraße 37 (Karte)                                 | um 1895 (Mietshaus)                                                                                               | gehört mit Tittmannstraße 33/35 und 31 zu einer relativ geschlossen gestalteten Reihe von Gründerzeitbauten mit zeittypischen Klinker-Sandstein-Fassaden sowie Flurausstattungen und Treppenhausausstattungen, architekturhistorische Zeugenschaft und Authentizität | 09216773 |
| Weitere Bilder                          | Mietshaus mit Einfriedung in offener Bebauung | Tzschimmerstraße 1 (Karte)                                | um 1895 (Mietshaus)                                                                                               | aufwendig gestaltetes Wohngebäude des ausgehenden 19. Jahrhunderts mit Fassade im Stil der Deutschen Neorenaissance einschließlich entsprechender Giebelgestaltung, Teil des bedeutsamen Stadtteils Striesen, bau- und stadtentwicklungsgeschichtlich bedeutend, wohl auch künstlerisch von Belang | 09216774 |
| Weitere Bilder                          | Mietshaus mit kleinem, frei stehenden Portal in offener Bebauung | Tzschimmerstraße 14 (Karte)                               | um 1905 (Mietshaus)                                                                                               | einziger Schuck bemerkenswerte Figurengruppe im Relief, Striesener Würfelhaus aus dem Anfang des 20. Jahrhunderts, charakteristischer, schlichter Bau, architektur- und stadtentwicklungsgeschichtlich bedeutend | 09213437 |
| Weitere Bilder                          | Mietshaus mit Einfriedung in offener Bebauung | Tzschimmerstraße 15 (Karte)                               | bezeichnet 1906 (Mietshaus)                                                                                       | charakteristischer Striesener Würfelbau der Phase nach 1900, stadtentwicklungsgeschichtlich bedeutend | 09213383 |
| Weitere Bilder                          | Mietshaus mit Einfriedung in offener Bebauung | Tzschimmerstraße 16 (Karte)                               | um 1905 (Mietshaus)                                                                                               | Striesener Würfelhaus aus dem Anfang des 20. Jahrhunderts, charakteristischer, fast schmuckloser Bau, Belebung durch flache Erker und Balkone, Traufunterseitenmalerei, bau- und stadtentwicklungsgeschichtlich bedeutend | 09216775 |
| Weitere Bilder                          | Mietshaus mit Einfriedung in offener Bebauung | Tzschimmerstraße 17 (Karte)                               | um 1905 (Mietshaus)                                                                                               | charakteristischer Striesener Würfelbau der Phase nach 1900, markantes Gebäude mit versachlichter Fassadengestaltung, zwischen Jugendstil und Reformarchitektur, Bau dominiert von Mittelrisalit mit Fachwerkgiebel, belebt durch einen Erker und Balkone, bau- und stadtentwicklungsgeschichtlich bedeutend | 09213384 |
| Weitere Bilder                          | Mietshaus mit Einfriedung in offener Bebauung | Tzschimmerstraße 18 (Karte)                               | um 1900 (Mietshaus)                                                                                               | markantes historisierendes Striesener Würfelhaus, auffälliger Klinker-Putz-Bau, architektur- und stadtentwicklungsgeschichtlich, wohl auch künstlerisch bedeutend | 09216776 |
| Weitere Bilder                          | Mietshaus mit Einfriedung in offener Bebauung | Tzschimmerstraße 19 (Karte)                               | um 1905 (Mietshaus)                                                                                               | charakteristischer Striesener Würfelbau der Phase nach 1900, markantes Gebäude mit versachlichter neobarocker Fassadenornamentik, diese weitestgehend erhalten, Bau dominiert von Mittelrisalit mit Giebelbekrönung, belebt durch Balkone, bau- und stadtentwicklungsgeschichtlich bedeutend, wohl auch künstlerisch von Belang | 09213381 |
| Weitere Bilder                          | Mietshaus mit Einfriedung in offener Bebauung | Tzschimmerstraße 34 (Karte)                               | um 1905 (Mietshaus)                                                                                               | charakteristisches Striesener Würfelhaus, stadtentwicklungsgeschichtlich bedeutend | 09213380 |
| Weitere Bilder                          | Mietshaus mit Einfriedung in offener Bebauung | Voglerstraße 9 (Karte)                                    | um 1900 (Mietshaus)                                                                                               | aufwendiges Striesener Wohngebäude des ausgehenden 19. Jahrhunderts mit reicher Fassadengestaltung, Typ Rechteckbau, Betonung der Mitte, seitlich Balkonachsen, ausgewogenen Gliederung mit einer Vielzahl von Schmuckelementen, im Inneren einfachere Dekorationsmalerei, wohl auch Stuckdekor, bau- und stadtentwicklungsgeschichtlich sowie künstlerisch bedeutend | 09213411 |
| Weitere Bilder                          | Mietshaus mit Einfriedung in offener Bebauung | Voglerstraße 10 (Karte)                                   | um 1900 (Mietshaus)                                                                                               | im Flur reiche Ausstattung mit Ausmalung, Stuckdekor, Fliesenfußboden, Wandschrank usw., markantes Striesener Gebäude mit originalen Interieurs aus der Entstehungszeit, mit seitlicher Ecklaube, architekturhistorisch und künstlerisch bedeutend | 09213410 |
| Weitere Bilder                          | Mietshaus mit Einfriedung in Ecklage und offener Bebauung | Voglerstraße 11 (Karte)                                   | um 1900 (Mietshaus)                                                                                               | eines der herrschaftlichsten spätgründerzeitlichen Anwesen von Striesen, aufwendige historisierende Klinker-Sandsteinfassade, dominiert von Eckaufbau und Balkonen, reicher Dekor, markanteste Kreuzung des Stadtteils, dabei mit gegenüberliegenden Bauten eine der augenfälligsten Gebäudegruppen Dresdens, bau- und stadtentwicklungsgeschichtlich, künstlerisch und wohl auch städtebaulich bedeutend | 09213407 |
| Weitere Bilder                          | Mietshaus mit Einfriedung und Portalanlage in Ecklage und offener Bebauung                                                                                            | Voglerstraße 12 (Karte)                                   | um 1900 (Mietshaus)                                                                                               | eines der herrschaftlichsten spätgründerzeitlichen Anwesen von Striesen, aufwendige historisierende Fassaden, in Anlehnung an die Deutsche Renaissance gestaltet, dominiert von Eckturm und Balkonen, reicher Dekor, markanteste Kreuzung des Stadtteils, dabei mit gegenüberliegenden Bauten eine der augenfälligsten Gebäudegruppen Dresdens, bau- und stadtentwicklungsgeschichtlich, künstlerisch und wohl auch städtebaulich bedeutend | 09213408 |
| Weitere Bilder                          | Mietshaus mit Einfriedung in Ecklage und offener Bebauung | Voglerstraße 13 (Karte)                                   | um 1900 (Mietshaus)                                                                                               | eines der herrschaftlichsten spätgründerzeitlichen Anwesen von Striesen, aufwendige historisierende Klinker-Sandsteinfassade, dominiert von Eckturm, Schmuckgiebeln und Balkonen, reicher Dekor, markanteste Kreuzung des Stadtteils, dabei mit gegenüberliegenden Bauten eine der augenfälligsten Gebäudegruppen Dresdens, bau- und stadtentwicklungsgeschichtlich, künstlerisch und wohl auch städtebaulich bedeutend | 09213409 |
| Weitere Bilder                          | Mietshaus in offener Bebauung | Voglerstraße 14 (Karte)                                   | um 1900 (Mietshaus)                                                                                               | eines der herrschaftlichsten spätgründerzeitlichen Anwesen von Striesen, aufwendige historisierende Klinker-Sandsteinfassade, in Anlehnung an die Deutsche Renaissance gestaltet, dominiert von Mittelrisalit mit Schmuckgiebel und zwei seitlich angeordneten Balkonen, reicher Dekor, bau- und stadtentwicklungsgeschichtlich sowie künstlerisch bedeutend | 09213419 |
| Weitere Bilder                          | Mietshaus mit Einfriedung in offener Bebauung | Voglerstraße 15 (Karte)                                   | nach 1903 (Mietshaus)                                                                                             | Wohnbau aus dem Anfang des 20. Jahrhunderts, mit ausgewogener Kubatur, die in einem hohen Dach kulminiert, und wenigem, aber akzentuierendem Fassadenschmuck typisches Beispiel der damals vorherrschenden Reformbaukunst, Teil des markanten Stadterweiterungsgebietes Striesen, bau- und stadtentwicklungsgeschichtlich bedeutend | 09213420 |
| Weitere Bilder                          | Mietshaus mit Einfriedung in offener Bebauung | Voglerstraße 16 (Karte)                                   | nach 1903 (Mietshaus)                                                                                             | Wohnbau aus dem Anfang des 20. Jahrhunderts, mit ausgewogener Kubatur, die in einem hohen Dach kulminiert, und wenigem, aber akzentuierendem Fassadenschmuck typisches Beispiel der damals vorherrschenden Reformbaukunst, Teil des markanten Stadterweiterungsgebietes Striesen, bau- und stadtentwicklungsgeschichtlich bedeutend | 09213421 |
| Weitere Bilder                          | Mietshaus mit Einfriedung in offener Bebauung | Voglerstraße 17 (Karte)                                   | nach 1903 (Mietshaus)                                                                                             | Wohnbau aus dem Anfang des 20. Jahrhunderts, mit ausgewogener Kubatur, die in einem hohen Dach kulminiert, und wenigem, aber akzentuierendem Fassadenschmuck typisches Beispiel der damals vorherrschenden Reformbaukunst, Teil des markanten Stadterweiterungsgebietes Striesen, bau- und stadtentwicklungsgeschichtlich bedeutend | 09213422 |
| Weitere Bilder                          | Mietshaus mit Einfriedung in offener Bebauung | Voglerstraße 18 (Karte)                                   | bezeichnet 1900 (Mietshaus)                                                                                       | ausgesprochen repräsentatives Striesener Würfelhaus im Stil der Deutschen Renaissance, Klinker-Sandstein-Fassade, dominiert von übergiebeltem Mittelrisalit, aufwendige Balkone, bau- und stadtentwicklungsgeschichtlich, wohl auch künstlerisch bedeutend | 09213414 |
| Weitere Bilder                          | Mietshaus mit Einfriedung in offener Bebauung | Voglerstraße 19 (Karte)                                   | nach 1903 (Mietshaus)                                                                                             | Wohnbau aus dem Anfang des 20. Jahrhunderts, mit ausgewogener Kubatur, die in einem hohen Dach kulminiert, und wenigem, aber akzentuierendem Fassadenschmuck typisches Beispiel der damals vorherrschenden Reformbaukunst, Teil des markanten Stadterweiterungsgebietes Striesen, bau- und stadtentwicklungsgeschichtlich bedeutend | 09213415 |
| Weitere Bilder                          | Mietshaus mit Einfriedung in offener Bebauung | Voglerstraße 20 (Karte)                                   | um 1900 (Mietshaus)                                                                                               | markantes historisierendes Striesener Wohngebäude mit aufwendiger Klinker-Sandstein-Fassade, Fronten belebt durch zahlreiche Schmuck- und Gliederungselemente, Bau in exponierter Lage, bau- und stadtentwicklungsgeschichtlich von Bedeutung | 09213413 |
| Weitere Bilder                          | Mietshaus mit Einfriedung in offener Bebauung | Voglerstraße 21 (Karte)                                   | um 1900 (Mietshaus)                                                                                               | markantes historisierendes Striesener Wohngebäude mit aufwendiger Klinker-Sandstein-Fassade, Fronten belebt durch zahlreiche Schmuck- und Gliederungselemente, Bau in exponierter Lage, bau- und stadtentwicklungsgeschichtlich von Bedeutung | 09213412 |
| Weitere Bilder                          | Mietshaus mit Einfriedung in offener Bebauung | Voglerstraße 22 (Karte)                                   | um 1895 (Mietshaus)                                                                                               | Teil des markanten Stadterweiterungsgebietes Striesen, vor allem stadtentwicklungsgeschichtlich bedeutend | 09213275 |
| Weitere Bilder                          | Mietshaus mit Einfriedung in offener Bebauung | Voglerstraße 27 (Karte)                                   | Anfang 20. Jh., nach 1903 (Mietshaus)                                                                             | originale Treppenhausausstattung mit Farbglasfenstern, Wohnbau aus dem Anfang des 20. Jahrhunderts, mit ausgewogener Kubatur, die in einem hohen Dach kulminiert, und wenigem, aber akzentuierendem Fassadenschmuck typisches Beispiel der damals vorherrschenden Reformbaukunst, Teil des markanten Stadterweiterungsgebietes Striesen, bau- und stadtentwicklungsgeschichtlich bedeutend | 09213276 |
| Weitere Bilder                          | Mietshaus mit Einfriedung in offener Bebauung | Voglerstraße 28 (Karte)                                   | um 1895 (Mietshaus)                                                                                               | Wohnbau aus dem Anfang des 20. Jahrhunderts, mit ausgewogener Kubatur, die in einem hohen Dach kulminiert, und wenigem, aber akzentuierendem Fassadenschmuck typisches Beispiel der damals vorherrschenden Reformbaukunst, Teil des markanten Stadterweiterungsgebietes Striesen, bau- und stadtentwicklungsgeschichtlich bedeutend | 09213277 |
| Weitere Bilder                          | Mietshaus mit Einfriedung in offener Bebauung | Voglerstraße 31 (Karte)                                   | um 1895 (Mietshaus)                                                                                               | Wohnbau aus dem Anfang des 20. Jahrhunderts, mit ausgewogener Kubatur, die in einem hohen Dach kulminiert, und wenigem, aber akzentuierendem Fassadenschmuck typisches Beispiel der damals vorherrschenden Reformbaukunst, Teil des markanten Stadterweiterungsgebietes Striesen, bau- und stadtentwicklungsgeschichtlich bedeutend | 09213278 |
| Weitere Bilder                          | Mietshaus mit Einfriedung in offener Bebauung | Voglerstraße 46 (Karte)                                   | um 1900 (Mietshaus)                                                                                               | charakteristisches Striesener Würfelhaus mit historisierender Gestaltung, Schmuck und Putzgliederung weitgehend in originaler Form überkommen, Betonung durch Mittelrisalit mit Schweifgiebel, in Anlehnung an die Deutsche Renaissance gestaltet, bau- und stadtentwicklungsgeschichtlich bedeutend | 09213316 |
| Weitere Bilder                          | Mietshaus mit Einfriedung in offener Bebauung | Voglerstraße 47 (Karte)                                   | um 1900 (Mietshaus)                                                                                               | originale Flurausstattung mit Ausmalung und Stuckdekor, charakteristisches Striesener Würfelhaus mit historisierender Gestaltung, Schmuck und Putzgliederung weitgehend in originaler Form überkommen, Betonung durch Mittelrisalit mit Schweifgiebel, in Anlehnung an die Deutsche Renaissance gestaltet, bau- und stadtentwicklungsgeschichtlich bedeutend | 09213317 |
| Weitere Bilder                          | Mietshaus mit Einfriedung in Ecklage und offener Bebauung | Wittenberger Straße 55 (Karte)                            | um 1900 (Mietshaus)                                                                                               | charakteristisches Striesener Würfelhaus mit historisierender Gestaltung, Schmuck und Putzgliederung in originaler Form überkommen, Eckturm betont, bau- und stadtentwicklungsgeschichtlich, wohl auch künstlerisch bedeutend | 09213387 |
| Weitere Bilder                          | Mietshaus mit Einfriedung in offener Bebauung | Wittenberger Straße 57 (Karte)                            | um 1900 (Mietshaus)                                                                                               | charakteristisches Striesener Würfelhaus mit historisierender Gestaltung, Typus Klinker-Sandstein-Fassade, aufwendiger Schmuck einschl. Drempelmalerei, bau- und stadtentwicklungsgeschichtlich sowie künstlerisch bedeutend | 09213388 |
| Weitere Bilder                          | Mietshaus mit Einfriedung in offener Bebauung, originale Flurausstattung mit Stuckdekor                                                                               | Wittenberger Straße 60 (Karte)                            | um 1895 (Mietshaus)                                                                                               | Teil des markanten Stadterweiterungsgebietes Striesen, bau- und stadtentwicklungsgeschichtlich bedeutend | 09213376 |
| Weitere Bilder                          | Mietshaus mit Einfriedung in offener Bebauung | Wittenberger Straße 62 (Karte)                            | um 1900 (Mietshaus)                                                                                               | charakteristisches Striesener Würfelhaus mit aufwendiger historisierender Fassade und originaler Flur- und Treppenhausausstattung einschl. alter Türen und Malerei als Dekorationsmalerei, baugeschichtlich und stadtentwicklungsgeschichtlich bedeutend, in Teilen auch künstlerisch von Belang | 09213375 |
| Weitere Bilder                          | Mietshaus mit Einfriedung in Ecklage und offener Bebauung | Wittenberger Straße 64 (Karte)                            | um 1900 (Mietshaus)                                                                                               | charakteristisches Striesener Würfelhaus mit aufwendiger historisierender Fassade, Ecke und Seitenrisalite gestalterisch hervorgehoben, bau- und stadtentwicklungsgeschichtlich bedeutend | 09213390 |
| Weitere Bilder                          | Mietshaus mit Einfriedung in offener Bebauung | Wittenberger Straße 68 (Karte)                            | nach 1903 (Mietshaus)                                                                                             | charakteristisches Striesener Würfelhaus der Phase nach 1900 mit versachlichter Fassade, belebt von Elementen des geometrischen Jugendstils, Mittelrisalit mit hervorgehobenem Eingang und wenigen akzentuierenden Schmuckelementen, wie dem Plattenfries unter der Traufe, bau- und stadtentwicklungsgeschichtlich bedeutend | 09213389 |
| Weitere Bilder                          | Einfriedung | Wittenberger Straße 69 (Karte)                            | um 1895 (Einfriedung)                                                                                             | künstlerisch anspruchsvoll gestaltet | 09213251 |
| Weitere Bilder                          | Mietshaus mit Einfriedung in Ecklage und offener Bebauung | Wittenberger Straße 72 (Karte)                            | um 1900 (Mietshaus)                                                                                               | charakteristisches Striesener Würfelhaus mit aufwendiger historisierender Fassade, Ecke und Seitenrisalite gestalterisch hervorgehoben, Fassade weitgehend originale überkommen, vergleichsweise repräsentativ, bau- und stadtentwicklungsgeschichtlich bedeutend, wohl auch künstlerisch von Belang | 09213382 |
| Weitere Bilder                          | Mietshaus mit Einfriedung in offener Bebauung | Wittenberger Straße 74 (Karte)                            | bezeichnet 1896 (Mietshaus)                                                                                       | charakteristisches Striesener Würfelhaus mit aufwendiger historisierender Fassade und originaler Flur- und Treppenhausausstattung einschl. alter Türen und Malerei als Dekorationsmalerei, bau- und stadtentwicklungsgeschichtlich bedeutend, in Teilen auch künstlerisch von Belang | 09216777 |
| Weitere Bilder                          | Mietshaus mit Einfriedung in offener Bebauung | Wittenberger Straße 75 (Karte)                            | um 1895 (Mietshaus)                                                                                               | markantes Striesener Mietshaus, originale, in hohem Maße authentische Flurausstattung mit Ausmalung und Stuckdekor, baugeschichtlich, städtebaulich und stadtentwicklungsgeschichtlich sowie künstlerisch bedeutend | 09213297 |
| Weitere Bilder                          | Mietshaus mit Einfriedung in Ecklage und offener Bebauung | Wittenberger Straße 76 (Karte)                            | um 1895 (Mietshaus)                                                                                               | charakteristisches Striesener Würfelhaus mit aufwendiger historisierender Fassade, als Eckbau etwas aufwendiger, Belebung durch Giebel, Balkone und Fensterbedachungen, bau- und stadtentwicklungsgeschichtlich bedeutend | 09213250 |
| Weitere Bilder                          | Mietshaus mit Einfriedung in offener Bebauung | Wittenberger Straße 80 (Karte)                            | um 1895 (Mietshaus)                                                                                               | charakteristisches Striesener Würfelhaus mit aufwendiger historisierender Fassade, Vorderfront mit Mittelrisalit und seitlichen Balkone weitestgehend vollständig überkommen, zudem deren Ausgewogenheit bemerkenswert, bau- und stadtentwicklungsgeschichtlich bedeutend, wohl auch künstlerisch von Belang | 09213298 |
| Weitere Bilder                          | Mietshaus mit Einfriedung in offener Bebauung | Wittenberger Straße 82 (Karte)                            | um 1895 (Mietshaus)                                                                                               | charakteristisches Striesener Würfelhaus mit aufwendiger historisierender Fassade, Vorderfront mit Seitenrisaliten weitestgehend vollständig überkommen, zudem deren Ausgewogenheit bemerkenswert, bau- und stadtentwicklungsgeschichtlich bedeutend, wohl auch künstlerisch von Belang | 09213296 |
| Weitere Bilder                          | Mietshaus mit Einfriedung in Ecklage und offener Bebauung | Wittenberger Straße 86 (Karte)                            | bezeichnet 1897 (Mietshaus)                                                                                       | charakteristisches Striesener Würfelhaus mit aufwendiger historisierender Fassade, Ecke durch Turmaufbau mit Kuppel und Laterne, Erker und Säulen betont, Klinker-Sandstein-Fassade, weitestgehend vollständig überkommen, bau- und stadtentwicklungsgeschichtlich bedeutend, wohl auch künstlerisch von Belang | 09213295 |
| Weitere Bilder                          | Kapellknaben-Institut; Vinzentiusstift; Mariä-Kapelle; Kath. Kapelle Mariä Himmelfahrt                                                                                | Wittenberger Straße 88; 88a (Karte)                       | 1905 (Schule), 1905 (Kapelle)                                                                                     | Schulgebäude (Nr. 88) und rückwärtige Kath. Kapelle (Nr. 88a), als Gebäudekomplex; markantes, neubarock anmutendes Schulgebäude, Schule Sitz des Kapellknaben-Instituts, ebenfalls neobarocke Kapelle Kath. Pfarrkirche von Striesen (seit 1923), ortsgeschichtlich und architekturhistorisch bedeutend, wohl auch in Teilen künstlerisch von Belang | 09213293 |
| Weitere Bilder                          | Mietshaus mit Einfriedung in offener Bebauung | Wittenberger Straße 89 (Karte)                            | um 1905 (Mietshaus)                                                                                               | äußerst aufwendiges Beispiel eines Striesener Würfelhauses, im Eingangsbereich Ausmalung als Dekorationsmalerei, Fassade dominiert von Mittelrisalit mit Schweifgiebel, reiche Jugendstilornamentik, vergleichbar mit der Wormser Straße 57, bau- und stadtentwicklungsgeschichtlich sowie künstlerisch bedeutend | 09213290 |
| Weitere Bilder                          | Mietshaus in offener Bebauung | Wittenberger Straße 90 (Karte)                            | um 1895 (Mietshaus)                                                                                               | originale Flurausstattung mit Malerei als Dekorationsmalerei und Stuckdekor, Teil des markanten Stadterweiterungsgebietes Striesen, bau- und stadtentwicklungsgeschichtlich bedeutend, Malerei künstlerisch von Belang | 09213292 |
| Weitere Bilder                          | Mietshaus in offener Bebauung | Wittenberger Straße 91 (Karte)                            | um 1895 (Mietshaus)                                                                                               | markantes Striesener Würfelhaus, baugeschichtlich, städtebaulich und stadtentwicklungsgeschichtlich bedeutend | 09213289 |
| Weitere Bilder                          | Versöhnungskirche | Wittenberger Straße 96 (Karte)                            | 1905–1909 (Kirche), 1905–1909 (Einzelfigur), 1905–1909 (Kanzel), 1905–1909 (Kirchenfenster), 1905–1909 (Kruzifix) | Ensemble aus Kirche mit Ausstattung, Gemeindehaus mit Gemeindesaal, Kreuzgang und Ehrenhof mit Brunnengruppe (Schandauer Straße 35) sowie rückwärtigem Pfarrhaus (Wittenberger Straße 96); baugeschichtlich, künstlerisch und städtebaulich bedeutsames Zeugnis der Kirchenbaukunst Anfang des 20. Jahrhunderts, Form und Konzeption singulär | 09213294 |
| Weitere Bilder                          | Mietshaus mit Einfriedung in offener Bebauung | Wittenberger Straße 110 (Karte)                           | um 1895 (Mietshaus)                                                                                               | charakteristisches spätgründerzeitliches Striesener Eckwohngebäude mit teilweise aufwendiger historisierender Fassade, hervorgehoben durch Turmspitze, sowie originale Flurausstattung mit Ausmalung als Dekorationsmalerei und Stuckdekor, baugeschichtlich und stadtentwicklungsgeschichtlich bedeutend, die Ausmalung wohl auch künstlerisch von Belang, Seltenheitswert | 09213286 |
| Weitere Bilder                          | Mietshaus mit Einfriedung in offener Bebauung | Wittenberger Straße 110b (Karte)                          | um 1900 (Mietshaus)                                                                                               | charakteristisches spätgründerzeitliches Striesener Wohngebäude mit teilweise aufwendiger historisierender Fassade und originaler Flur- und Treppenhausausstattung (mit Malerei als Dekorationsmalerei), bau- und stadtentwicklungsgeschichtlich bedeutend, die Ausmalung aus der Entstehungszeit und um 1930 in dieser geschlossenen Form mit Seltenheitswert | 09210356 |
| Weitere Bilder                          | Mietshaus mit Einfriedung in Ecklage und offener Bebauung | Wittenberger Straße 110c (Karte)                          | um 1900 (Mietshaus)                                                                                               | repräsentatives Striesener Mietshaus mit original erhaltener Flurausstattung einschl. Ausmalung als Dekorationsmalerei, baugeschichtlich, künstlerisch und städtebaulich sowie stadtentwicklungsgeschichtlich bedeutend | 09217540 |
| Weitere Bilder                          | Gewerbegebäude im Hof | Wittenberger Straße 114a (Karte)                          | um 1920 (Gewerbegebäude)                                                                                          | markanter Bau mit Lisenengliederung, Mansarddach und kleiner Esse, Zeugnis für gelegentliche wirtschaftliche Nutzung von Grundstücken im ansonsten reinen Wohngebiet Striesen, baugeschichtlich und stadtentwicklungsgeschichtlich bedeutend | 09213281 |
| Weitere Bilder                          | Mietshaus in Ecklage und offener Bebauung | Wittenberger Straße 118 (Karte)                           | um 1895 (Mietshaus)                                                                                               | markantes Beispiel eines Striesener Eckgebäudes des ausgehenden 19. Jahrhunderts, ausgewogen gestalteter, historisierender Fassade, dominiert von Turm und zwei Seitenrisaliten, bau- und stadtentwicklungsgeschichtlich bedeutsam | 09213280 |
|                                         | Wohnanlage | Wormser Platz 1 (Karte)                                   | 1920er Jahre (Mehrfamilienwohnhaus)                                                                               | für die 1920er Jahre charakteristisches Ensemble an Gabelsberger Straße, Wormser Platz und Wormser Straße, traditionelle Baukuben, belebt durch Sockel und flache Erker im Backsteinexpressionismus, vor allem baugeschichtlich bedeutend Die um 1925 entstandene Gebäudegruppe an Gabelsberger Straße, Wormser Platz und Wormser Straße ist ein für diese Zeit typisches, in traditioneller Bauweise errichtetes Ensemble mit Elementen des damals weit verbreiteten Backsteinexpressionismus, wie Sockel und flachen Erkern aus rotem Klinkerstein. Die Anlage hat fünf Eingänge. Sie wird von flachen Walmdächern bedeckt. Als Zeugnis der Architektur seiner Zeit ist das kleine Ensemble vor allem von baugeschichtlicher Bedeutung, dokumentiert es doch mit einer in Teilen expressionistischen Gestaltung einen damals vorherrschenden Architekturstil. Darüber hinaus hat die Anlage auch einen stadtentwicklungsgeschichtlichen Wert. Sie zeigt, wie man nach dem Ersten Weltkrieg mit Komplexen des Kleinwohnungsbau und Siedlungsbau die damalige Wohnungsnot mildern wollte. | 09213478 |
|                                         | Wohnanlage | Wormser Straße 16; 18 (Karte)                             | 1920er Jahre (Mehrfamilienwohnhaus)                                                                               | für die 1920er Jahre charakteristisches Ensemble an Gabelsberger Straße, Wormser Platz und Wormser Straße, traditionelle Baukuben, belebt durch Sockel und flache Erker im Backsteinexpressionismus, vor allem baugeschichtlich bedeutend Die um 1925 entstandene Gebäudegruppe an Gabelsberger Straße, Wormser Platz und Wormser Straße ist ein für diese Zeit typisches, in traditioneller Bauweise errichtetes Ensemble mit Elementen des damals weit verbreiteten Backsteinexpressionismus, wie Sockel und flachen Erkern aus rotem Klinkerstein. Die Anlage hat fünf Eingänge. Sie wird von flachen Walmdächern bedeckt. Als Zeugnis der Architektur seiner Zeit ist das kleine Ensemble vor allem von baugeschichtlicher Bedeutung, dokumentiert es doch mit einer in Teilen expressionistischen Gestaltung einen damals vorherrschenden Architekturstil. Darüber hinaus hat die Anlage auch einen stadtentwicklungsgeschichtlichen Wert. Sie zeigt, wie man nach dem Ersten Weltkrieg mit Komplexen des Kleinwohnungsbau und Siedlungsbau die damalige Wohnungsnot mildern wollte. | 09213478 |
| Weitere Bilder                          | Rudolf-Schilling-Häuser: 14 Mehrfamilienhäuser einer Wohnanlage (Anschriften: Holbeinstraße 155–163, Löscherstraße 33, Tittmannstraße 32–36 und Wormser Straße 22–30) | Wormser Straße 22; 24; 26; 28; 30 (Karte)                 | 1910–1911 (Mehrfamilienhaus)                                                                                      | Wohnanlage des Dresdener Spar- und Bauvereins, eine der bedeutsamsten Anlagen dieser Art aus dem Anfang des 20. Jahrhunderts in Dresden zwischen Jugendstil und Reformarchitektur, baugeschichtlich bedeutend, als Werk der landesweit bedeutenden Architekten Schilling & Graebner auch künstlerisch wertvoll, wohl auch städtebaulich von Belang | 09213482 |
|                                         | Doppelwohnhaus in offener Bebauung | Wormser Straße 32; 34 (Karte)                             | um 1930 (Doppelwohnhaus)                                                                                          | zeittypischer Bau mit bemerkenswerter expressionistischer Fassadengestaltung und Fassadenfarbigkeit, architekturhistorisch bedeutendatiert | 09213483 |
| Weitere Bilder                          | Mehrfamilienhäuser einer Wohnanlage (Anschrift: Spenerstraße 25/25b und Wormser Straße 42–48)                                                                         | Wormser Straße 42; 44; 46; 48 (Karte)                     | 1920er Jahre (Wohnanlage)                                                                                         | charakteristischer und beeindruckender Komplex der 1920er Jahre, im Bauhausstil, Werk des Dresdner Stadtbaurates Paul Wolf, baugeschichtlich und künstlerisch bedeutend | 09216770 |
| Weitere Bilder                          | Mietshaus in offener Bebauung | Wormser Straße 57 (Karte)                                 | bezeichnet 1903 (Mietshaus)                                                                                       | eines der am authentischsten erhaltenen Striesener Wohnhäuser aus dem Anfang des 20. Jahrhunderts mit original erhaltener und von Jugendstil-Ornamentik dominierter Fassadengestaltung, vergleichbar mit der Wittenberger Straße 89, vor allem baugeschichtlich und künstlerisch bedeutend | 09213358 |
| Weitere Bilder                          | Mietshaus in Ecklage und offener Bebauung | Wormser Straße 59 (Karte)                                 | um 1900 (Mietshaus)                                                                                               | markanter historisierender Wohnbau des ausgehenden 19. Jahrhunderts mit zeittypischer Fassade, an hervorgehobenen Stellen mit aufwendigem Schmuck, zudem in exponierter Lage, baugeschichtlich und stadtentwicklungsgeschichtlich bedeutend | 09213356 |
| Weitere Bilder                          | Wohnanlage | Wormser Straße 59b; 59c; 61; 63; 65; 67 (Karte)           | 1920er Jahre (Mehrfamilienwohnhaus)                                                                               | charakteristisches Beispiel für den Kleinwohnungs- und Siedlungsbau der 1920er Jahre, traditionell gestaltete Bauten mit wenigen akzentuierenden expressionistischen Dekorelementen, vor allem baugeschichtlich bedeutend | 09213357 |
| Weitere Bilder                          | Mietshaus in Ecklage und geschlossener Bebauung | Wormser Straße 66 (Karte)                                 | um 1900 (Mietshaus)                                                                                               | beeindruckender historisierender Bau mit Eckturm, belebt von Balkonen, Fensterbedachungen usw., Teil einer markanten geschlossenen Häuserfront innerhalb Striesens, baugeschichtlich und städtebaulich bedeutend | 09213378 |
| Weitere Bilder                          | Mietshaus in geschlossener Bebauung | Wormser Straße 68 (Karte)                                 | um 1900 (Mietshaus)                                                                                               | beeindruckender historisierender Bau, belebt von Balkonen, Fensterbedachungen usw., Teil einer markanten geschlossenen Häuserfront innerhalb Striesens, baugeschichtlich und städtebaulich bedeutend | 09213372 |
| Weitere Bilder                          | Doppelmietshaus in offener Bebauung | Wormser Straße 69; 71 (Karte)                             | um 1895 (Doppelmietshaus)                                                                                         | originale Flurausstattung, Wohnbau aus dem Anfang des 20. Jahrhunderts, mit ausgewogener Kubatur, die in einem hohen Dach kulminiert, und wenigem, aber akzentuierendem Fassadenschmuck typisches Beispiel der damals vorherrschenden Reformbaukunst, Teil des markanten Stadterweiterungsgebietes Striesen, bau- und stadtentwicklungsgeschichtlich bedeutend | 09213258 |
| Weitere Bilder                          | Mietshaus in geschlossener Bebauung | Wormser Straße 70 (Karte)                                 | um 1900 (Mietshaus)                                                                                               | beeindruckender historisierender Bau, belebt von Balkonen, Fensterbedachungen usw., Teil einer markanten geschlossenen Häuserfront innerhalb Striesens, baugeschichtlich und städtebaulich bedeutend | 09213373 |
| Weitere Bilder                          | Mietshaus in geschlossener Bebauung | Wormser Straße 72 (Karte)                                 | um 1900 (Mietshaus)                                                                                               | beeindruckender historisierender Bau, belebt von Balkonen, Fensterbedachungen usw., Teil einer markanten geschlossenen Häuserfront innerhalb Striesens, baugeschichtlich und städtebaulich bedeutend | 09213374 |
| Weitere Bilder                          | Mietshaus in offener Bebauung | Wormser Straße 73 (Karte)                                 | um 1912 (Mietshaus)                                                                                               | originale Treppenhausausstattung mit Farbglasfenstern, Wohnbau aus dem Anfang des 20. Jahrhunderts, mit ausgewogener Kubatur, die in einem hohen Dach kulminiert, und wenigem, aber akzentuierendem Fassadenschmuck typisches Beispiel der damals vorherrschenden Reformbaukunst, Teil des markanten Stadterweiterungsgebietes Striesen, bau- und stadtentwicklungsgeschichtlich bedeutend | 09213379 |
| Weitere Bilder                          | Mietshaus in geschlossener Bebauung | Wormser Straße 74 (Karte)                                 | um 1900 (Mietshaus)                                                                                               | originale Flurausstattung mit Stuckdekor, beeindruckender historisierender Bau, belebt von Balkonen, Fensterbedachungen usw., Teil einer markanten geschlossenen Häuserfront innerhalb Striesens, baugeschichtlich und städtebaulich bedeutend | 09213359 |
| Weitere Bilder                          | Mietshaus in halboffener Bebauung | Wormser Straße 84 (Karte)                                 | nach 1903 (Mietshaus)                                                                                             | Wohnbau aus dem Anfang des 20. Jahrhunderts, mit ausgewogener Kubatur, die in einem hohen Dach kulminiert, und wenigem, aber akzentuierendem Fassadenschmuck typisches Beispiel der damals vorherrschenden Reformbaukunst, Teil des markanten Stadterweiterungsgebietes Striesen, bau- und stadtentwicklungsgeschichtlich bedeutend | 09213257 |

## Ehemalige Kulturdenkmale
| Bild | Bezeichnung        | Lage                          | Datierung | Beschreibung | ID |
| ---- | ------------------ | ----------------------------- | --------- | ------------ | -- |
|      | Mietshaus          | Junghansstraße 5e (Karte)     |           |              |    |
|      | Herrenmode Dresden | Kipsdorfer Straße 100 (Karte) |           |              |    |

## Ausführliche Denkmaltexte
1. ↑  
Die um 1925 entstandene Gebäudegruppe an Gabelsberger Straße, Wormser Platz und Wormser Straße ist ein für diese Zeit typisches, in traditioneller Bauweise errichtetes Ensemble mit Elementen des damals weit verbreiteten Backsteinexpressionismus, wie Sockel und flachen Erkern aus rotem Klinkerstein. Die Anlage hat fünf Eingänge. Sie wird von flachen Walmdächern bedeckt. Als Zeugnis der Architektur seiner Zeit ist das kleine Ensemble vor allem von baugeschichtlicher Bedeutung, dokumentiert es doch mit einer in Teilen expressionistischen Gestaltung einen damals vorherrschenden Architekturstil. Darüber hinaus hat die Anlage auch einen stadtentwicklungsgeschichtlichen Wert. Sie zeigt, wie man nach dem Ersten Weltkrieg mit Komplexen des Kleinwohnungsbau und Siedlungsbau die damalige Wohnungsnot mildern wollte.